# Santa Rosa de Osos
Santa Rosa de Osos es un municipio de Colombia localizado en la subregión norte del departamento de Antioquia. Su cabecera municipal está ubicada a 2550 m s. n. m. y dista 74 kilómetros de la ciudad de Medellín, capital del departamento.
Santa Rosa de Osos está situada en el nacimiento del río Guadalupe y es el centro urbano más importante de la Zona del Altiplano, que agrupa a los municipios de la subregión situados en los valles altoandinos de los ríos Grande y Guadalupe. Esta zona es un relevante centro de producción agrícola, ganadera, industrial y energética, además de ser la más poblada y menos extensa del Norte antioqueño. Su altura y su temperatura media de 13.3 °C, lo convierten en uno de los municipios más altos y fríos del departamento.
Debido a su amplia variedad de productos y servicios, Santa Rosa de Osos es el municipio de la subregión norte con el PIB más elevado. Es el único de los 17 municipios que conforman la subdivisión que aporta más de un billón de pesos a dicho indicador, lo que la convierte en la primera economía del norte y la decimoséptima de Antioquia.
Limita por el norte con los municipios de San Andrés de Cuerquia, Yarumal, Angostura y Carolina del Príncipe, por el este con los municipios de Carolina del Príncipe, Gómez Plata, Yolombó y Santo Domingo, por el sur con los municipios de Donmatías y Entrerríos y por el oeste con los municipios de Entrerríos, Belmira y San José de la Montaña.

## Historia

### Resumen de la historia de Santa Rosa de Osos
Antes de la llegada de los conquistadores españoles, los indígenas Nutabes habitaban el territorio de Santa Rosa de Osos. Trabajaban el tejido de algodón y explotaban el oro. Su organización social era patriarcal y creían en la vida después de la muerte, por lo que enterraban a sus muertos con utensilios y joyas.
La región fue descubierta en 1541 por el capitán conquistador español Francisco Vallejo, quien la denominó «Valle de los Osos» por la gran cantidad de estos animales. Hacia 1600, los exploradores y colonos que buscaban oro se percataron de la abundancia del metal en la región.
Liderados por el capitán Antonio Serrano de Espejo, fundaron un poblado en el sitio en 1636, fundación que fue aprobada por su Majestad el Rey Felipe IV de España.
En 1659, el distrito se erigió en parroquia con el nombre de «San Jacinto de los Osos». En 1792 se rebautizó como «Villa de Nuestra Señora de los Osos» y en 1811 adquirió el nombre que hoy tiene, Santa Rosa de Osos. El distrito fue erigido como municipio en 1814 por disposición del dictador Juan del Corral.
En 1917 se instauró la diócesis de Santa Rosa de Osos por orden del papa Benedicto XV. Hacia 1924 fue nombrado obispo monseñor Miguel Ángel Builes Gómez, quien dirigió la diócesis por más de cuarenta años y fundó cuatro importantes comunidades religiosas para la Iglesia católica colombiana.[cita requerida]
La historia de Santa Rosa está marcada por su vocación católica, por lo que muchos de sus atractivos turísticos son de carácter religioso. Además, es un gran productor de leche y posee una importante riqueza hídrica, que ha posibilitado la construcción de embalses como Riogrande I y II.

### Descubrimiento y colonización del Valle De Los Osos
El mariscal Jorge Robledo, llegó a inmediaciones de Anzá en septiembre de 1541, desde este lugar despachó varias comisiones, entre ellas una al mando del capitán Francisco Vallejo. Este salió con 40 hombres encaminándose por los Llanos de Ovejas (Actual corregimiento del municipio de San Pedro de los Milagros), el mismo San Pedro y Entrerríos. Luego a finales de ese mismo año descubrió un valle de temperatura muy fría que denominó ""Valle De Los Osos"" por los muchos que encontró.
Este valle estaba habitado por los indígenas Nutabes, que debido a la falta de vestigios se da a entender que estaba muy poco poblado, creyéndose que un posible asentamiento estaba ubicado en el actual sector de Los Chorros, en pleno nacimiento del río Guadalupe con el nombre de Sotachiro, que sería quizás el nombre de algún cacique Nutabe, esto debido a que sus asentamientos llevaban normalmente el nombre de sus dirigentes, tales como Guarcama, Cuerquia, Pipimán, Ozeta, Maquira y Aguarizí. (Sotachiro como nombre se heredó a un antiguo paraje que en la actualidad está en la vereda El Vergel). Al igual que ocurrió en otros lugares dominados por la etnia Nutabe, estos obligaron a Vallejo a abandonar el sector debido a las hostilidades mostradas por este pueblo nativo. Cómo estos indígenas no aparentaban abundante riqueza, el Valle De Los Osos no se hizo interesante para los ambiciosos conquistadores españoles; que dejaron en el olvido el sector por casi un siglo.
La aparente pobreza de los habitantes, hizo creer a los españoles que la tierra carecía de minerales preciosos y el territorio permaneció "virgen" y en el abandono estatal durante mucho tiempo; a pesar de que Don Andrés de Valdivia (asesinado brutalmente por el cacique Guarcama) y Don Gaspar de Rodas (quien ordenó un exterminio indígena Nutabe en venganza al asesinato de Valdivia) visitaran a mediados del siglo XVI el Valle de los Osos en el cargo de gobernadores de la ciudad de Santa Fe de Antioquia; territorio al cual pertenecía por ese entonces.
La fundación del pueblo que fue denominado Ranchería se dio en el año de 1636 por parte del capitán español Antonio Serrano y Espejo; las primeras colonizaciones se dieron a manos de Pedro Gutiérrez Colmenero (primer alcalde mayor de la Villa de Medellín (1675)) y Don Antonio De Mesa, ambos naturales de Jerez de la Frontera que con Juan Nuño De Sotomayor descubrieron en 1645 los minerales del valle y comenzaron la explotación en las quebradas: San Juan, La Trinidad, Orobajo, San José, San Antonio, Santa Ana y San Lorenzo. Cómo también en el río Guadalupe y la quebrada Los Mártires.
Al mismo tiempo que Gutiérrez Colmenero laboraba estas minas, Fernando Toro Zapata, capitán y juez oficial de la real casa de la ciudad de Santa Fe de Antioquia, entraba a trabajar las minas de la quebrada Caruquia.

### La Ranchería
El primer caserío estaba ubicado al sur de la ciudad actual, en el barrio que hasta nuestros días conserva el nombre de La Ranchería, ubicado hoy en el centro poblado La Granja, a un kilómetro del barrio Arenales. Este único asentamiento urbano que se dio para 1636 en el Valle de los Osos se denominó hasta la segunda mitad del siglo XVIII La Ranchería, siglo en el cual se cambió la ubicación de la centralidad urbana del territorio a San Jacinto de los Osos, emplazamiento actual de la ciudad.
Durante la época de La Ranchería el mineral de este lugar era del capitán Ignacio Vélez De Rivero, al igual que la capilla que existió allí en 1640; donde ya se evocaba la tradición Católica que iba a tener el municipio.
Los ricos yacimientos minerales que se encontraron cerca a las quebradas Bramadora, San Juan y San Antonio justo en el momento preciso cuando en la ciudad de Antioquia se agotaba el oro; atrajeron una gran cantidad de personas de ésta y de Cáceres. Se estima que en 1650 había más de 700 negros dedicados exclusivamente al laboreo de minería y más de 500 españoles o hijos de peninsulares, que en su mayoría eran señores ricos y distinguidos en la época.
En los primeros años de este asentamiento la extracción del oro se hacía con relativa facilidad en las orillas de las quebradas y ríos, que siempre se han caracterizado por tener un recorrido calmo; sin embargo el laboreo se fue dificultando poco a poco cuando hubo necesidad de emprender trabajos en puntos apartados de los caudales, donde era necesario conducir las quebradas en canoas, pasando por los árboles o palos anclados al piso. Sin embargo muchas veces había puntos donde las aguas no podían subir, al encontrarse muy apartados o más altos que el nivel de las mismas; este trabajo obligó a los mazamorreros a cargar sobre sus espaldas el material para ser transformado en el metal precioso, lugares donde en temporadas de lluvia se tenían que llenar de grandes reservorios de agua para poder ser usada en el proceso de beneficio del mineral. Dados los bajos conocimientos "tecnológicos" de la época grandísimas extensiones de terreno fueron excavadas con hoyos de entre 10 y 30 metros de profundidad, dependiendo de donde estuviera ubicado el yacimiento minero. Cómo muchas veces el material debía ser llevado a otros lugares para su lavado, poco a poco el terreno fue cambiando a medida que avanzaba la minería, hasta el punto de que hoy en día se ven enormes cicatrices dentro del perímetro urbano de la ciudad.
Estos procesos fueron mejorados por el entonces oidor Mon y Velarde que estableció leyes para los procesos mineros, acompañado de Monsieur Laneret o Moneret que a finales del siglo XVII comenzó a montar molinos, una tecnología mucho más moderna para la época.

### Partido de San Jacinto de los Osos
A principios del siglo XVIII empezó una gran corriente de inmigración procedente de Medellín y Rionegro, La población aumento de tal manera que para 1659 se erigió en parroquia con el nombre de San Jacinto de los Osos y en 1770 comenzó la población del emplazamiento urbano actual de la ciudad. El primer cura fue Juan Bautista Dávila Caballero, pero con anterioridad habían vivido en el caserío Jacinto de Toro, que vino con Pedro Martín de Mora y Fray Pedro Simón; quien escribió una narración sobre las minas.
San Jacinto tuvo tanto ensanche para el siglo XVIII que existían 5 capillas fuera de la parroquial, entre las que se destaca la de Tierradentro. La Capilla parroquial estaba dedicada en honor Nuestra Señora De Guadalupe; ubicada desde 1648 en el sitio de nacimiento del río homónimo; fue levantada en conmemoración a un milagro ocurrido a la persona de Pedro Bustamante, aventurero español, quien viéndose solo y acosado por los indígenas, acudió a La Virgen De Guadalupe, la cual envió a Juan Torres en su ayuda. Sin embargo los nativos despedazaron a este y Bustamante escapó de manera prodigiosa, apareciéndose ante sus soldados cuando éstos celebraban sus exequias. El relato lo trae el doctor Julio César García como ocurrido a orillas del río Grande, siendo la construcción histórica de esta Iglesia cerca emplazamiento actual de Capilla del Señor de la Humildad, lo que posiblemente daría nombre al importante río Guadalupe, que nace justamente en la parte posterior de este templo.
El cementerio del pueblo estaba ubicado donde es hoy en día el Parque Simón Bolívar, plaza principal del municipio. Para su construcción ayudó Don Pedro Rodríguez de Zea en 1775, quien por entonces se desempeñaba como gobernador del sitio de Los Osos y quien dio el permiso para la fundación de las actuales municipalidades de Yarumal, Donmatías y Carolina del Príncipe.
Las costumbres de San Jacinto de los Osos eran variadas; las principales fiestas se celebraban en honor a la patrona, Nuestra Señora De Guadalupe y posteriormente La Virgen De Chiquinquirá. La llegada del obispo de Popayán, el matrimonio de un rico o la coronación de algún monarca español era motivo de celebración.
El Sombrerón es una de las más ocultas historias del pasado de Santa Rosa de Osos, se encuentra en la gran discriminación que existía hacia las razas de color. A pesar de que Antioquia se caracterizó por ser uno de los primeros territorios donde se dio la libertad a los esclavos, no sucedió así en el valle en el que hoy se asienta el municipio, en él se dieron toda clase de tratos inhumanos hacia la comunidad negra por parte de los españoles. Dentro de este macabro pedazo de historia, destaca por su crueldad el matrimonio de don Juan José Salazar y doña María del Pardo, quienes tenían por placer favorito fustigar las espaldas de sus esclavos y cargarlos con cadenas. Sus actos de crueldad se extendían también hacia los animales, pues se dice que desollaban las reses para aplicarles en seguida sal y hacer morir el ganado en medio de los más atroces dolores y bramidos. Juan José Salazar quien trabajó en La Trinidad y en el sitio que actualmente ocupa el poblado de Gómez Plata, se caracterizaba por usar un enorme sombrero, por lo cual lo apodaron "El Sombrerón". A su muerte, todos los vecinos de la comarca estuvieron de acuerdo para aplicarle las penas eternas y entre las gentes sencillas se creó la creencia de que todas las noches atravesaba el poblado, después de muerto, acompañado de sus 2 grandes perros. La creencia se volvió popular y luego se convirtió en una famosa leyenda asustaniños.  En Hoyorrico, lugar santarrosano, al cual pertenece la histórica mina y Capilla de La Trinidad, en la actualidad se recuerda a este personaje en el nombre de una de sus antiquísimas calles.

### Villa de Nuestra Señora de Chiquinquirá de los Osos
En 1792 siendo gobernador de la provincia Francisco Baraya y La Campa, fue erigida en Villa la parroquia de los Osos, tomando el nombre de Villa De Nuestra Señora del Rosario de Chiquinquirá de los Osos, este hecho correspondió a un nuevo auge minero donde personajes reconocidos como los llamados Zulaibar, reemplazaron a los antiguos ricos empresarios del siglo XVIII y establecieron sus empresas formando una sociedad de considerable riqueza económica y cultural.
Gran parte de estos avances se vieron propiciados por un crecimiento científico de la extracción del oro; las minas de veta empezaron a beneficiarse con ingentes rendimientos, cómo en Las Cruces y Las Ánimas. Esto propiciado por la llegada del inglés Tyrell Moore, quién colocó en las minas actualmente en ruinas de Luis Brand, unas tecnologías bastante avanzadas para la época, a su vez con esta bonanza tecnológica en el departamento se montó un laboratorio en las minas de la Trinidad.
En 1811, se cambia el nombre a Santa Rosa de Osos, y en 1814, se eleva a distrito por Juan del Corral; el municipio que se configuró como una zona minera, rápidamente tuvo un gran crecimiento demográfico y a su vez se comenzaron a sentir los efectos de esta subcultura, con el aumento de prácticas de brujería y vida licenciosa propiciados por los rendimientos económicos, hasta el punto que en la zona sur del alto de Santa Rosa cerca de la quebrada Campoalegre, se entretejieron historias de todo tipo, lo que hizo que el lugar se denominara "Patio Brujas", que luego sería recuperado por la diócesis al instaurar el Seminario y posteriormente la Basílica y algunas comunidades religiosas que se asentaron en el lugar.
Sin embargo el oro cayó en una profunda decadencia con el pasar de los años, especialmente en las épocas anteriores al terremoto del 10 de abril de 1911, que tuvo como epicentro Yarumal y fue sentido hasta en Venezuela, este  causó grandes daños a Santa Rosa, y la industria del oro rápidamente fue sustituida por la agricultura y la ganadería, generando mejor calidad de vida a sus habitantes, que ya vivían en un ambiente malsano causado por la explotación de minerales.
Este respiro que se le dio a la tierra de Santa Rosa de Osos ha generado que se convierta en un municipio verde, que ha permanecido así por más de 100 años consecutivos con enormes rendimientos económicos que sitúan al municipio como despensa de agua y comida para el país, considerándose el más próspero de la región y el más importante del Norte en términos de PIB.

### Capital del Departamento del Norte
En 1863 se constituyen los Estados Unidos de Colombia, país compuesto por un total de 9 estados soberanos y federados a perpetuidad, según la constitución; Antioquia era uno de esos estados, permaneciendo con los mismos límites de 1857.
La división interna del estado cambió varias veces de forma y de nombre, hasta que en 1863 finalmente se adoptaron nueve departamentos, los cuales serían a la larga los que darían origen a las subregiones en las que Antioquia está dividida hoy.
El Norte era uno de esos departamentos y su capital en la antigüedad fue la ciudad de Santa Rosa de Osos desde el año 1864 hasta 1886, tiempo que duró la condición de estado soberano federal. A partir de este año el Norte pasó a ser un Cantón, contando como capital a Santa Rosa de Osos hasta 1905.
La crisis económica surgida a causa de la Guerra de los Mil Días y la separación de Panamá llevó al gobierno de Rafael Reyes a realizar varias reformas administrativas que llevaron a una reorganización político administrativa profunda del país. De estas reformas surge la ley del 11 de abril de 1905, que segrega las provincias Sur de Antioquia y las provincias de Robledo y Marmato del Cauca, creando así un nuevo departamento con el nombre de Caldas y con capital en Manizales. Como retribución por haberle segregado parte de su territorio, el gobierno le regresó a Antioquia la región de Urabá.

En 1905, Santa Rosa de Osos junto con los territorios de los actuales municipios de la zona del Altiplano, Entrerríos, Donmatías, Carolina del Príncipe, Gómez Plata y Guadalupe, deciden separarse del cantón del Norte, que quedó formado solo por los municipios de la zona de vertiente y el Altiplano comienza a formar parte del cantón del Nordeste, con Santa Rosa como capital. Durante este periodo la capitalidad del Norte que quedó acéfala con la segregación de la zona del altiplano, fue cedida por Santa Rosa a Yarumal, por un tiempo breve, ya que una segunda reforma llevada a cabo por Rafael Reyes en 1908 subdividió aún más los departamentos existentes hasta ese momento. Es de este modo que Antioquia fue dividida en 4 departamentos: Antioquia, Medellín, Jericó y Sonsón; de los cuales todo lo que fue el Norte y Nordeste quedaron perteneciendo al departamento de Medellín y Santa Rosa y Yarumal dejaron de ser capitales, al centralizar a partir de ese momento las competencias al gobierno central de Antioquia en Medellín.

Santa Rosa como capital del Norte en 1865
Santa Rosa como capital del Norte en 1885
Santa Rosa como capital del Nordeste en 1905, en ese momento la capital del Norte pasa a ser Yarumal

## Generalidades
- Fundación: El 18 de agosto de 1636
- Erección en municipio, 1814
- Fundador: capitán español Antonio Serrano y Espejo
- Apelativos: Ciudad Eterna, Perla del Norte, Cuna de Artistas y Letrados, Atenas Cultural de Antioquia, Ciudad de Horizontes sin Límite, Vaticano de Antioquia.

Su nombre se debe a la memoria de Santa Rosa de Lima y a los osos de anteojos que se abundaban en la región.
Otros nombres: Valle de los Osos, San Jacinto de los Osos, Villa de Nuestra Señora de Chiquinquirá de los Osos.

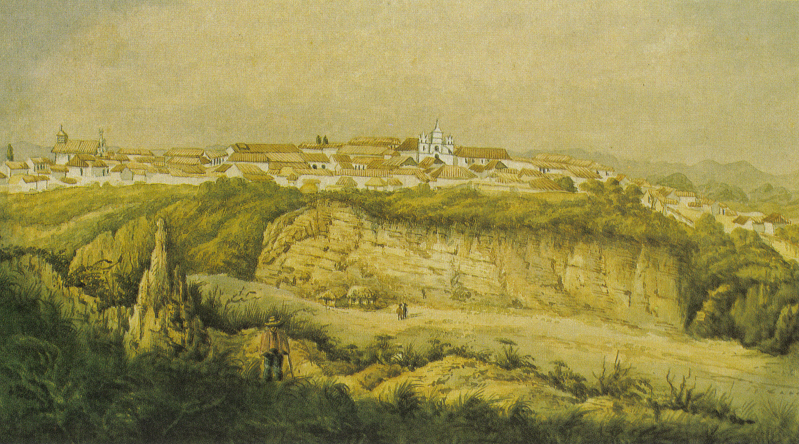
Acuarela de la Comisión Corográfica que muestra a Santa Rosa de Osos tal como se veía en la segunda mitad del siglo XIX. Nótese la antigua capilla de Nuestra Señora de Chiquinquirá que sería posteriormente reemplazada por la Catedral, en el centro de la imagen se puede observar un filote minero reciente para la época.
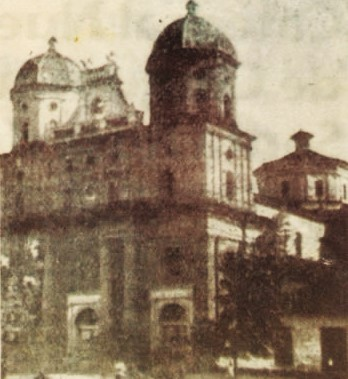
Catedral Nuestra Señora de Chiquinquirá antes del terremoto de 1911, que destruyó su espadaña y las famosas águilas
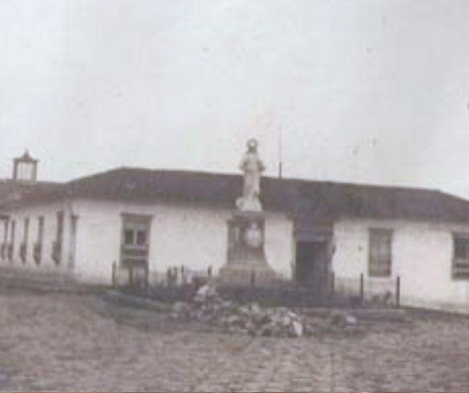
Virgen de las Misericordias luego de su colocación en la plazuela  San Ignacio del Seminario, actualmente lugar que ocupa La Basílica.

- Altura: Santa Rosa de Osos, está ubicado en su mayoría en pleno Altiplano Norte con una altitud promedio de 2550 metros sobre el nivel del mar, las zonas que no corresponden al altiplano se ubican en grandes laderas escarpadas y profundas en los corregimientos de San Pablo y San Isidro, donde la altura desciende abruptamente alcanzando pisos térmicos templados y cálidos.

- Extensión: Sus 812 kilómetros cuadrados de extensión están divididos en 805 km² rurales y 7 km² en zona urbana.  La extensión territorial de Santa Rosa de Osos es ligeramente superior a la de la nación de Kiribati y más de 400 veces la superficie de Mónaco.

- Ubicación geográfica:

|                                                  | Norte: San Andrés de Cuerquia Yarumal Angostura Carolina del Príncipe |                                                               |
| Oeste: San José de la Montaña Belmira Entrerríos |                                                                       | Este: Carolina del Príncipe Gómez Plata Yolombó Santo Domingo |
|                                                  | Sur: Donmatías Entrerríos                                             |                                                               |

## División Político-Administrativa

### Cabecera municipal
Santa Rosa de Osos tiene su cabecera municipal está ubicada a 2550 m.s.n.m. y está conformada por más de 20 barrios en un urbanismo discontinuo. En esta concentra toda la parte administrativa, alcaldía, concejo, comando de policía y todas las dependencias gubernamentales, siendo la zona más poblada del municipio, contiene más de la mitad de la población total del mismo, es receptora de todos los productos agrícolas, epicentro del comercio y transporte municipal.

#### Corregimientos

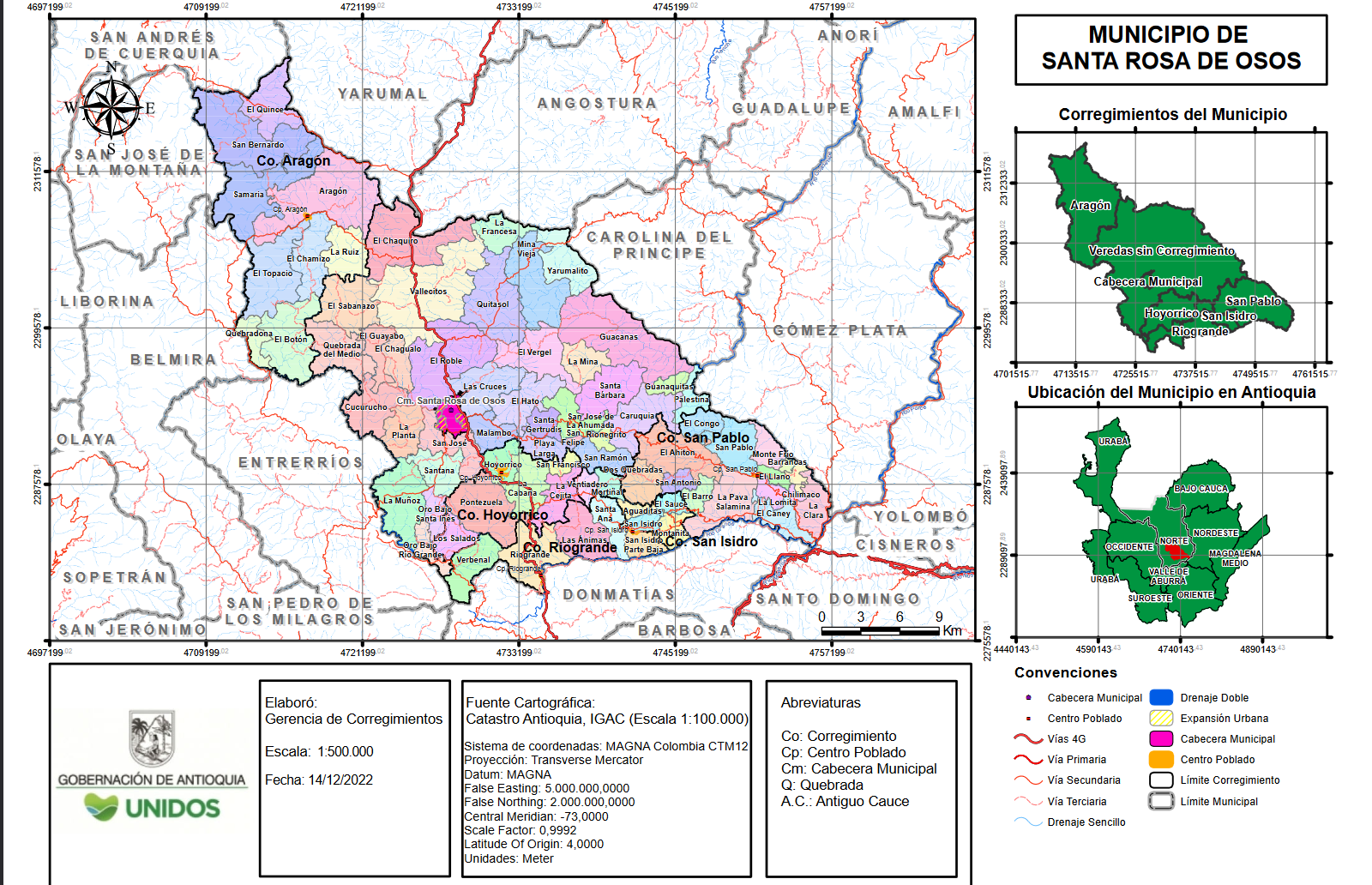
Mapa político de Santa Rosa de Osos

Los corregimientos de Santa Rosa de Osos son las divisiones administrativas de parte de la zona rural del municipio, cuentan con al menos un centro poblado que es cabecera. Además, de un conjunto de veredas constituidas. 
Los corregimientos oficiales son Aragón, Hoyorrico, San Pablo, Riogrande y San Isidro. Todos poseen parroquia propia, puesto de votación, alumbrado público, recolección domiciliaria de basuras, su propio colegio y en algunos casos cementerio.
| Corregimiento                                                 | Centros poblados | Veredas | Mapa |
| ------------------------------------------------------------- | ---------------- | --- | ---- |
| 'Aragón'                                                      | - Aragón         | El Botón, El Chamizo, El Quince, El Topacio, La Ruiz, Quebradona, Samaria y San Bernardo.                                                                |      |
| 'Hoyorrico'                                                   | - Hoyorrico      | La Cabaña, La Cejita, Los Salados, Pontezuela y San Francisco.                                                                                           |      |
| 'Riogrande'                                                   | - Riogrande      | Las Animas, San Isidro Parte Baja, Santa Ana y Verbenal.                                                                                                 |      |
| San Isidro                                                    | - San Isidro     | Aguaditas, El Sauce, Montañita, Mortiñal y Ventiadero.                                                                                                   |      |
| San Pablo                                                     | - San Pablo      | Barrancas, Chilimaco, Dos Quebradas, El Ahiton, El Barro, El Caney, El Congo, El Llano, La Clara, La Lomita, La Pava Salamina, Monte Frío y San Antonio. |      |
| Fuente: Gerencia de Corregimientos - Gobernación de Antioquia |                  | |      |

## Infraestructura y transporte

### Espacio público y urbanismo
El municipio tiene una buena proyección demográfica exponencial, lo cual ha impulsado un gran desarrollo urbanístico en la época reciente, donde se han construido barrios enteros y demolido antiguas viviendas para la construcción de edificios. El perímetro urbano cada día es más extenso, y se planean desarrollar proyectos residenciales completos con todos los servicios; sin embargo, paralelo al gran desarrollo privado, se tienen inconvenientes con el desarrollo de las vías y el espacio público, pues la mayoría de sus calles, avenidas y parques se encuentran en mal estado debido al aumento del tráfico automotor y del poco mantenimiento que se les da, hecho que ocurre también en sus corregimientos, los cuales no tienen siquiera un parque principal bien delimitado.
- Plaza Simón Bolívar, plaza principal de la ciudad; el diseño del lugar está destinado para convertirse en un sitio de recepción de eventos masivos, tales como las famosas fiestas del atardecer; dadas estas características, no se le puede considerar como parque urbano; por lo que es oficialmente una plaza, que consiste en una explanada carente de las características tradicionales de un parque típico colombiano, no posee en la actualidad ni fuente, ni kiosco, ni luminarias ornamentales, ni eras con jardín, ni zonas verdes adecuadas; tiene tan solo un pequeño porcentaje del lugar con vegetación nativa y algunas bancas de cemento. Es el centro administrativo y tradicional de la ciudad, en él se encuentran importantes monumentos como la "Alegoría a Porfirio Barba Jacob"  de Rodrigo Arenas Betancourt y el monumento a Simón Bolívar de Waldo Rodríguez. A su lado se encuentra el edificio Pedro Justo Berrío, de Agustín Goovaerts, que funge como la alcaldía; la Catedral Nuestra Señora del Rosario de Chiquinquirá, la Institución Educativa Escuela Normal Pedro Justo Berrío; además de una amplia zona comercial y bancaria.
- Parque Pedro Justo Berrío, parque ubicado en el centro-oriente geográfico del área urbana; posee amplias zonas verdes con árboles nativos, cafetería, espejos de agua, juegos recreativos para niños, máquinas de ejercicio, teatro al aire libre, luminarias y bancas ornamentales. A su alrededor se encuentran amplias zonas residenciales, restaurantes de comida rápida y supermercados; la capilla de San Francisco, la más antigua del municipio se ubica en su costado sur; tiene acceso a las rutas de transporte intermunicipal, y a media cuadra de él se hallan importantes lugares como la escuela Instituto del Carmen, la Capilla de la Sagrada Familia y el hospital San Juan de Dios. Tiene en su interior la escultura en mármol de Pedro Justo Berrío y la Matrona Antioqueña, esculpidas por Marco Tobón Mejía. Está separado del resto del espacio público por un antiguo enrejado.
- Parque San Antonio, parque ubicado en el extremo occidental del área urbana, en el sector de San Antonio, zona residencial extrarradio de la ciudad, (no conurbada), este parque contaba con eras de jardín, lámparas y bancas ornamentales, senderos peatonales, juegos infantiles y una estatua de San Antonio de Padua; en la actualidad esta escultura es lo único que se conserva; ya que el parque en general está prácticamente en ruinas. A su alrededor se sitúa una pequeña zona comercial, siendo las viviendas sus vecinas más comunes.
- Parque El Portal, parque al suroriente de la ciudad; uno de los más grandes; en su interior se hallan 2 placas polideportivas cubiertas, zonas verdes y máquinas de ejercicio, antiguamente en su interior existía un quiosco y juegos infantiles (elementos actualmente en ruinas), es vecino de la I.E Cardenal Aníbal Muñoz Duque, de la cancha Diego Hincapié y el coliseo Mayor "Antonio Roldán Betancur". Posee una fachada  con un portal amplio custodiado por un par de torres en alusión al nombre del parque.

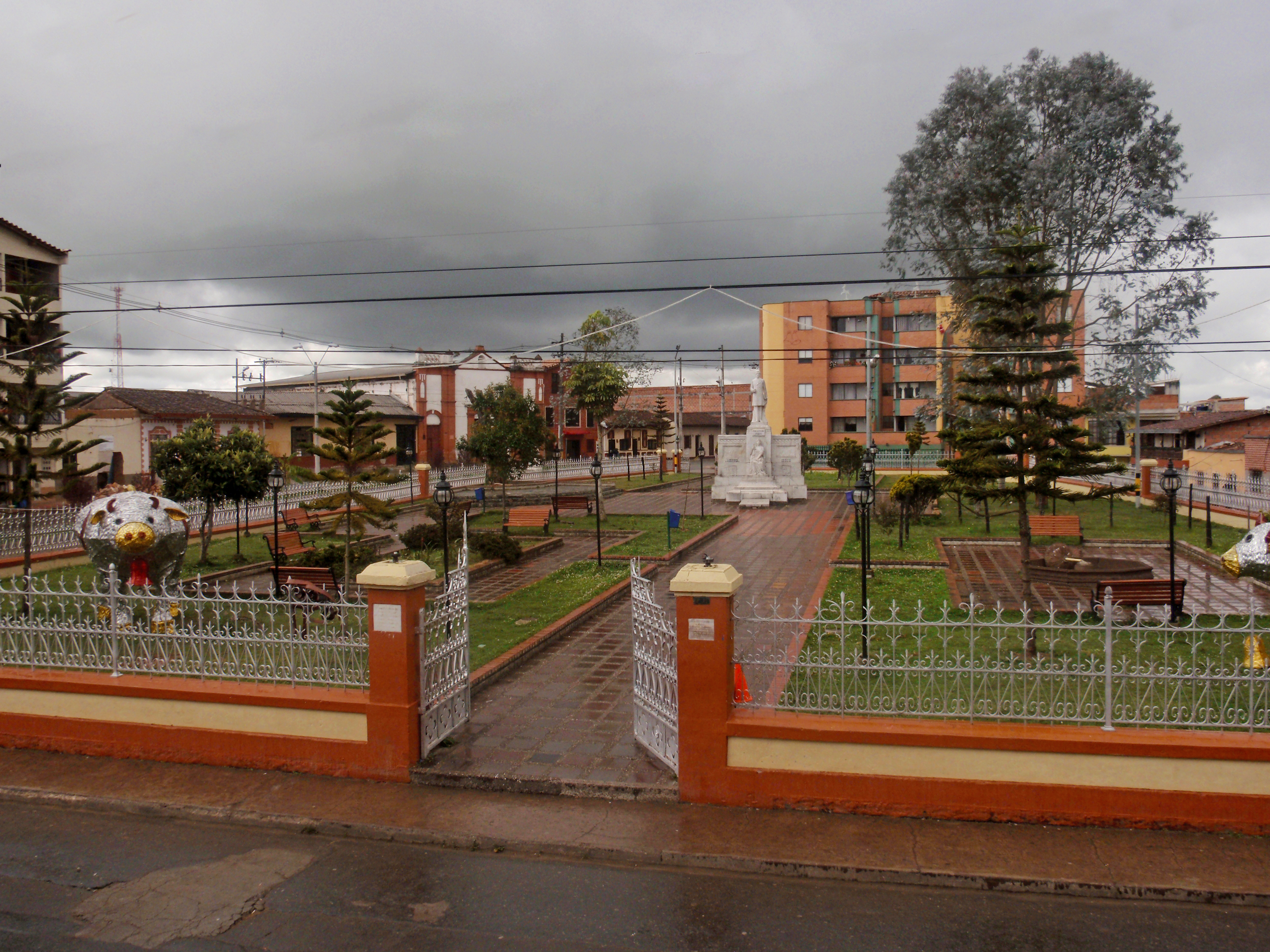
El Parque Berrío de Santa Rosa.
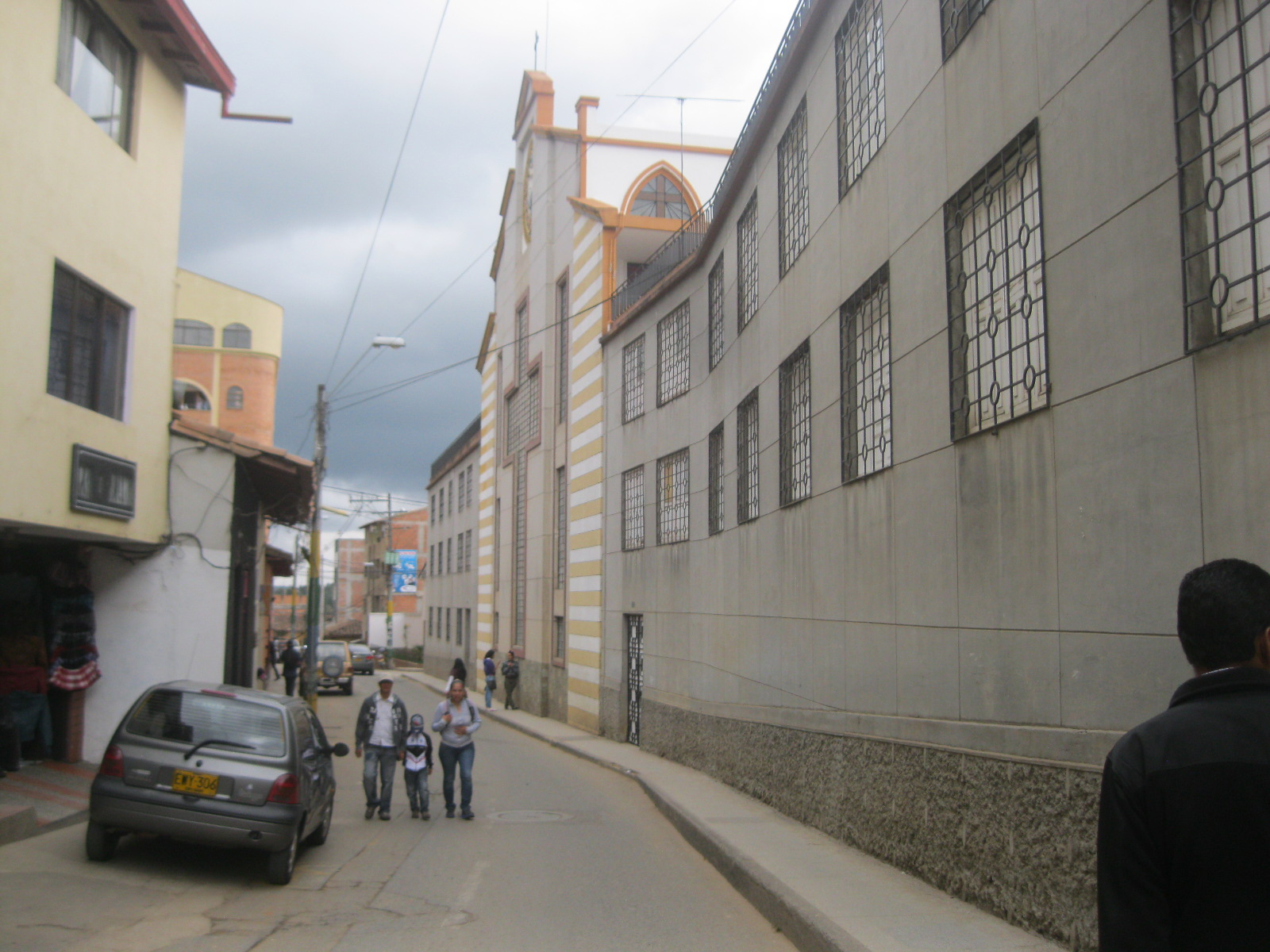
Calle Caldas a su paso por el edificio patrimonial y Convento de las Hermanas Teresitas.
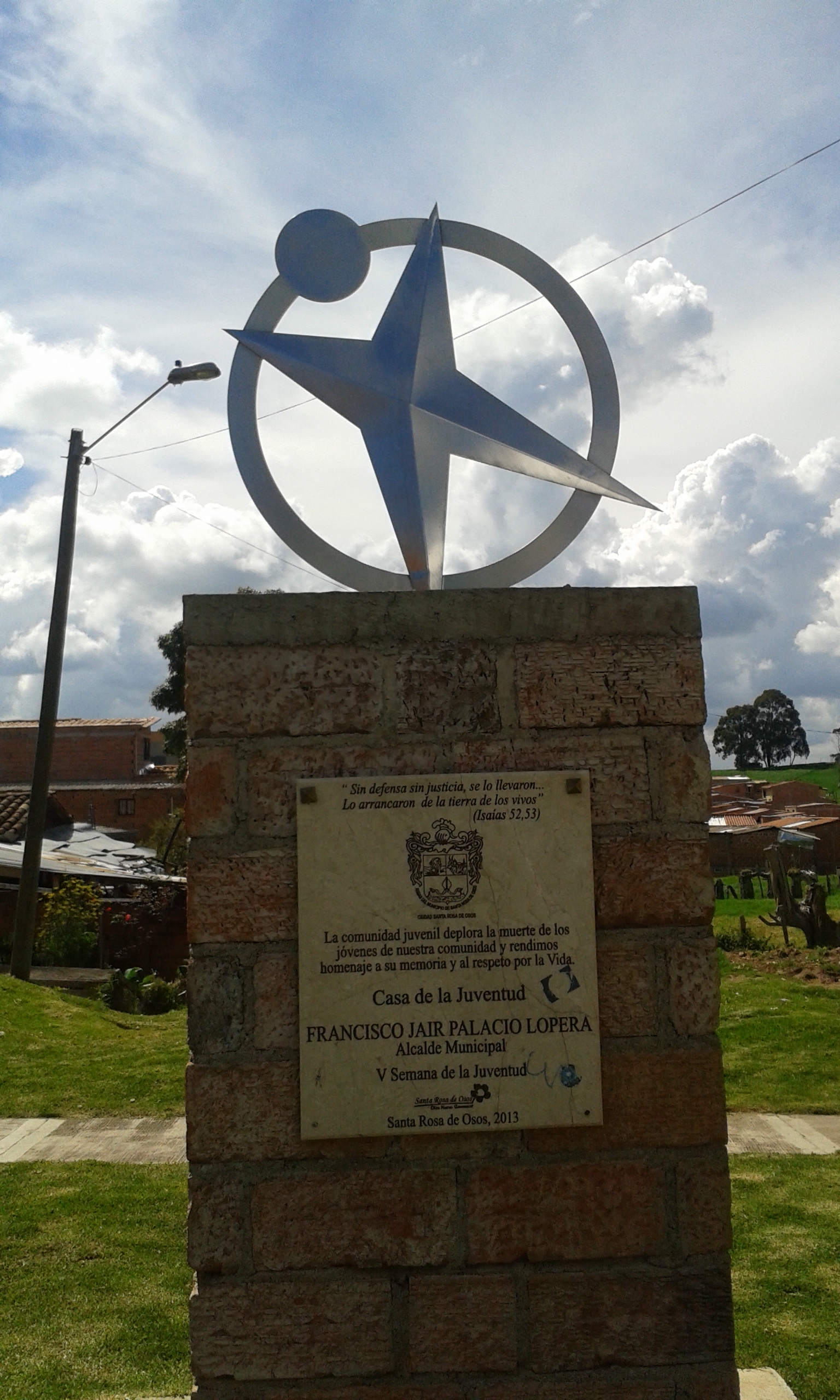
Monumento a los jóvenes caídos, plazoleta del Coliseo Menor
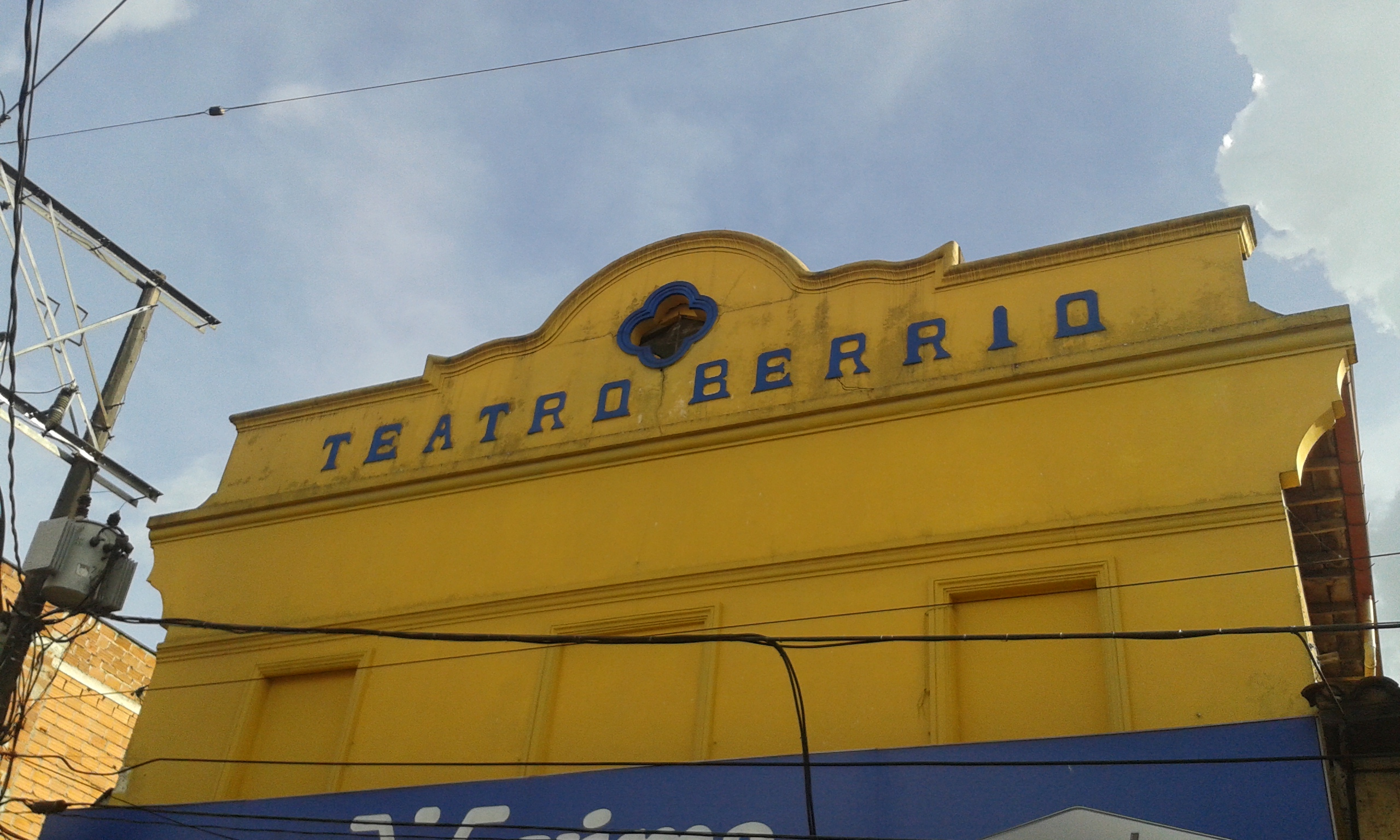
Antiguo teatro Berrío

### Transporte y medios de comunicación
Santa Rosa de Osos cuenta con una terminal de transportes; donde funcionan oficinas de diversas empresas transportadoras y de servicios sociales; mantiene rutas de servicio público constantes con todos sus corregimientos y la gran mayoría de sus veredas, de su terminal salen con regularidad diariamente además rutas de servicio público para municipios de la región cómo San José de la Montaña, Entrerríos, San Pedro de los Milagros, Donmatias y Carolina del Príncipe y se comunica con la ciudad de Medellín, capital departamental por medio de variadas rutas de servicio público que salen y arriban cada pocos minutos.
A su vez, su estratégica posición geográfica hace que sea punto de acceso a todas las rutas de transporte público que se dirigen a otros destinos subregionales como Yarumal e Ituango  y todos los municipios circundantes, siendo la ciudad que mayor interconexión subregional posee en términos de transporte.
A su vez es destino intermedio entre los departamentos de la costa atlántica y el interior del país, y paso obligado a la subregión del Bajo Cauca antioqueño.

### Deporte

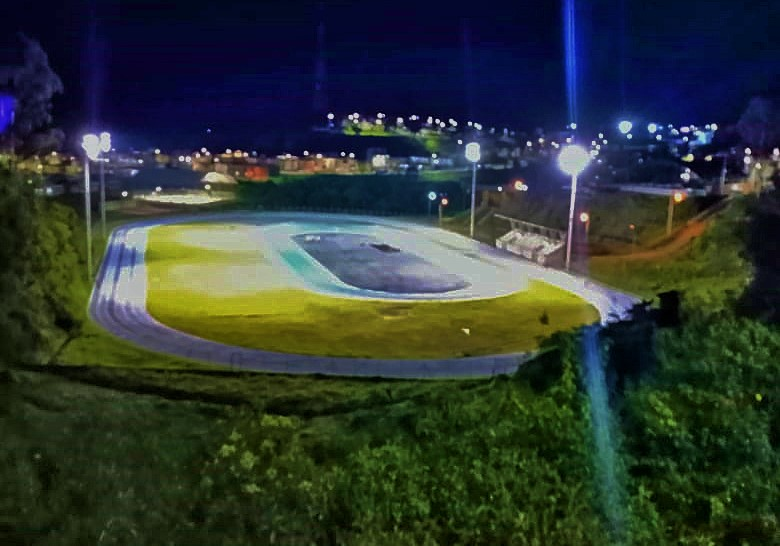
Cancha y pista de atletismo, Santa Rosa de Osos

Dentro de la infraestructura deportiva pública, se cuenta con 3 complejos:
El complejo deportivo El Portal:
Incluye el coliseo cubierto el Antonio Roldán Betancur, la cancha municipal Diego Hincapié de grama sintética, y el Parque del Portal con sus dos placas polideportivas cubiertas y un gimnasio al aire libre.
El complejo deportivo Nuevo Amanecer:
Campo de atletismo con su pista, pista de bicicrós, pista de patinaje, cancha de tenis, una placa polideportiva cubierta, infraestructura acuática actualmente usada para entrenamiento de artes marciales y el gimnasio cubierto municipal. 
Complejo deportivo del Alto de la Mina:
Complejo deportivo pequeño que cuenta con el coliseo cubierto CIC y una placa polideportiva cubierta también.
Otra infraestructura deportiva:
Existen otras placas polideportivas cubiertas en el sector urbano Minuto de Dios, en la vereda San José de la Ahumada y en los corregimientos Hoyorrico, San Pablo, San Isidro y Aragón.
En cada una de las veredas, además de sectores urbanos como Dios es Amor y San Antonio, existen polideportivos a Cielo abierto, a veces adyacentes a infraestructura educativa.
En Riogrande, El Caney y Aragón existen canchas de fútbol con buenas especificaciones en cuanto a medidas y capacidad, siendo la de Riogrande parte del megaproyecto de la ciudadela ganadera y agrotecnológica del Norte Antioqueño, por lo que podría convertirse en un estadio, si dicho proyecto se lleva a cabo.

### Hotelería y turismo
Santa Rosa de Osos posee una excelente infraestructura hotelera con alta capacidad y variada gama de comodidades para todos los gustos en el área urbana.
En el área rural, en tierras frías como las halladas en Hoyorrico y Riogrande, existen diversas fincas de recreo, hospedajes y Glamping que ofrecen contacto directo con la naturaleza; en las áreas cálidas como La Clara y las veredas de El Caney, hay un gran desarrollo urbanístico en cuanto a fincas de recreo y hosterías que ofrecen piscinas y días de sol.
El municipio en general desarrolla el turismo cultural y religioso, por lo que gran parte de la infraestructura turística está relacionado con ello,  contando en la zona rural con parroquias, capillas y templetes, muchos de ellos de gran valor histórico y cultural; la zona urbana con diversos museos, monumentos y edificaciones entre las que se destacan sus numerosas Iglesias, por lo que celebraciones como la Semana Santa y la Virgen de las Misericordias que son patrimonio municipal, son directamente asociadas a esta riqueza artística. 
Las cascadas y reservas naturales cuentan con infraestructura limitada en procura de su conservación, sin embargo existen numerosas trucheras asociadas a las fuentes hídricas.

### Salud
Para una cobertura de 37.864 habitantes, el Municipio cuenta con un Hospital de primer nivel de atención y tres instituciones prestadoras de salud (IPS) en su cabecera urbana.
PROSALCO SANTA ROSA.
CENTRO MEDICO SANTA ROSA DE OSOS LTDA.

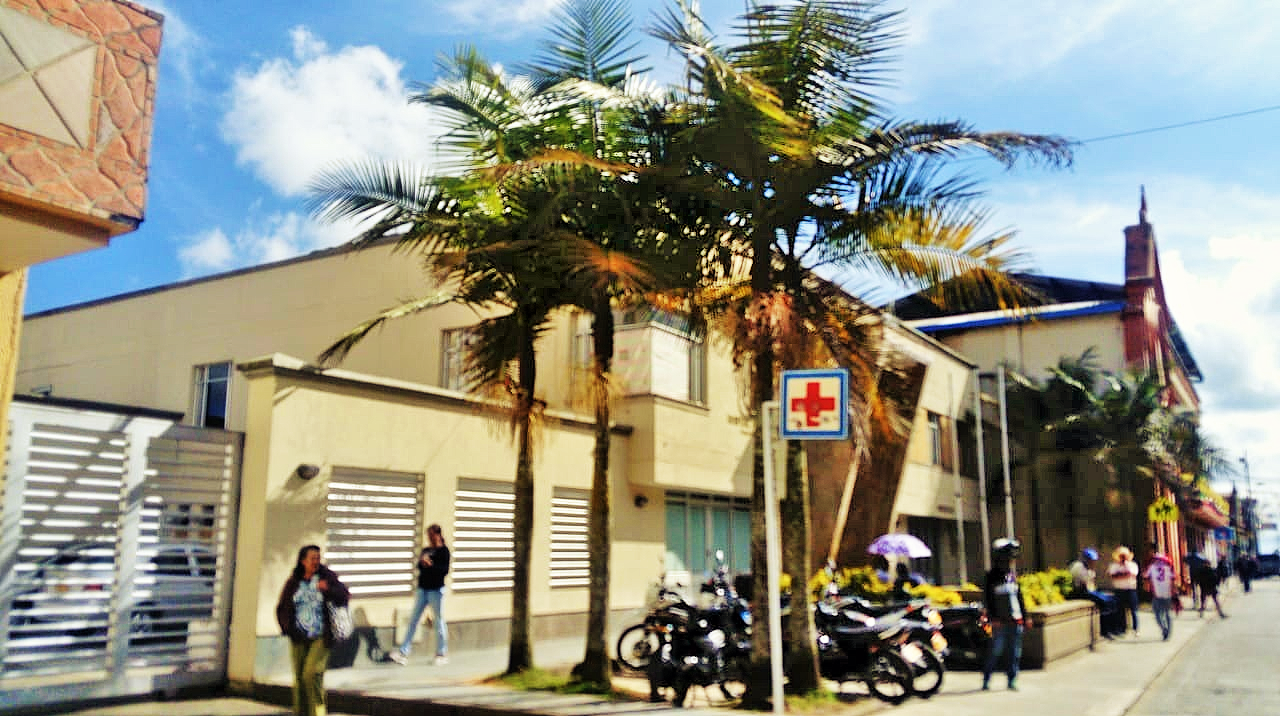
Hospital San Juan de Dios

- Hospital San Juan de Dios.
IPS SAN MARCOS DE LEON NORTE S.A.S.

### Comunicaciones
En Santa Rosa diversas empresas cómo UNE-EDATEL prestan servicios de telefonía fija e internet a casi toda la población, la telefonía celular cuenta con una excelente cobertura en la ciudad y el área rural, donde las empresas que predominan en este servicio son Claro, Movistar y Tigo.
Dentro del municipio funcionan activamente 2 emisoras locales: "Radio Más" y "Mi Tierra Radio" que se encargan de compartir información local dentro del perímetro municipal.
Existe además una empresa propia de televisión en Santa Rosa de Osos, llamada CAPSOS Televisión, es una emisora afiliada al Canal Caracol en cuya parrilla de programación, cuenta actualmente con más de 60 canales en todos los géneros y temáticas, ello con el propósito de entregarle a los televidentes, la posibilidad de elegir una amplia oferta que recree sus necesidad de información, educación y entretenimiento.
El aporte de los asociados que pueden ingresar continuamente a los servicios, se realiza de forma mensual y está sujeto a la normatividad vigente.
La segunda línea de proyección es a través de los diversos procesos de información y comunicación, reflejados en el canal propio CAPSOS TV, medio en el cual se plasman los imaginarios colectivos de la comunidad impactada, se refleja la idiosincrasia cultural y se crea una memoria audiovisual del quehacer de la historia santarrosana.
"A través de los contenidos del canal, se busca generar espacios donde la comunidad tenga voz y con el aporte de nuestro medio, como una respuesta alternativa frente a otros medios masivos, sean constructores de su propio desarrollo desde la gran dimensión comunitaria".
La empresa más importante en el área rural en el servicio de la televisión es DIRECTV.

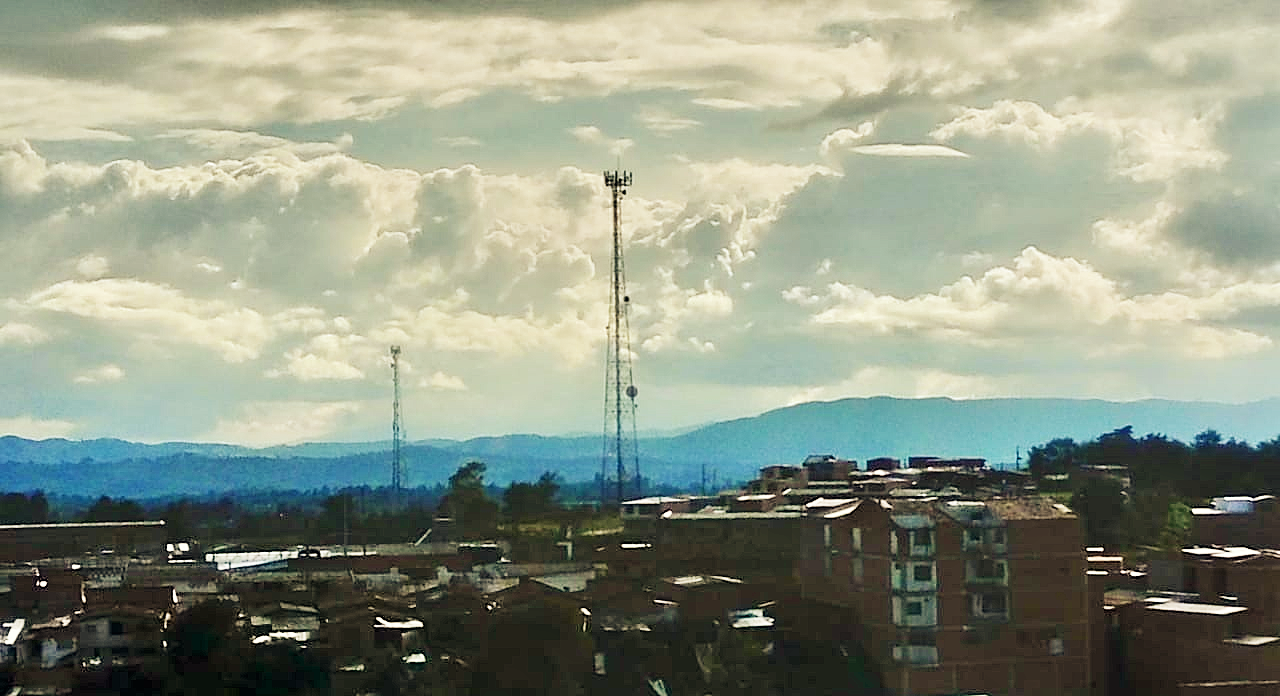
Las Torres de telecomunicaciones, como las de la foto en los Altos del Portal, son comunes e inmersas en el área urbana, debido a la altura de la ciudad y la ausencia de grandes formaciones montañosas

### Servicios públicos
Santa Rosa de Osos cuenta con servicio de energía eléctrica en prácticamente todo el municipio, prestado por EPM. Tiene un buen sistema de alumbrado público como gran parte del departamento, con gran cobertura en las zonas urbanas y sub urbanas, sobresale que todos los barrios de la cabecera urbana, además de los 5 corregimientos, los 10 centros poblados y algunos parajes veredales, poseen un eficiente sistema de iluminación Led, prácticamente siendo el primer municipio de Colombia, cuya totalidad de iluminación pública es ambientalmente sostenible.
La cabecera urbana cuenta por otro lado con una moderna red de gas domiciliario, prestado por EPM.
El servicio de acueducto y alcantarillado, lo presta la empresa de Acueductos y Alcantarillados Sostenibles S.A; teniendo una enorme cobertura del servicio de agua potable, en la cabecera urbana, que cuenta con una moderna planta de potabilización de agua con buen caudal y servicio ininterrumpido; gracias a sus fuentes abastecedoras: Las quebrada La Chichí, La Esperanza y la quebrada Agua Mala (fuente del río Tenche), que bajan por gravedad desde el Cerro San José; además de la quebrada Las Cruces que alimenta por bombeo el sistema de acueducto, generando un sistema de acueducto eficiente.
El alcantarillado presenta deficiencias, pues algunos sectores no cuentan con redes, disponiendo sus vertimientos directamente a las fuentes hídricas, muchos lugares cuentan con pozos sépticos comunitarios; sin embargo las quebradas urbanas presentan una calidad lamentable; destacándose la quebrada Agüitas Claras, que pasa al noroccidente de la ciudad y que además tiene su nacimiento en la misma, entre los sectores de Banqueos, La 33 y Villa Cruz. Esta quebrada que tiene su fuente natural en el llamado arroyo la Vinagrera, que al recibir aportes freáticos de los caños de El Hoyo y Villa Cruz forma la quebrada propiamente dicha, corre por los sectores de la 33, El Hoyo, la Quinta, Boston, Tuberías, entre otros, y es la receptora del 55% de las aguas residuales de la cabecera urbana de Santa Rosa, sin tratamiento alguno, llevándolas consigo a la quebrada Bramadora y esta a su vez al río Grande.
El 45% restante va a parar a la cuenca del río Guadalupe, donde el 12% cae al arroyo El Portal que lleva sus aguas a la quebrada San José al sur de la ciudad sin tratamiento y el otro 33% cae directamente al río Guadalupe entre los sectores de La Variante, Barro Blanco, Los Chorros y El Turco.
Parte de las aguas que se vierten al río Guadalupe son conducidas por un colector que las lleva a la planta de tratamiento de aguas residuales El Turco, que funciona bajo los niveles aceptables de polución exigidos por la norma, pero que igual deja visiblemente afectado el río.
Los corregimientos y algunas veredas tienen cada uno su servicio de acueducto comunitario, que es administrado por las diversas asociaciones comunales, el saneamiento básico lo presta la alcaldía, en su mayoría pozos sépticos que cumplen con los estándares de calidad.
Algunos predios hacen uso de concesiones de agua o captaciones artesanales de las diversas quebradas para su consumo doméstico.

### Educación
Santa Rosa de Osos cuenta con cobertura educativa que abarca el 100% del territorio con más de 65 instituciones entre oficiales y privadas de educación primaria y secundaria. Entre sus colegios más destacados se encuentran: 

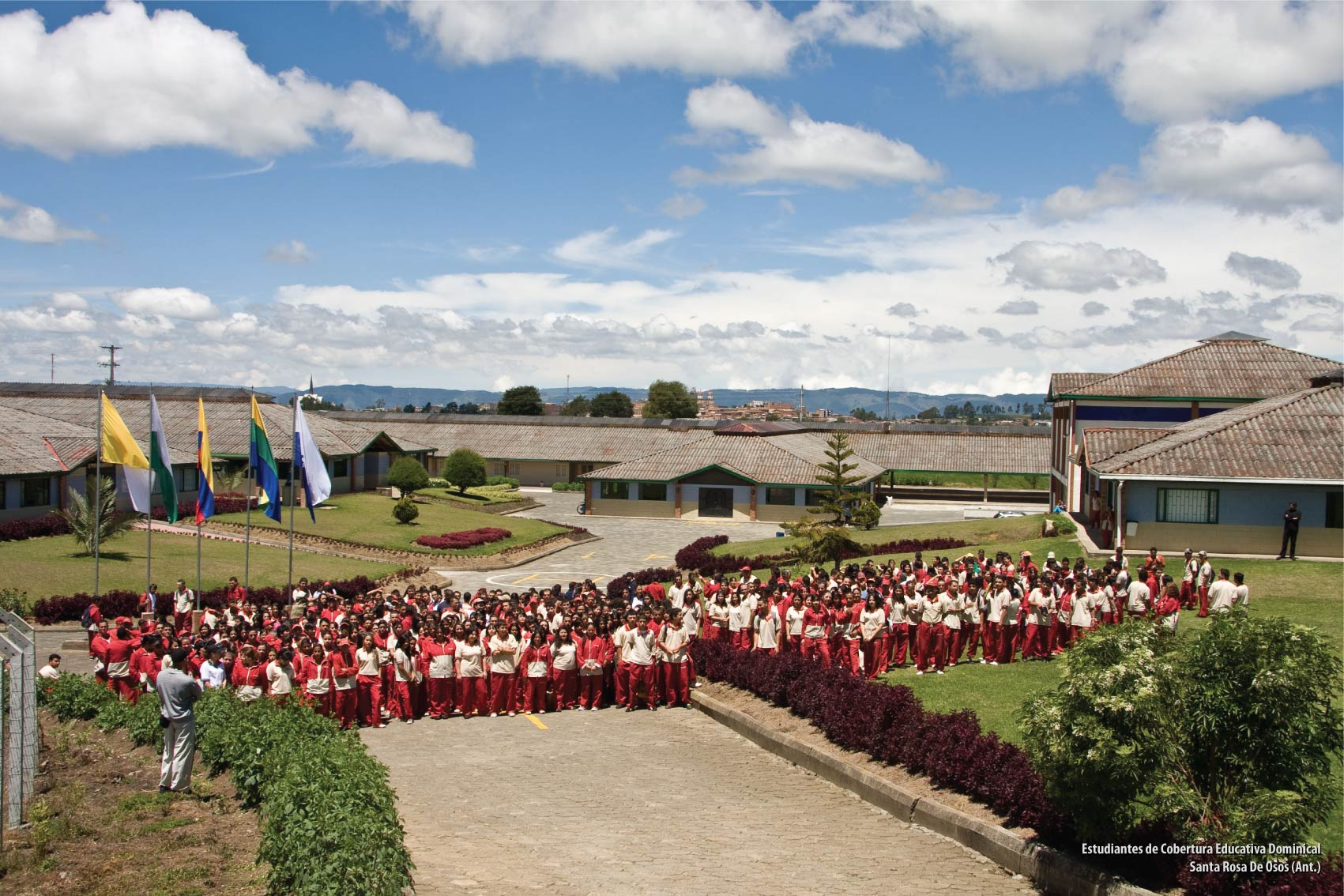
Plata física de la UCN y estudiantes del Cibercolegio

- I.E Escuela Normal Superior Pedro Justo Berrío - Oficial - Cabecera Urbana.
- I.E Cardenal Aníbal Muñoz Duque - Oficial - Cabecera Urbana.
- I.E Marco Tobón Mejía - Oficial - Cabecera Urbana.
- Colegio Técnico Nuestra Señora de las Misericordias - Privado - Cabecera Urbana.
- Cibercolegio UCN - Privado - Cabecera Urbana.
- I.E.R Porfirio Barba Jacob - Oficial - Corregimiento San Pablo del Porce.
- I.E.R Hoyorrico - Oficial - Corregimiento Hoyorrico.
- I.E.R San Isidro - Oficial - Corregimiento San Isidro.
- C.E.R Horacio Toro Ochoa - Oficial - Corregimiento Riogrande.
- I.E.R Monseñor Miguel Ángel Builes - Oficial - Corregimiento Aragón.
- I.E.R San Pedro - Oficial - Vereda La San Pedro.
- I.E.R Boca del Monte - Oficial - Vereda El Vergel.
- I.E.R San José de la Ahumada - Oficial - Vereda San José de la Ahumada.
- I.E.R Santa Inés - Oficial - Vereda Orobajo Santa Inés.
- I.E.R La Muñoz - Oficial - Vereda La Muñoz.
- I.E.R Eufemia Arango de Roldán - Oficial - Pueblo El Chaquiro.

Entre las instituciones de educación superior que tienen cobertura en el municipio se destaca el Sena, con su edificio propio y la Universidad Católica del Norte, que tiene su campus principal en el municipio. Existe una buena cantidad de universidades que prestan carreras en el municipio, principalmente carreras técnicas y tecnológicas en otras sedes.

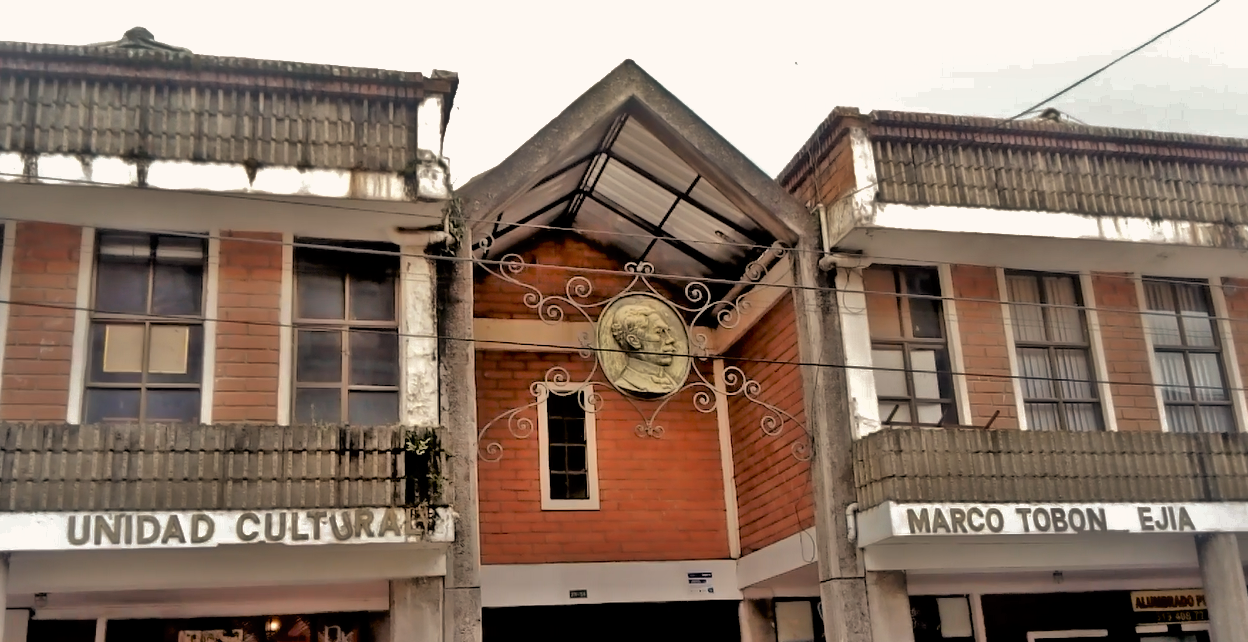
Unidad Cultural, Santa Rosa de Osos

## Economía
- Agricultura: Cultivos y sembradíos de Papa, Maíz, frutas de alta montaña (Tomate de árbol, breva, pepino de agua y uchuva), frutos del bosque (mora, fresa, frambuesa y mortiño), frutas tropicales (fundamentalmente aguacate, guayaba, feijoa e higo), café, yuca, ají, caña de azúcar y leguminosas (frijol y arveja).  Posee además climas aptos para el cultivo a gran escala de Cucurbitaceas (tales como ahuyama, victoria, cidra, pepino, cucamelón y caigua), además de toda clase de verduras, gracias a sus variados pisos térmicos. A su vez posee un enorme banco genético de especies exóticas de alta montaña que pueden ser aprovechadas con fines comerciales por sus frutos, tales como la Dulunsoga (Solanum caripense), el motemote, la uva de agua, la uva de monte, entre otras.

De todos estos, solo aportan significativamente al renglón económico del municipio en la parte agrícola, los cultivos de papa,  tomate de árbol y café; aunque se establecen también cultivos de mortiño en la actualidad; sin embargo dada la magnitud de productos con potencialidad de desarrollo económico, la agricultura es sub-explotada; estando la mayoría de ellos restringidos al consumo intramunicipal o subregional.
- Ganadería: Fundamentalmente Vacuna de Leche. Además, Porcicultura.
- Avicultura y piscicultura.
- Comercio amplio.
- Industrias: Confecciones, Madera para fabricación de Papel, construcción, fabricación de concentrados y embutidos cárnicos.
- Generación de Energía Eléctrica.

## Demografía
Población Total: 36 318 (2018)
- Población Urbana: 19 896
- Población Rural: 16 422

Alfabetismo: 91.3% (2005)
- Zona urbana: 94.3%
- Zona rural: 88.5%

### Etnografía
Según las cifras presentadas por el DANE del censo 2005, la composición etnográfica del municipio es:
- Mestizos & blancos (84,0%)
- Afrocolombianos (16,0%)

El 52% de la población vive en la cabecera urbana de Santa Rosa de Osos, el 32% en los corregimientos y el otro 16% en el resto de las veredas.

## Gobierno
Al igual que el resto de las divisiones administrativas de Colombia, Santa Rosa de Osos es gobernado por un poder ejecutivo y un poder legislativo. Siendo uno de los 125 municipios de Antioquia, el ejecutivo está bajo la figura del alcalde y el legislativo bajo la figura del concejo municipal, que cuenta con 13 escaños. Todos de elección popular.
Electoral
Electoralmente se divide en 14 puestos de votación. 
- 3 al norte de la cabecera urbana:  La Normal Superior Pedro Justo Berrío, la Terminal de Transporte y el Parque Educativo Neurona, que acogen también a todas las veredas del oriente del municipio, así como a los caseríos de Malambo y El Roble.
- 2 al sur de la cabecera urbana: El Coliseo Antonio Roldán Betancur y El Coliseo Menor que acogen también  a las todas veredas occidentales del municipio, el centro poblado La Granja y el caserío La Cabuya.
- 2 en el norte del municipio: 1 en el corregimiento Aragón que acoge a todas sus veredas y el otro en el centro poblado El Chaquiro que acoge también al caserío La Piedra-Berrío.
- 2 en el centro del municipio: En el corregimiento Hoyorrico que acoge a todas sus veredas incluyendo los caseríos de La Cejita y La Cabaña; el otro en la vereda San José de la Ahumada
- 4 en el sur del municipio: 1 en el corregimiento Riogrande y 1 en el corregimiento San Isidro que acogen a sus veredas. 1 en el corregimiento San Pablo que incluye también a sus veredas y al caserío La Clara; y 1 en el centro poblado El Caney que incluye a sus veredas y al caserío Puente Gabino.
- 1 en la cárcel del circuito.

Para mayor información sobre el proceso electoral del municipio, véase Elecciones locales en Santa Rosa de Osos de 2023.

## Medio ambiente municipal
- La Cascada El Turco, a veces simplemente conocida como "La Cascada" es una caída formada por el río Guadalupe.

### Clima
La ciudad de Santa Rosa de Osos se encuentra a 2550 MSNM, lo que la ubica en un piso térmico frío, cosa que comparte con algunos de sus corregimientos. Entre los cuales se destaca Aragón, donde las temperaturas mínimas registradas han bajado de 0 °C, punto de congelación del agua.
Durante el Fenómeno del Niño normalmente o periodos prolongados de sequía, es común en el municipio el fenómeno climático conocido como heladas, que afecta principalmente los pastizales y cultivos. Varias veces bastos territorios del municipio durante este fenómeno han alcanzado temperaturas cercanas o inferiores al punto de congelamiento. Debido a las afectaciones que causa a la agricultura y por ende a la economía local, la ocurrencia periódica o intensa de este fenómeno en el municipio se le considera como un desastre natural. Santa Rosa de Osos posee prácticamente todos los climas tropicales menos el de las nieves perpetuas; la vereda San Bernardo alcanza los 3000 metros de altitud, localizándose esta en el piso térmico Páramo, mientras que El Caney y las veredas La Clara y parte de Chilimaco se ubican en piso térmico cálido a 1050 m s. n. m. apx. 
| Parámetros climáticos promedio de Santa Rosa de Osos.       | Parámetros climáticos promedio de Santa Rosa de Osos. | Parámetros climáticos promedio de Santa Rosa de Osos. | Parámetros climáticos promedio de Santa Rosa de Osos. | Parámetros climáticos promedio de Santa Rosa de Osos. | Parámetros climáticos promedio de Santa Rosa de Osos. | Parámetros climáticos promedio de Santa Rosa de Osos. | Parámetros climáticos promedio de Santa Rosa de Osos. | Parámetros climáticos promedio de Santa Rosa de Osos. | Parámetros climáticos promedio de Santa Rosa de Osos. | Parámetros climáticos promedio de Santa Rosa de Osos. | Parámetros climáticos promedio de Santa Rosa de Osos. | Parámetros climáticos promedio de Santa Rosa de Osos. | Parámetros climáticos promedio de Santa Rosa de Osos. |
| Mes                                                         | Ene.                                                  | Feb.                                                  | Mar.                                                  | Abr.                                                  | May.                                                  | Jun.                                                  | Jul.                                                  | Ago.                                                  | Sep.                                                  | Oct.                                                  | Nov.                                                  | Dic.                                                  | Anual                                                 |
| ----------------------------------------------------------- | ----------------------------------------------------- | ----------------------------------------------------- | ----------------------------------------------------- | ----------------------------------------------------- | ----------------------------------------------------- | ----------------------------------------------------- | ----------------------------------------------------- | ----------------------------------------------------- | ----------------------------------------------------- | ----------------------------------------------------- | ----------------------------------------------------- | ----------------------------------------------------- | ----------------------------------------------------- |
| Temp. máx. media (°C)                                       | 18.3                                                  | 18.6                                                  | 18.5                                                  | 18.3                                                  | 18.5                                                  | 18.2                                                  | 18.0                                                  | 18.1                                                  | 18.1                                                  | 17.8                                                  | 17.9                                                  | 18.1                                                  | 18.2                                                  |
| Temp. media (°C)                                            | 13.0                                                  | 13.1                                                  | 13.2                                                  | 13.5                                                  | 13.8                                                  | 13.7                                                  | 13.5                                                  | 13.5                                                  | 13.4                                                  | 13.2                                                  | 13.1                                                  | 13.1                                                  | 13.3                                                  |
| Temp. mín. media (°C)                                       | 6.2                                                   | 6.4                                                   | 7.2                                                   | 8.5                                                   | 9.1                                                   | 8.4                                                   | 7.8                                                   | 7.7                                                   | 8.0                                                   | 8.0                                                   | 7.7                                                   | 6.9                                                   | 7.7                                                   |
| Lluvias (mm)                                                | 54.9                                                  | 86.6                                                  | 132.2                                                 | 193.4                                                 | 246.6                                                 | 165.8                                                 | 168.0                                                 | 157.1                                                 | 197.9                                                 | 234.5                                                 | 188.6                                                 | 107.3                                                 | 1932.9                                                |
| Días de lluvias (≥ )                                        | 9                                                     | 11                                                    | 15                                                    | 20                                                    | 23                                                    | 20                                                    | 20                                                    | 20                                                    | 21                                                    | 24                                                    | 20                                                    | 14                                                    | 217                                                   |
| Horas de sol                                                | 158.1                                                 | 137.2                                                 | 124                                                   | 102                                                   | 117.8                                                 | 153                                                   | 186                                                   | 176.7                                                 | 132                                                   | 111.6                                                 | 114                                                   | 136.4                                                 | 1648.8                                                |
| Humedad relativa (%)                                        | 86                                                    | 87                                                    | 87                                                    | 87                                                    | 87                                                    | 86                                                    | 85                                                    | 85                                                    | 86                                                    | 87                                                    | 88                                                    | 87                                                    | 86.5                                                  |
| Fuente: Parámetros climáticos IDEAM 22 de diciembre de 2007 |                                                       |                                                       |                                                       |                                                       |                                                       |                                                       |                                                       |                                                       |                                                       |                                                       |                                                       |                                                       |                                                       |

### Orografía
La orografía de Santa Rosa está dominada en un 90% por la meseta homónima, especialmente por las zonas geográficas de la misma, conocidas como Valle de los Osos en el centro y los Llanos de Cuivá en el norte del municipio; donde en general la altura media oscila entre los 2000 y 2600 m s. n. m.; sin embargo el altiplano al ser irregular se encuentra enmarcado por cadenas montañosas internas como los cerros de San Isidro, Morrón, La Sierra y San José que son importantes reservas hídricas y de biodiversidad.
Además de colinas aisladas que reciben el nombre de Altos, entre los que se destaca el Alto San Bernardo, punto culminante del municipio.
Sin embargo muchas alturas considerables se dan al interior de la altiplanicie, sin necesidad de tener un punto culminante específico o notable geomorfológicamente, como el caso de la veredas Samaria o la Piedra en Aragón que alcanzan en algunos puntos los 2700 m s. n. m., en terrenos planos sin tener un pico o montaña de referencia.

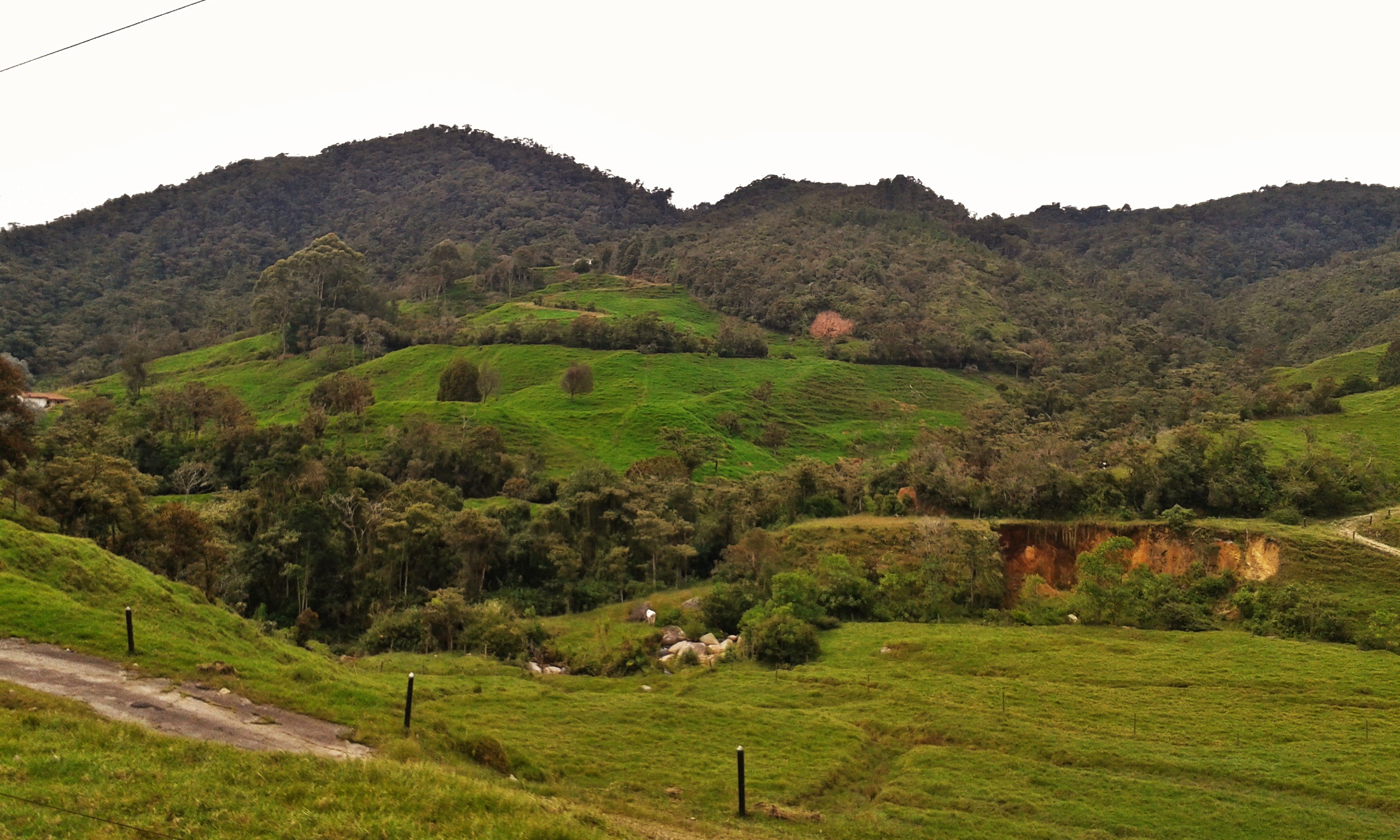
Parte de la Reserva Natural La Sierra, Santa Rosa de Osos vista desde la Estación Berrío.
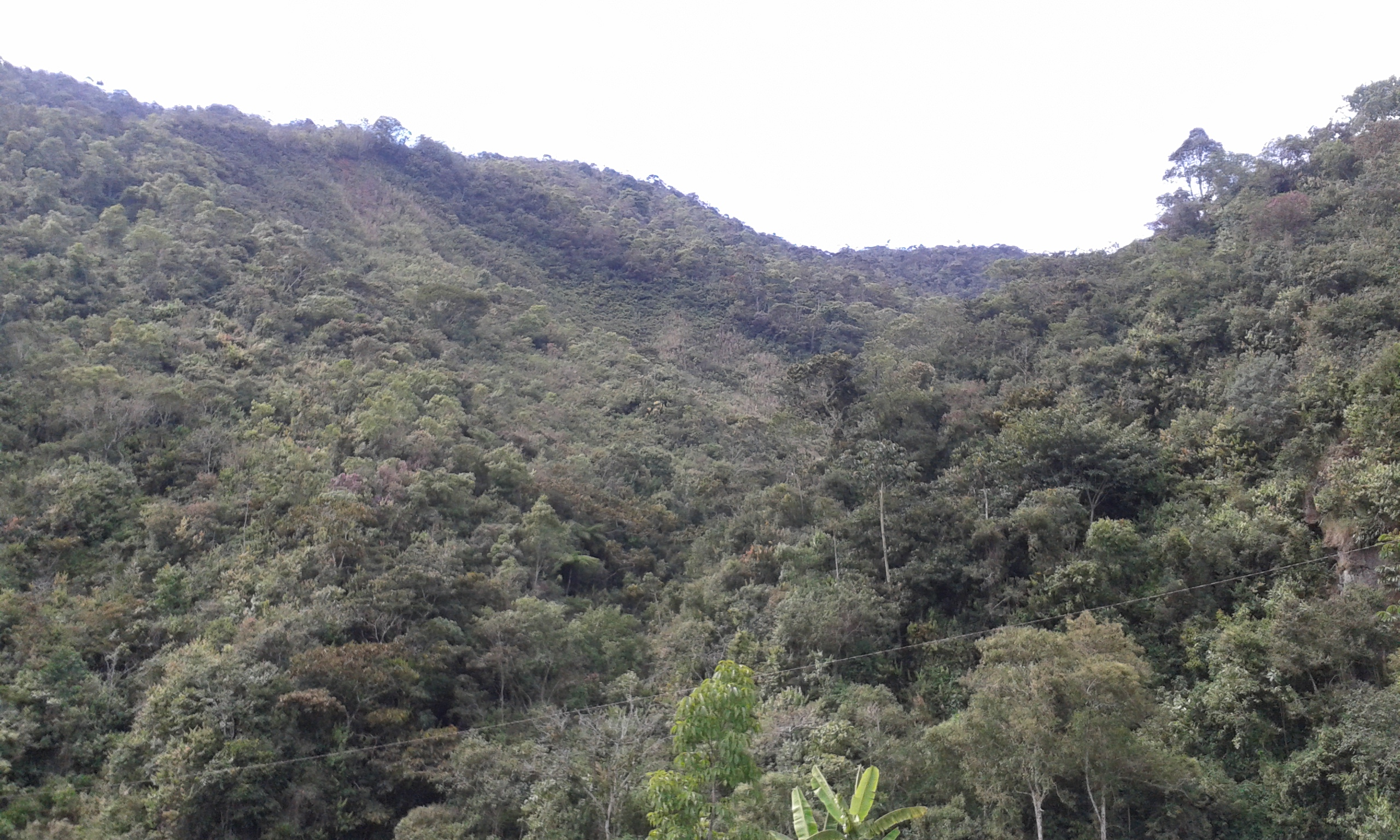
Reserva La Sierra, vista desde la vereda Palenque, Riogrande, Santa Rosa de Osos
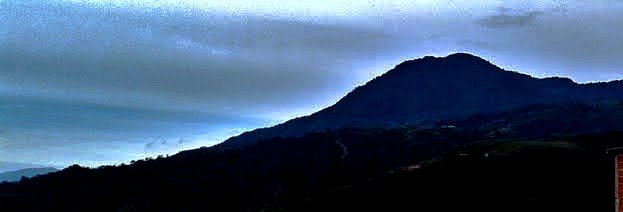
Cerro San Isidro, cumbre importante de Santa Rosa de Osos

| Principales alturas geomorfológicas del municipio | Principales alturas geomorfológicas del municipio |
| ------------------------------------------------- | ------------------------------------------------- |
| Alto de San Bernardo                              | 2900 m s. n. m. apx                               |
| Cerro San José                                    | 2870 m s. n. m. apx                               |
| La Sierra                                         | 2729 m s. n. m. apx                               |
| Cerro San Isidro                                  | 2710 m s. n. m. apx                               |

Páramos:
El cerro San José  es el único lugar dentro de la geografía santarrosana que es un páramo propiamente dicho; cuenta con ecosistema de frailejones bien constituido; donde además por su imponente altura, en días despejados, puede ser visible el río Magdalena y algunos nevados del Parque nacional de Los Nevados.
Dentro del piso término páramo se encuentran también algunos sitios como el alto de San Bernardo, y veredas como El Quince y Santa Isabel, pero han tenido una grave destrucción ecológica, al punto de que muchos de sus frailejones, han tenido que ser trasladados al cerro San José en procura de su conservación.

### Hidrografía

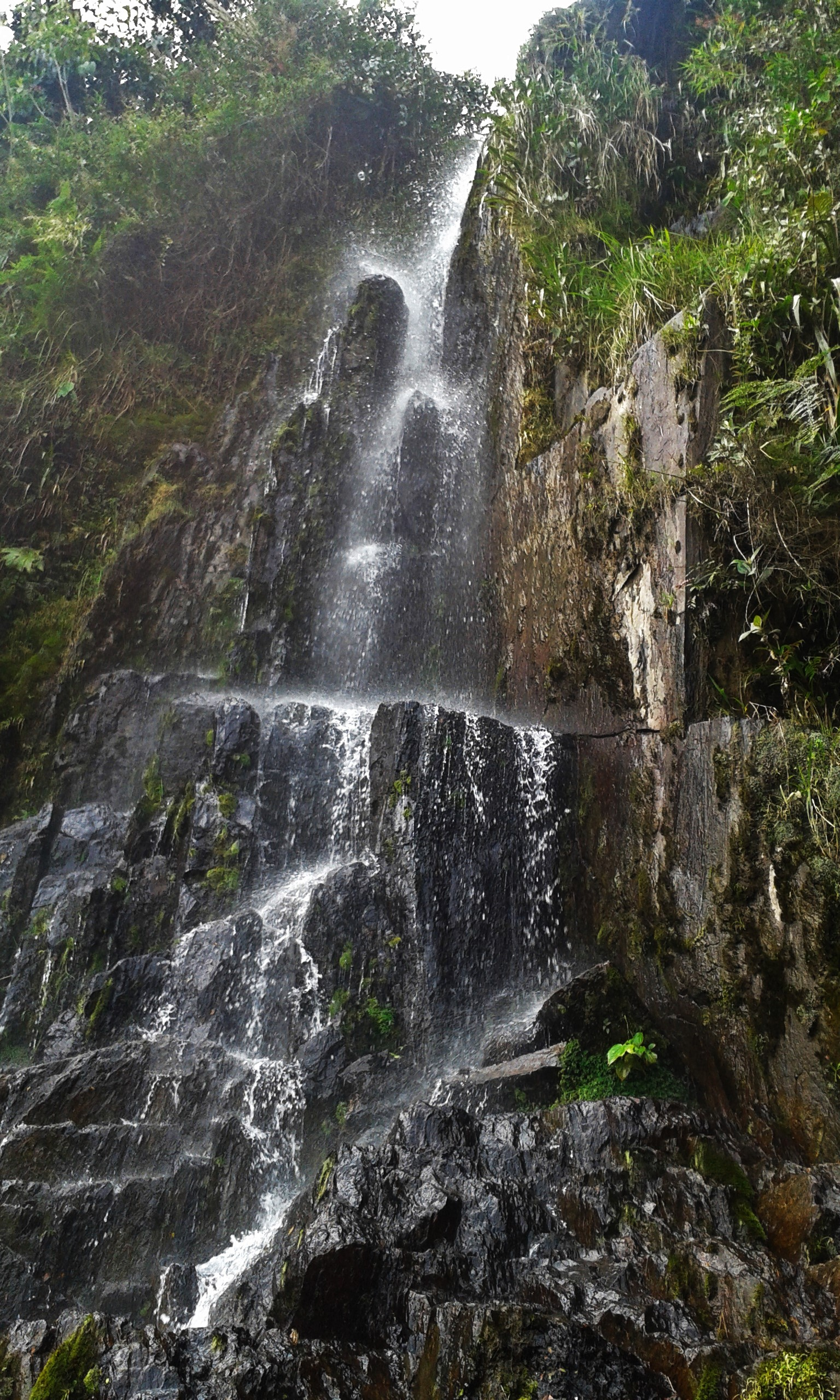
Quebrada Los Cristos, en la cascada del Calvario de Palenque, afluente de la Quebrada Palenque

#### Ríos
Santa Rosa de Osos es bañado por innumerables corrientes hídricas, su gran riqueza natural ha hecho posible la construcción de los embalses Riogrande I Y II, las microcentrales de Caruquia y Guanaquitas, además de surtir aguas para las centrales de Hidromontañitas, Troneras, Porce II y III.

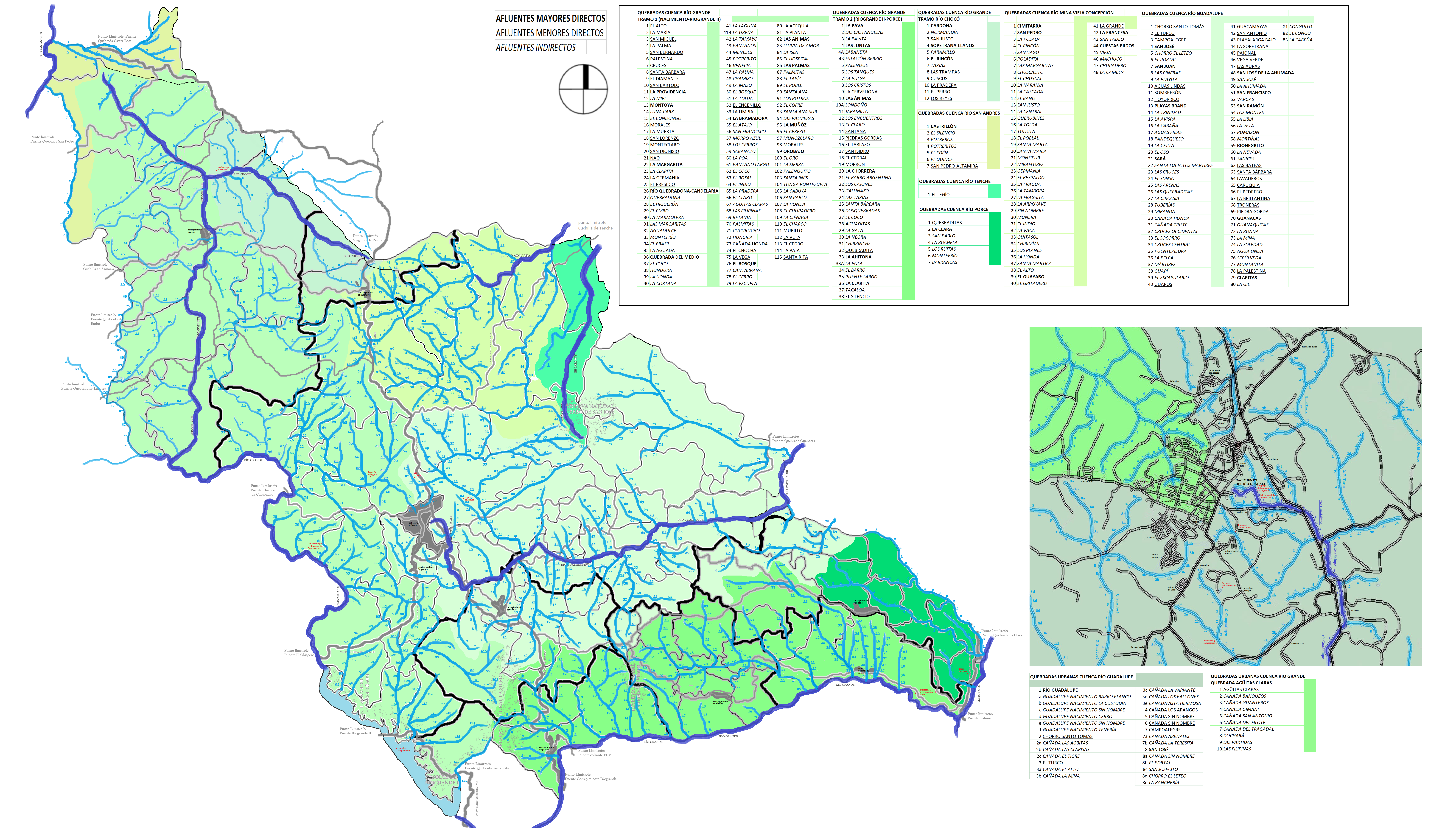
Cuencas hidrográficas, ríos y quebradas de Santa Rosa de Osos

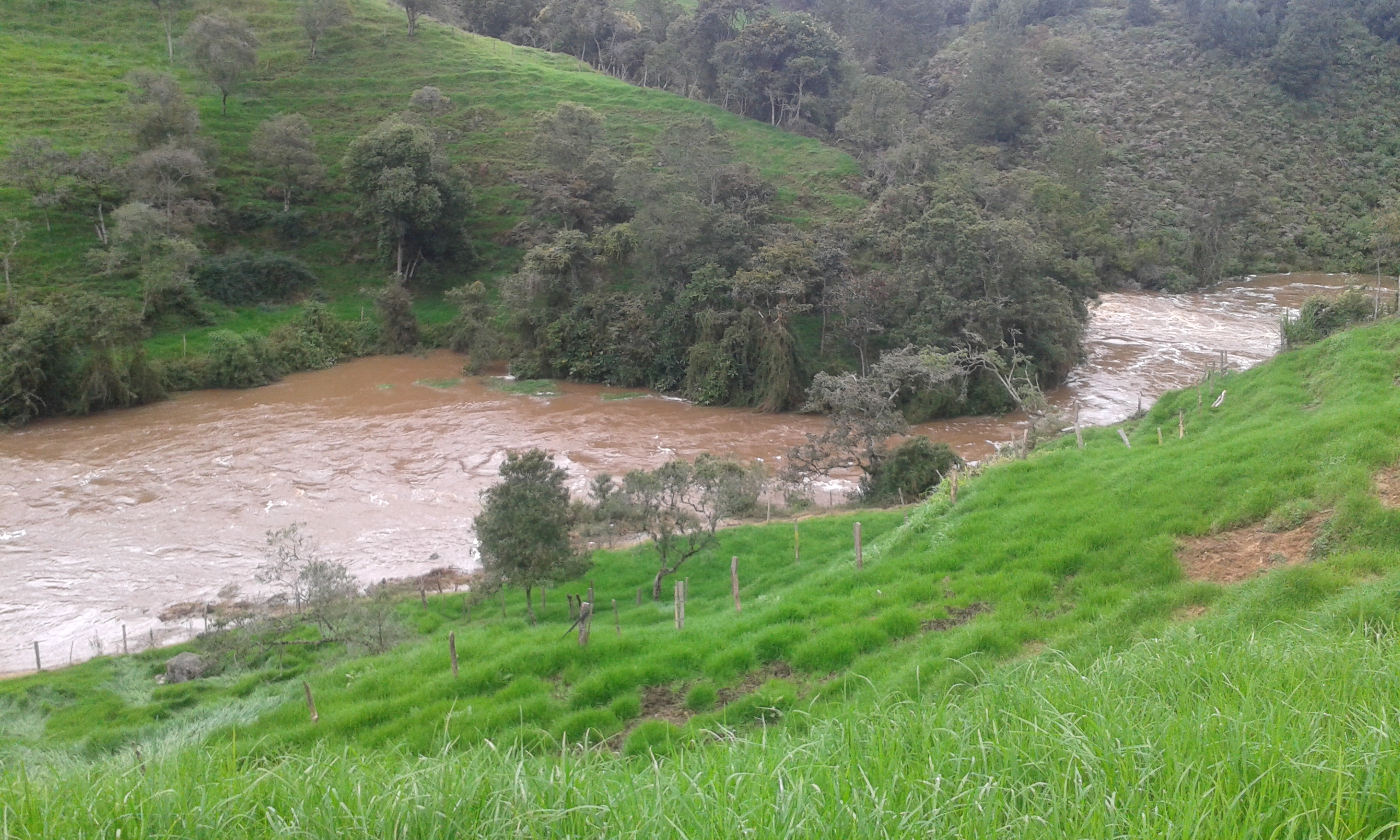
Río Grande: La principal corriente hídrica del municipio, recorre el territorio en su parte occidental  y sur completamente y que además tiene su nacimiento al norte del mismo en el Alto de San Bernardo, recorriendo también la cabecera urbana de 2 corregimientos y un centro poblado (Aragón, Riogrande y El Caney). Está dividido de modo artificial en 2 tramos; el primer tramo, el único estable, va desde su nacimiento hasta el embalse Riogrande II, y aquí el río Grande corre por territorio 100% Santarrosano desde su nacimiento hasta la desembocadura del río Quebradona Candelaria; a partir de allí configura los límites municipales con Entrerríos.[18]  en este tramo el río recibe de Santa Rosa de Osos al río Chocó,  uno de sus principales afluente, que recoge a las quebradas San Juan, Cardona, Normandía, Los Perros, Cuscús, Chirí y Sopetrana. El río Grande también sobre este tramo recibe de manera independiente a las quebradas San Bernardo, San Lorenzo, Montoya, Morales de Aragón, San Dionisio, El Medio, el río Quebradona-Candelaria, la Bramadora, Las Palmas, Atajos, La Muñoz, Morales de la Muñoz, y Orobajo (en época de estiaje).   Luego de allí el río desemboca al embalse Riogrande II,' en este cuerpo lacustre desembocan las quebradas santarrosanas de Orobajo (en tiempo normal y de lluvias), Murillo, La Paja y Santa Rita, esta última se configura como el límite con el municipio de Donmatías.  El segundo tramo del río surge a partir del embalse de Riogrande II, y es el más inestable en términos hidrológicos, ya que gracias a que las derivaciones de las hidroeléctricas Niquía y Tasajera lo han tomado casi en su totalidad y desviado al río Medellín, el Grande se forma casi desde cero en su lecho antiguo, posterior a la presa, con la recepción de las que fueran otrora sus quebradas afluentes, que fluyen por donde antes corría el río original, formando prácticamente un nuevo sistema hídrico que hereda del río aguas arriba solo las descargas ocasionales del embalse y un posible caudal ecológico mínimo.[18] Cerca al punto de presa, en la desembocadura de la quebrada Santa Rita, el río se interna en una pequeña porción al municipio de Donmatías a su paso por la vereda Colón donde llena los embalses de Riogrande I y Quebradona; luego, en  la zona de descarga del embalse de Quebradona, antes del corregimiento Riogrande, el río vuelve a hacer frontera entre los 2 municipios hasta la conformación del río Porce. A este tramo de río, desembocan las quebradas santarrosanas de La Pava, Palenque, Las Juntas, La Cerveliona, Las Ánimas, El Coco, El Mango, El Limón, La Chorrera, La Ahitona, La Caya, Puente Largo, Tacaloa y Quebradita. Hasta que finalmente conforma el río Porce.  - Río Grande en su primer tramo en límites con Entrerríos
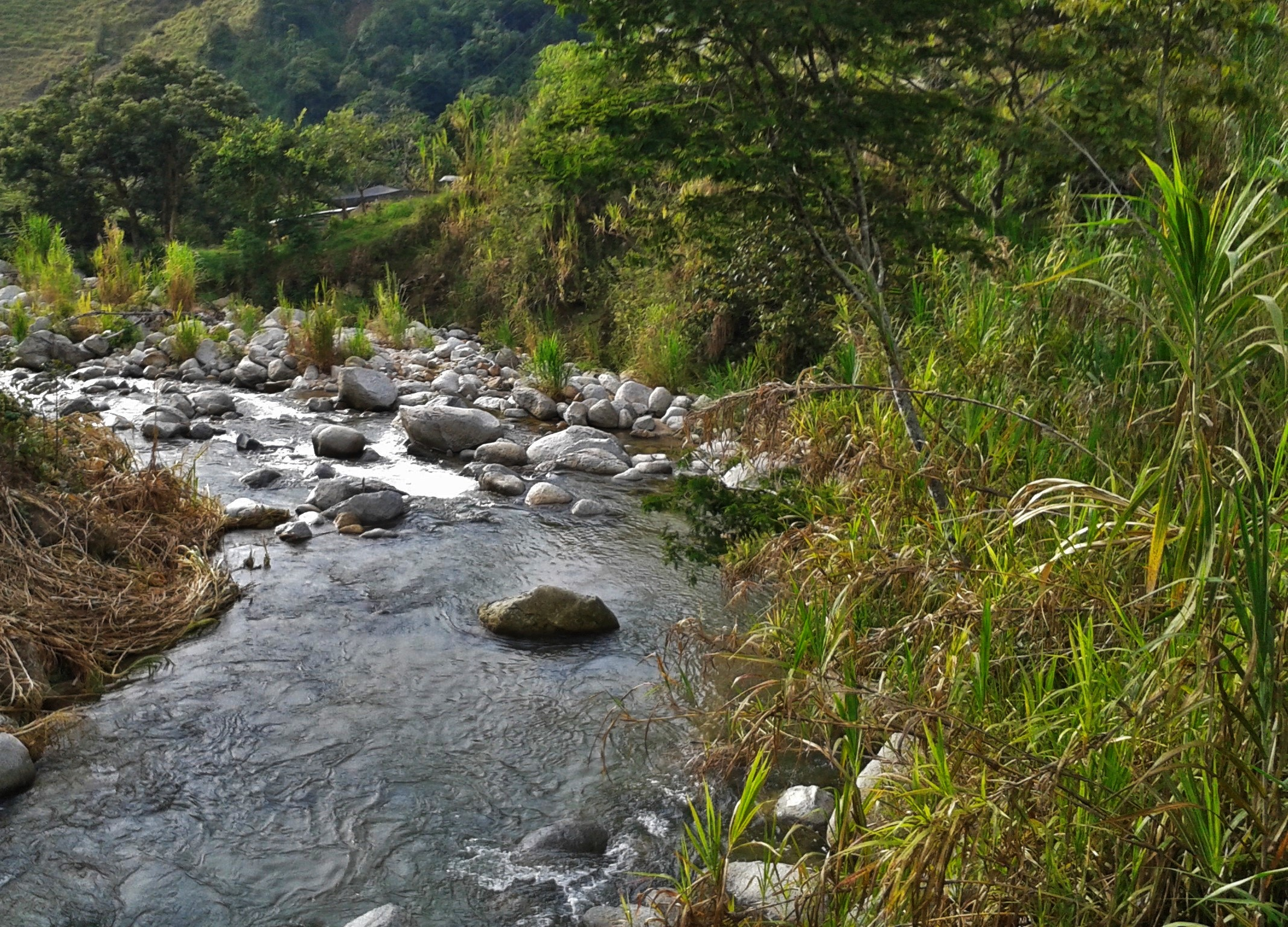
Quebrada La Chorrera, Afluente del río Grande
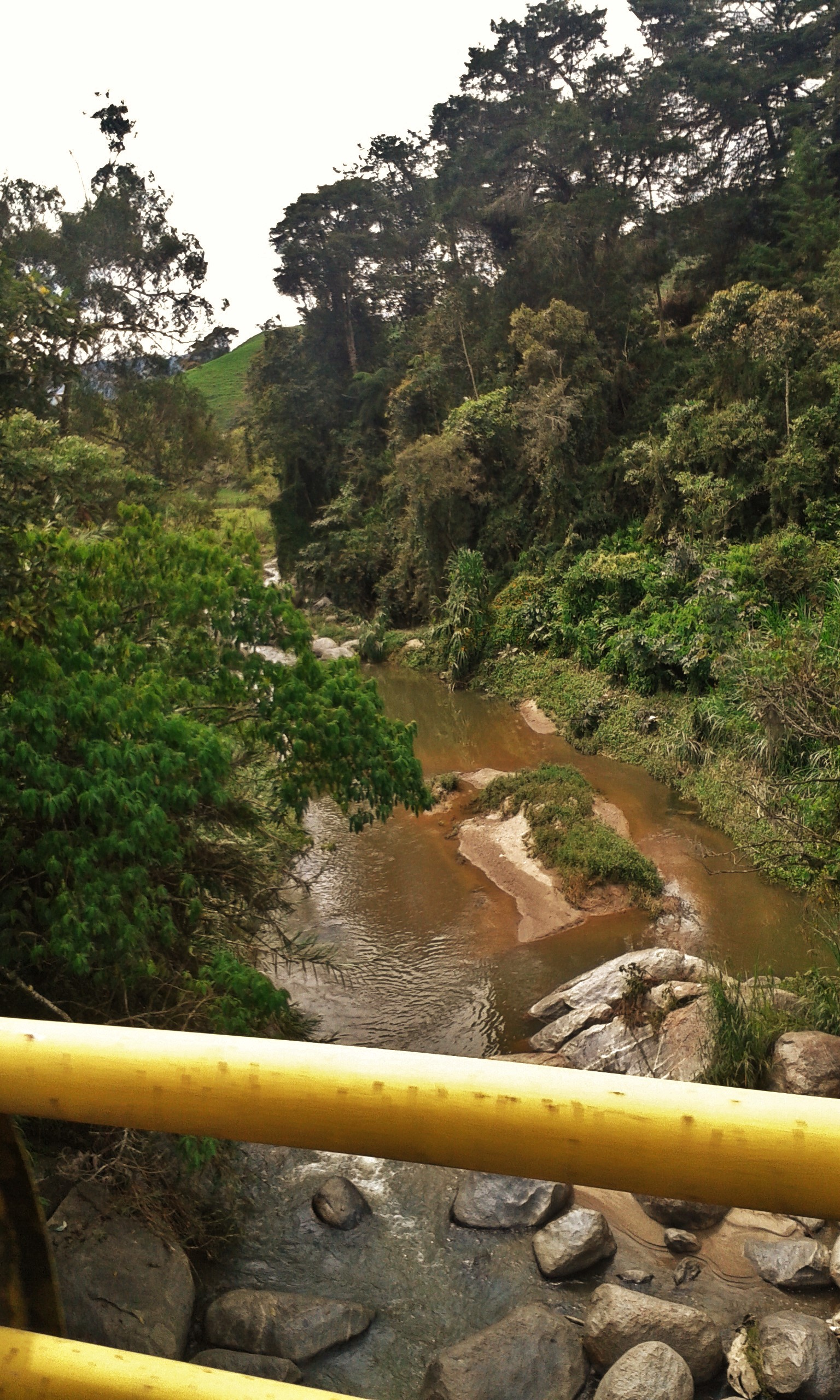
Río Grande en su segundo tramo en límites con Donmatías
  - Quebrada La Chorrera, Afluente del río Grande
  - Río Grande en su segundo tramo en límites con Donmatías

- Río Guadalupe: Su segunda fuente hídrica en importancia, después del Grande, nace en plena cabecera urbana de Santa Rosa detrás de la Capilla del Señor de la Humildad, bordea el límite del casco urbano en el sector del Turco por la Troncal a la Costa; además en su cuenca está la quebrada Las Cruces, una de las fuentes surtidoras del acueducto municipal. Recibe en el municipio en el siguiente orden a las quebradas: Santo Tomás, El Turco, Campoalegre, San José (Antigua surtidora del acueducto municipal), San Juan (surtidora del acueducto de Frigo Colanta),  Sombrerón, Aguas Lindas, Hoyorrico, Aguas Frías (Brand), Sará (que recibe a Las Cruces, actual surtidora del acueducto municipal), Guapos, Guacamaya, San Antonio, La Trinidad, Santa Gertrudis, Sopetrana, San Felipe, Vega Verde, Pajonal, Las Auras, La Ahumada, San Francisco, San Ramón, La Batea, Rionegrito, Santa Bárbara, Lavaderos, Caruquia, Piedras Gordas, Guanacas y Claritas (que nace en Santa Rosa, pero desemboca en Gómez Plata).
- Río San Andrés: En el municipio recibe a las quebradas Castrillón y Altamira, para desembocar en el río Cauca cerca al corregimiento El Valle del municipio de Toledo.
- Río Tenche: Nace en Santa Rosa con el nombre de quebrada San José o Agua Mala en el Cerro San José, surte parte del acueducto municipal y recibe en Santa Rosa las aguas de la quebrada El Lejío. Luego se interna en Carolina del Príncipe, donde llena el Embalse Miraflores; más tarde aguas abajo frente al municipio de Campamento tributa sus aguas al río Nechí
- Río Concepción: Nace en Santa Rosa con el nombre de Río Mina Vieja y en el territorio municipal desembocan a él por la izquierda las quebradas La Naranja, La Posada, La Francesa y La Luna; por la derecha las quebradas: Vallecitos, Cimitarra, Monsieur, San Pedro, Santa Rita, Cuestas y Yarumalito. Este río es afluente del río Tenche y luego van juntos al río Nechí.
- Río Porce: En Santa Rosa de Osos, el Porce recibe a las quebradas: Quebraditas y La Clara, esta última es frontera con Gómez Plata.

##### Cascadas, cañones y agua salobre
- Cascadas de Orobajo: Se trata de una serie de saltos y rápidos de menor altura, acompañados de pozos profundos, en medio de una garganta rocosa esculpida por la quebrada Orobajo, que luego se despeña en una imponente cascada de  "tipo abanico" de aproximadamente 20 metros de alto por 20 de ancho. Sitio ubicado a unos 7 kilómetros al sur de la cabecera urbana de Santa Rosa de Osos en la vereda Orobajo-Santa Inés. Muy frecuentado por los turistas.
- Cascadas de Palenque Conjunto de cascadas que se desprenden del flanco oriental de la cordillera de la Sierra al sur del municipio, las más conocidas son las ubicadas en el complejo religioso del Calvario de Palenque sobre la vía que se dirige a la costa atlántica, sitio turístico, donde la más alta de estas últimas es la de la quebrada Los Cristos, aledaña a la Capilla y El Calvario, con una altura superior a los 32 metros desde su base, esta caída es del "tipo velo"; 50 metros al norte se encuentra otra cascada de menor altura pero mayor caudal, de la quebrada Palenque propiamente dicha, esta cascada de unos 10 metros de alto, es del "tipo segmentada"; siguiendo por la ladera de la reserva natural de La Sierra a la quebrada Palenque, por un camino de dificultad moderada, se pueden apreciar en esta quebrada al menos otras 2 cascadas de gran altura de "tipo cortina".
- Cascadas de San Pedro: Al norte del municipio en la quebrada San Pedro, afluente del río Mina Vieja, se encuentra una cascada del "tipo escalonada" con 2 saltos que suman aproximadamente 30 metros de altura, que tienen como curiosidad que se encuentran en un mismo lecho rocoso moldeado por la fuerza del agua; este paraje que dista unos 9 kilómetros de la cabecera urbana del municipio, no es muy concurrido, debido a la ausencia de caminos, pues para llegar a él, se debe andar siguiendo la quebrada en gran parte del trecho.
- Cascada El Turco: Es la caída de agua más cercana al casco urbano del municipio, ubicada al sur del mismo, a solo 700 metros de la salida de la vía circunvalar en dirección a Medellín; con unos 15 metros de altura, está formada por el río Guadalupe, y es a su vez una cascada tipo "mixta" (una combinación de los tipos abanico, velo y salto). Aledaña a la carretera hacia la costa atlántica, esta cascada fue famosa para los llamados paseos de olla hace ya muchas décadas. El creciente desarrollo urbano de Santa Rosa hizo que al río Guadalupe se descargara el 45% de las aguas residuales de la ciudad, dejándolo en una calidad lamentable, a su paso por el sector del Turco, razón por la cual hacia el año 2008 se construyó un colector paralelo al cauce del río que recogería el 33% de los desperdicios y las dispondría en la planta de tratamiento de aguas residuales homónima; esta terminó siendo construida aguas arriba de la cascada, dejándola igualmente contaminada debido a su limitado funcionamiento.  Hoy en día esta cascada del río Guadalupe, yace olvidada por la memoria de los santarrosanos, siendo a su vez la única que existe en el lecho del río antes del famoso Salto de Guadalupe, ubicado en el municipio homónimo, y compartido a su vez con Carolina y Gómez Plata.
- Saltos de La Chorrera: Un conjunto de cascadas tipo "multipaso" ubicadas en la vereda homónima en San Isidro a unos 20 kilómetros del casco urbano, de una altura cercana en su conjunto a los 70 metros de altura, formada por la quebrada La Chorrera; es la cascada más alta del municipio y uno de los sectores más visitados de ese sector.
- Raudal "El Chispero de Cucurucho": Es un conjunto de rápidos del río Grande, compartidos con el municipio de Entrerríos, ubicados en la vereda Cucurucho, caracterizados por su peligrosidad.
- Cañón El Chispero: Corto, profundo y estrecho cañón formado por el río Grande, compartido con el municipio de Entrerríos, en su interior el río corre por unos violentos rápidos de alta peligrosidad; está situado por la carretera intermunicipal que de Santa Rosa conduce al vecino municipio, en un sector de alta accidentalidad, al iniciar el cañón se pueden ver los vestigios de un antiquísimo puente ya en ruinas.Cañón El Chispero

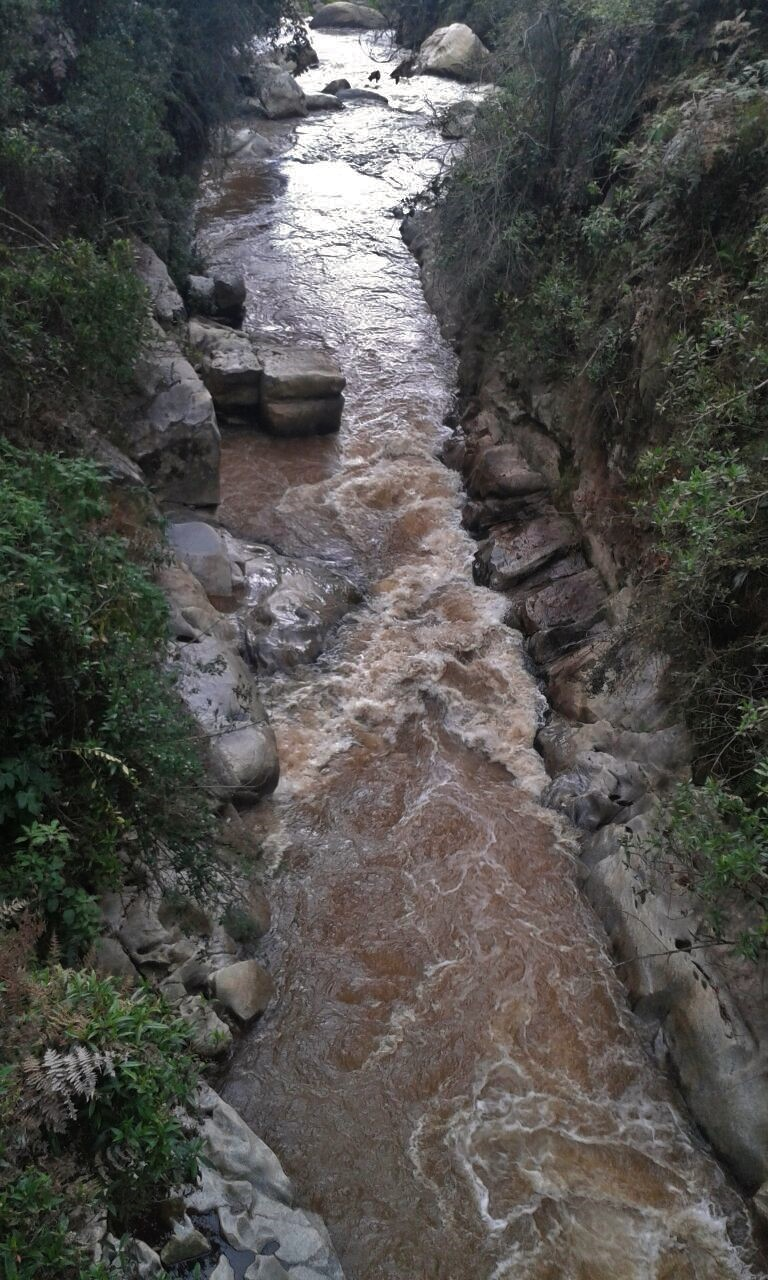
Cañón El Chispero

- Agua salobre de la quebrada La Paja: Esta fuente de agua salobre era muy apreciada en la antigüedad, pues de allí se extraía la enorme cantidad de 10 toneladas mensuales de sal hace algunas décadas, lo que en su tiempo fue una de las industrias más prósperas de la época hasta el auge del oro que terminó opacando la industria de la sal. Hoy en día olvidada por los santarrosanos del común, esta fuente de agua es fácil de visitar; se encuentra ubicada sobre la carretera pavimentada que de Entrerríos conduce a Donmatías, y desemboca en el cuerpo lacustre de Riogrande II en la vereda Los Salados, que toma su nombre precisamente de este elemento.
- Cascada de Guanacas: Formada por la quebrada del mismo nombre, esta cascada "tipo abanico"  de unos 8 metros de altura está localizada a unos 17 kilómetros al oriente del área urbana municipal; en la reserva natural Guanacas.
- Cascada El Chaquiro: Cascada que a veces aparece con el nombre no oficial de "Cascada La Serena" está formada por la quebrada llamada "La Cascada" en el centro poblado El Chaquiro, afluente de la quebrada Cimitarra, es un punto bastante desconocido de Santa Rosa de Osos, además de tener un acceso relativamente difícil.
- Cascada de La Ahitona: Ubicada en la vereda La Pava Salamina en El Caney, sobre la quebrada La Ahitona.
- Cascada de La Argentina: Punto triple que separa a las veredas San Antonio, El Sauce y El Barro, en la quebrada Argentina del Barro.

#### Lagos y cuerpos lénticos
Los principales cuerpos lénticos del municipio se encuentran en la cuenca del río Grande, donde desde la cuenca media se tiene un gran número de lagunas de alta montaña, humedales y madreviejas a lo largo del recorrido del río y sus quebradas afluentes, encontrándose algunos agrupados en las vereda La Planta y Cucurucho; también se pueden observar estos cuerpos de agua sobre la subcuenca del río Chocó.

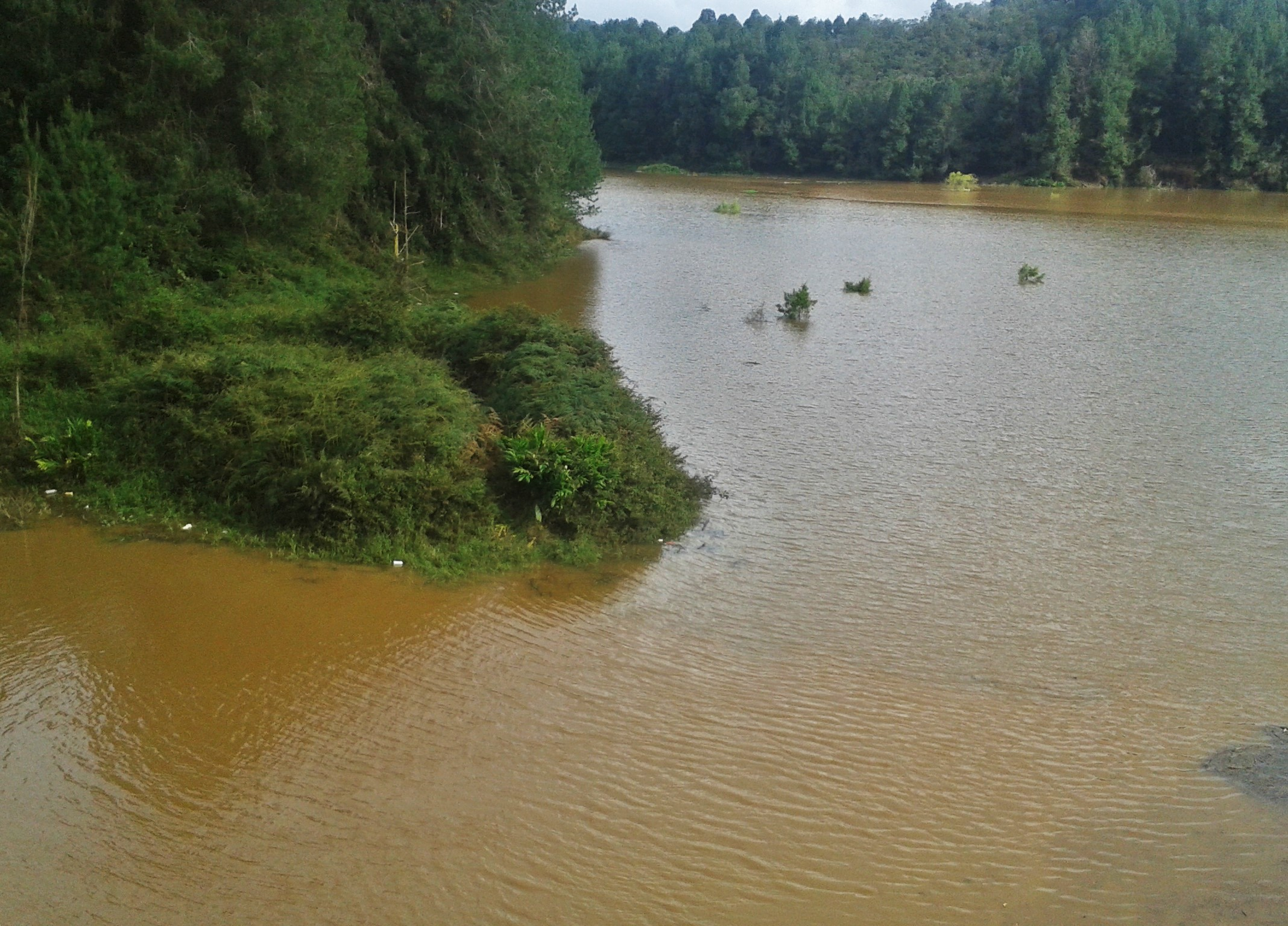
Parte de la ribera Santarrosana de Riogrande II a la altura de Orobajo-Riogrande

Santa Rosa de Osos dentro de su territorio también posee lagos artificiales como "Los Balcones" que está alimentado por la Quebrada El Sonso, dentro de la cuenca del río Guadalupe y se encuentra ubicado en la periferia urbana; este es de carácter privado y de acceso restringido. Sin embargo el principal cuerpo lacustre del municipio es sin duda Riogrande II; este embalse, formado por el río Grande, es uno de los más extensos de Antioquia abarcando incluso a otros 3 municipios; las veredas Santarrosanas que tienen ribera sobre Riogrande II son: Orobajo-Riogrande, Los Salados y Verbenal. Este lugar por su antigüedad se encuentra naturalizado, convirtiéndose en un cuerpo de agua sumamente biodiverso y de gran importancia ecológica, consistiendo además el único cuerpo lacustre de grandes proporciones que posee el municipio. Santa Rosa de Osos tiene sobre Riogrande II una ribera de más de 9 kilómetros que puede reducirse a menos de 4 kilómetros cuando el nivel de las aguas de este lago artificial bajan, dejando el cauce del río Grande descubierto y generando que quebradas como la Orobajo; fluctúen constantemente en su nivel de base, a veces desembocando directamente al río y otras veces por medio del embalse.
Una de las fluctuaciones más dramáticas observadas sobre las riberas Santarrosanas de Riogrande II ha sido en el periodo 2015-2016, donde el cuerpo lacustre retrocedió varios kilómetros de sus orillas normales, dejando a su paso pequeñas lagunas y dejando ver el río en toda su magnitud. Generando incluso que quebradas como la Murillo y la Paja que tradicionalmente desembocaban al embalse, entraran directamente al río. Esto producido por el fenómeno del niño.
Un hecho curioso que vale la pena resaltar es que durante el fenómeno del Niño 2015-2016; el Embalse se alejó completamente de Orobajo-Riogrande, retrocediendo más de 4 kilómetros su nivel de agua, ocasionando que se revegetalizaran los lugares anegados. Este hecho que se presentó en todo el embalse, solo fue tan drástico en este sector; ya que particularmente dentro de Santa Rosa de Osos en Los Salados y Verbenal, no fue tan severo el retroceso del nivel de agua.

## Medio ambiente urbano

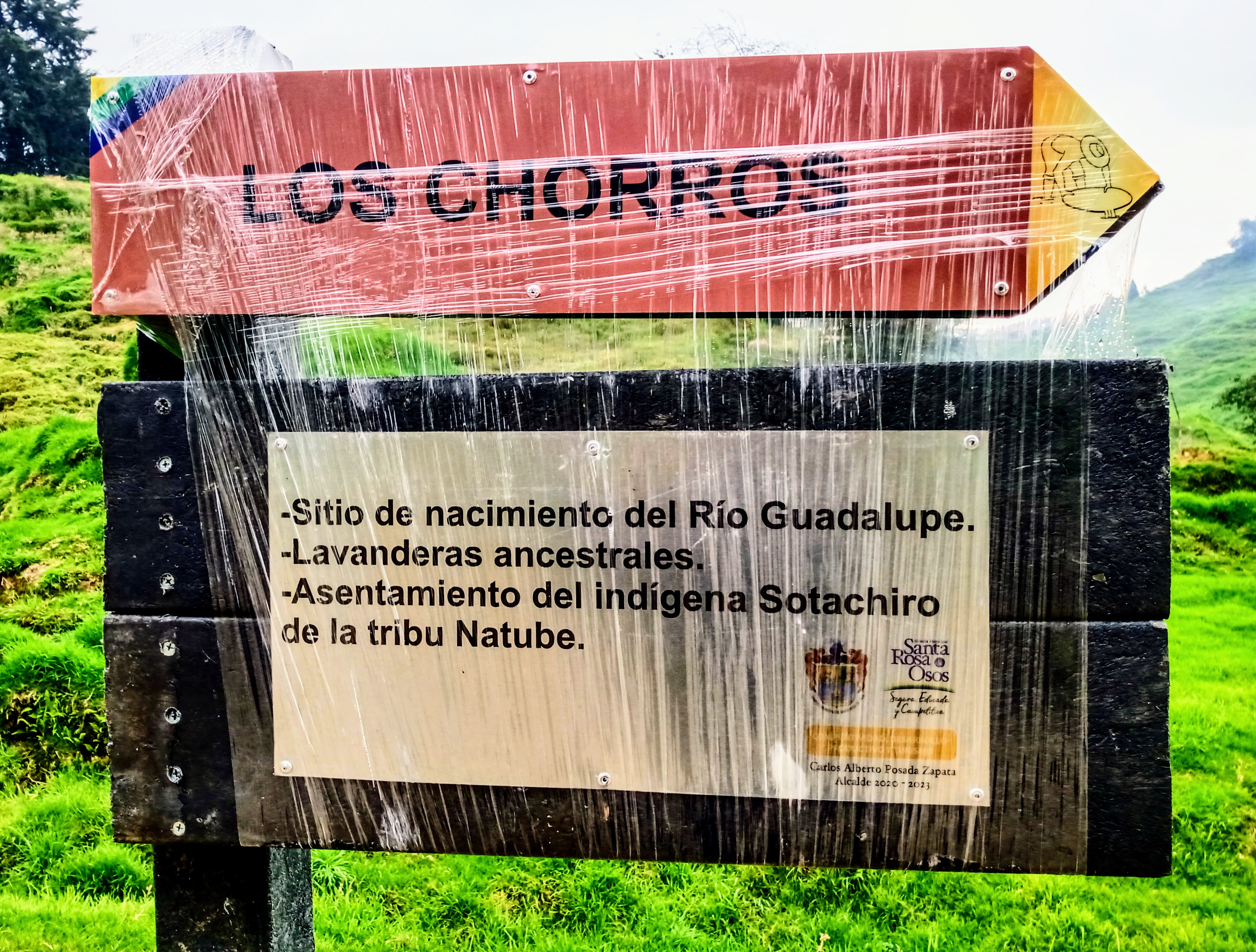
Placa en el lugar de nacimiento del río Guadalupe en Santa Rosa de Osos

El área urbana de Santa Rosa, presenta en general una topografía irregular, caracterizada normalmente por  pendientes suaves, causadas principalmente por la minería en la época de la conquista del territorio; estas características topográficas han generado que Santa Rosa de Osos venga creciendo de un modo radial, buscando las cimas de las colinas, ya que en sus partes bajas nacen y fluyen diversas quebradas y se constituyen como terrenos de alto riesgo para el asentamiento humano.
Contando el municipio con un centro bien definido y organizado por cuadras en la cima del Alto de Santa Rosa que es una meseta y por ende plano, contrasta con una periferia lineal que se acomoda en las cimas de las colinas que separan las quebradas, dejando unas áreas de retiro que se acomodan al desarrollo de la industria agropecuaria y que son usadas para fincas que se asientan en medio del pueblo.
Por eso si se da una mirada aérea de la ciudad, se ve como una araña que confluye en el centro tradicional, donde en medio de las "patas" aún subsisten humedales y arroyos de gran importancia; pues contrario a lo que se piensa, (que la hidrografía urbana de Santa Rosa es pobre), el municipio se asienta sobre la estrella hidrográfica del nacimiento del río Guadalupe y la divisoria de aguas del mismo con el río Grande.

### Hidrografía urbana
La hidrografía urbana de Santa Rosa de Osos es bastante abundante, se encuentra dominada casi en su totalidad por la cuenca del río Guadalupe y es además el sitio de nacimiento del mismo río y una buena cantidad de sus afluentes más próximos; en general la cuenca del Guadalupe ocupa un 80% del área urbana de Santa Rosa, donde el otro 20% corresponde a la cuenca del río Grande, representado únicamente por la microcuenca Agüitas Claras.
Las principales cuencas urbanas son 

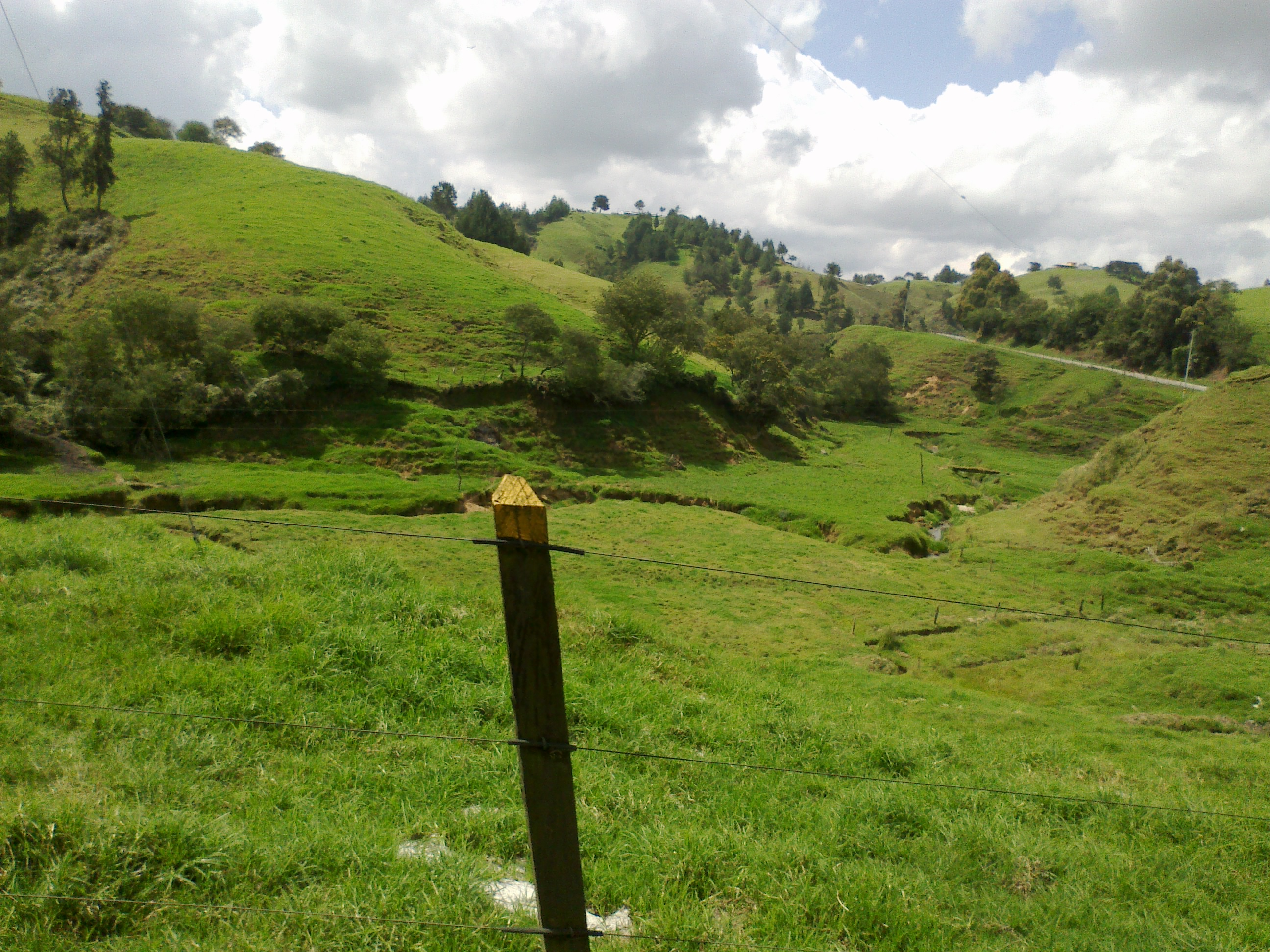
Río Guadalupe por la Troncal

El río Guadalupe constituye la principal corriente hídrica del área urbana de Santa Rosa, nace en el barrio Los Chorros en la llamada Manga de La Custodia, detrás de la Capilla de la Humildad, corre al margen de este barrio, donde recibe arroyos de diversos sectores del municipio, como el arroyo de Barro Blanco que viene del sector de la Variante, además del arroyo La Tenería que baja de terrenos aledaños al cementerio del Sagrado Corazón; en este recorrido al naciente río,  le caen además una serie de nacimientos de agua de menor importancia. Luego atraviesa la carretera hacia la costa atlántica y rodea el paraje El Turco,  y constituye el límite natural de la zona urbana y rural del municipio; allí recibe a las quebradas El Turco (que viene del Alto de la Mina, con su fuente al lado de la Universidad Católica) y Santo Tomás (que viene del puente de piedra al lado oriental de la Basílica), junto con otros nacimientos de agua; para volver a cruzar la troncal y delimitar la zona urbana de Santa Rosa al sur.
- Arroyo Barro Blanco: Nace en el sector homónimo y desemboca al río Guadalupe en el sector de Los Chorros.
- Arroyo La Tenería: Nace en el sector de La Variante, desciende por la parte trasera del cementerio Sagrado Corazón de Jesús y finalmente desemboca al río Guadalupe en el paraje La Tenería cerca a la troncal de la Costa Atlántica.
- Quebrada Santo Tomás: Esta corriente hídrica nace en el puente de piedra al lado de la basílica, separa el barrio Miguel Ángel Builes del cerro El Tigre y corre paralelo a la avenida crespo, donde toma dirección hacia el río Guadalupe para desembocar en él, cerca a la troncal a la Costa Atlántica en el sector del Turco, luego de abastecer un lavadero de carros.
- Quebrada Campoalegre: Esta quebrada tiene su nacimiento entre los sectores de Arenales y la Avenida Crespo-Patio Brujas, justo detrás de la Basílica, recibe los aportes de las lagunas y humedales del seminario Santo Tomás de Aquino y atraviesa la vía circunvalar, para tomar rumbo hacia el río Guadalupe y desembocar en el justo en la parte alta de la cascada El Turco, abajo de la PTAR.Río Guadalupe en la Cascada "El Turco" a 700 metros del casco urbano de Santa Rosa de Osos

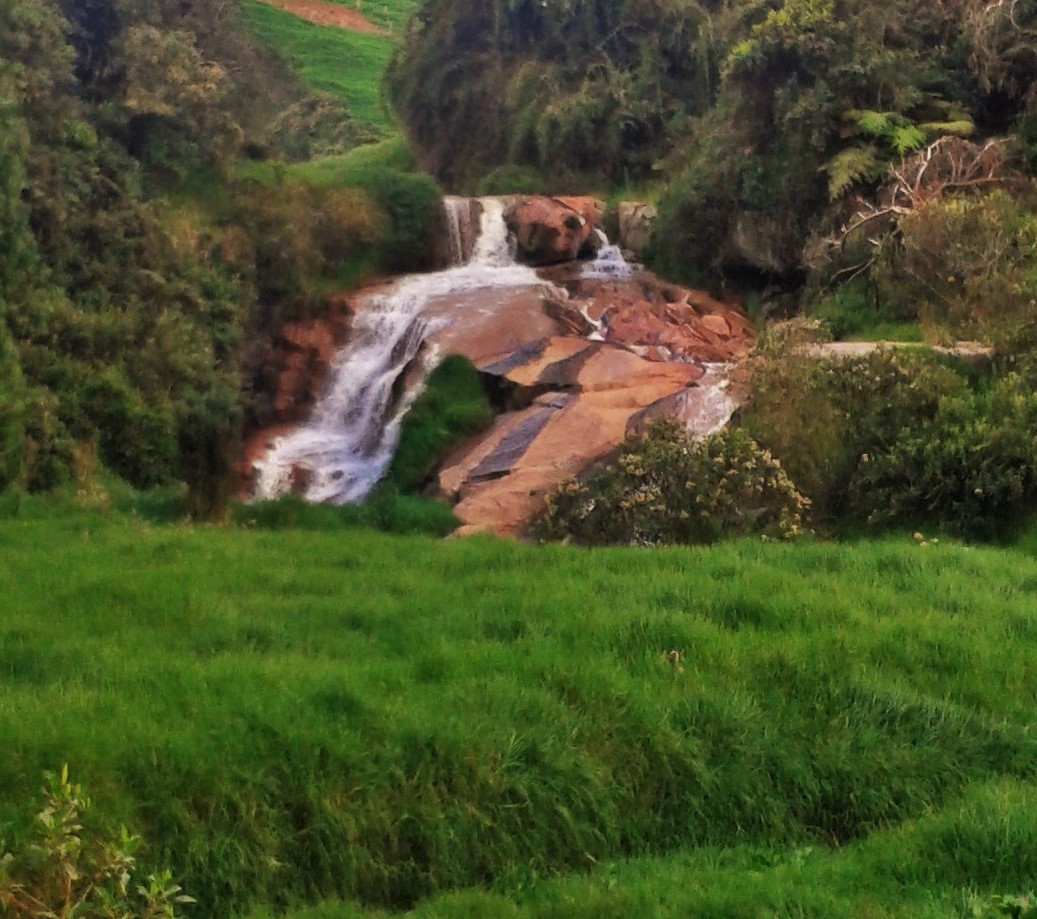
Río Guadalupe en la Cascada "El Turco" a 700 metros del casco urbano de Santa Rosa de Osos

- Quebrada San José: Nace en la zona rural, vereda San José, y recorre el paraje de San Josecito, donde se captaban sus aguas para el abastecimiento humano hace décadas, luego vuelve a la zona rural, recibe varios arroyos y demarca el límite urbano del los barrios del centro poblado La Granja, hasta el antiguo relleno sanitario, atraviesa la vía hacia Entrerríos y desemboca en el río Guadalupe en el sector de San Juan cerca a la empresa FrigoColanta.
- Arroyo El Portal: Nace en pleno barrio El Portal, pasa por debajo del famoso puente de guadua y por debajo de la pista de bicicrós, marca el límite entre los barrios Nuevo Amanecer y Arenales (Minuto de Dios) y desemboca a la quebrada San José en el sector de San Josecito.
- Arroyo San Josecito: Nace en el sector de Banqueos cerca a la cancha municipal Porfirio Barba Jacob, corre paralelo a la carrera 33 y al barrio El Portal, en el sector de San Josecito, desemboca al arroyo El Portal, unos pocos metros antes que este tribute sus aguas a la quebrada San José.
- Quebrada Las Quebraditas: Nace en el barrio Gimaní, discurre cerca al sector de las Quintas de San Carlos, atraviesa el sector de la carretera vieja hasta la troncal a la costa, donde se le construye una serie de coberturas en el sector industrial de la Circasia, corre paralela a la troncal, hasta finalmente desembocar a la quebrada Las Cruces (unos metros aguas abajo de la bocatoma del acueducto municipal), esta va luego a la Sará, cuyas aguas finalmente caen al río Guadalupe.
- Quebrada La Circasia: Nace en el Paraje del Alto del Claro, llena un lago y atraviesa el sector de la Circasia por una cobertura bajo una bomba de gasolina, desemboca a la quebrada Quebraditas allí mismo luego de atravesar la troncal.
- Quebrada Tuberías: Nace en el barrio del mismo nombre, cerca al sector de las Quintas de San Carlos, desciende en sentido sur-norte hasta llegar al sector de La Circasia, donde desemboca a la quebrada La Circasia.
- Quebrada El Castillo: Quebrada de la periferia urbana que nace en barrio Sagrado Corazón-Alto de la Mina en el sector del Castillo, se interna en la zona rural y toma rubo hacia el norte, donde desemboca en la quebrada Quebraditas formando un gran humedal de importancia ecológica.
- Quebrada El Turco: Quebrada de la periferia urbana que nace en barrio Sagrado Corazón-Alto de la Mina al costado derecho de la Universidad Católica del Norte, se interna en la zona rural donde toma rumbo hacia el sur, desembocando en el río Guadalupe justo en la entrada de la vía que conduce a la vereda Malambo.

A la cuenca del río Grande pertenecen las quebradas urbanas:
- Quebrada Agüitas Claras: Nace entre los barrios Villacruz y Banqueos, producto del arroyo la Vinagrera, que al unirse con los afloramientos de agua naturales de los arroyos El Hoyo y Villa Cruz, forma la quebrada Agüitas Claras en sí misma. Pasa por los sectores de la 33, la Quinta y Tuberías; luego ingresa a la zona rural a la vereda El Roble y desemboca en la quebrada Bramadora que finalmente cae al río Grande. Según el documento "ÍNDICES DE ESCASEZ Y DE CALIDAD DEL AGUA PARA LA PRIORIZACIÓN DE CUERPOS DE AGUA EN LOS PLANES DE ORDENACIÓN DEL RECURSO HÍDRICO. APLICACIÓN EN LA JURISDICCIÓN DE CORANTIOQUIA" La quebrada Agüitas Claras a pesar de su nombre, es la quebrada de peor calidad de la corporación autónoma regional del centro de Antioquia, con un índice de calidad de agua de 30,8 en 2008 y 37,1 en 2009; cuando un nivel óptimo aceptable se alcanza con valores por encima de 70, lo que la convierte en una de las corrientes hídricas fuera del Valle de Aburrá con peores condiciones ambientales en el departamento de Antioquia.
- Arroyo Guanteros: Separa a los barrios Gimaní y Boston, nace cerca al sector de Tinajitas y toma sentido oriente-occidente para desembocar en la quebrada Agüitas Claras.
- Arroyo Gimaní: Nace en el barrio del mismo nombre y lo separa del barrio Tuberías. Desemboca en la quebrada Agüitas Claras unos pocos metros más abajo del arroyo Guanteros.
- Arroyo Banqueos': Nace cerca del cementerio de La Misericordia, abastece el acueducto de unas fincas aledañas y desemboca en la quebrada Agüitas Claras, marca el límite sur del cerro de los Ahorcados.
- Arroyo San Antonio': Nace en el barrio homónimo, e inmediatamente entra a la zona rural, desembocando a la quebrada "Agüitas Claras", marca el límite Norte del cerro de los Ahorcados.
- Arroyo del Cementerio': Nace en el costado derecho del cementerio de Banqueos o cementerio la Misericordia, corre canalizado en una cuneta por un costado de la vía que une este lugar con el sector de La 33, desemboca en pleno puente de la quebrada Agüitas Claras, nace de afloramientos de agua que surgen paralelos a la calle.

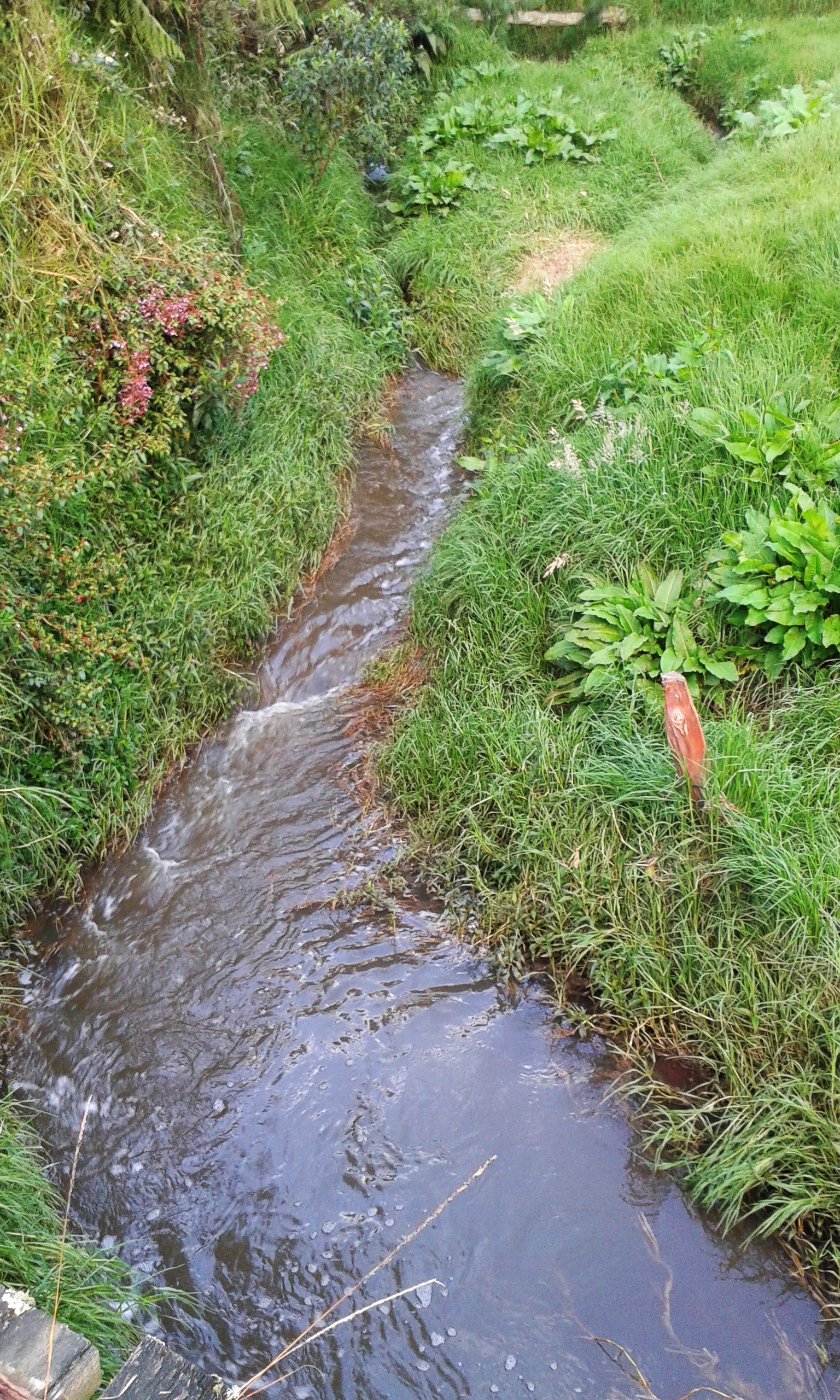
Río Guadalupe recién nacido
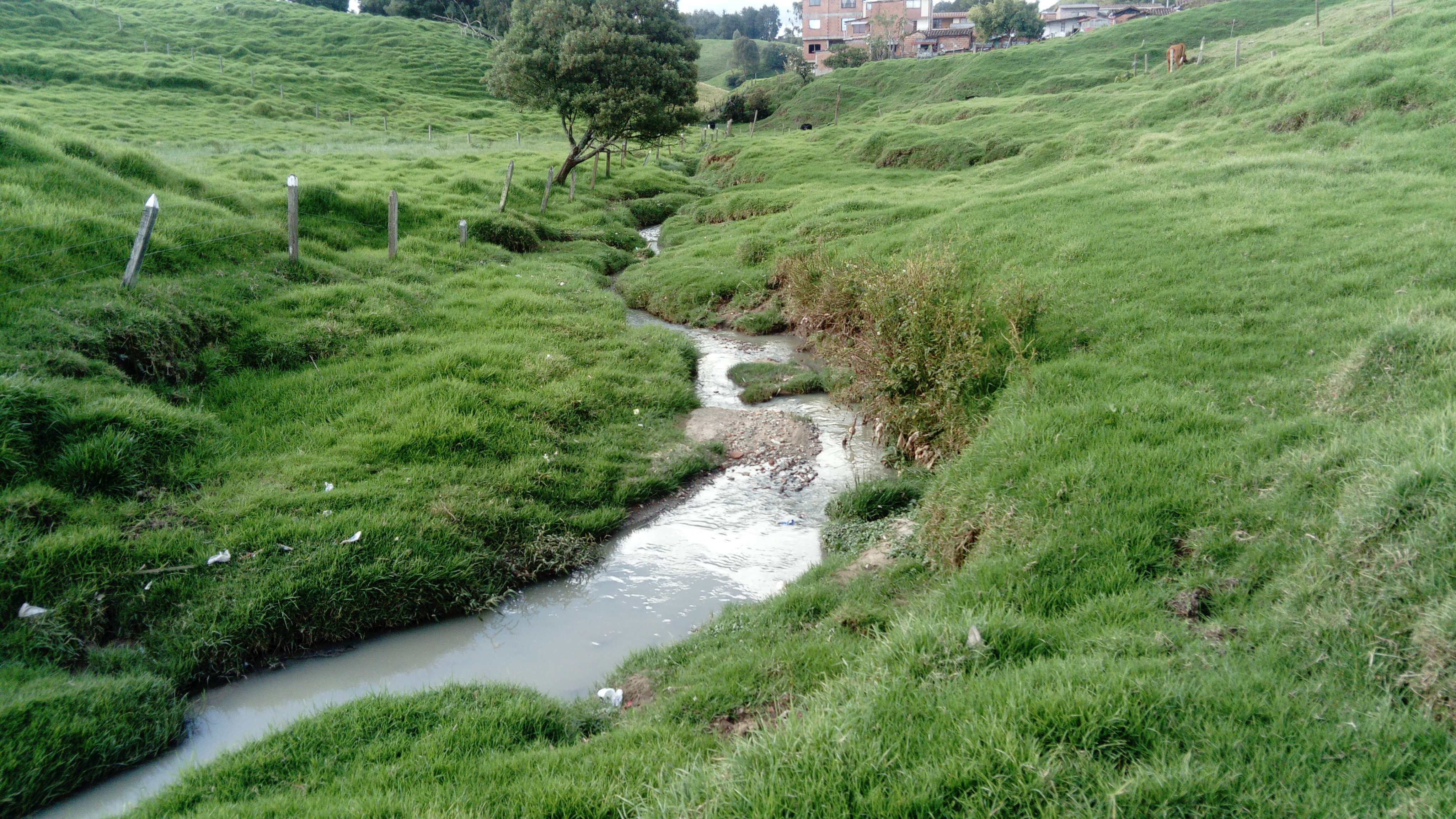
Quebrada Agüitas claras. Único afluente del río Grande en el área urbana. Inmediatamente después de la unión de los arroyos Vinagrera y El Hoyo que la conforman, recibe grandes descargas residuales
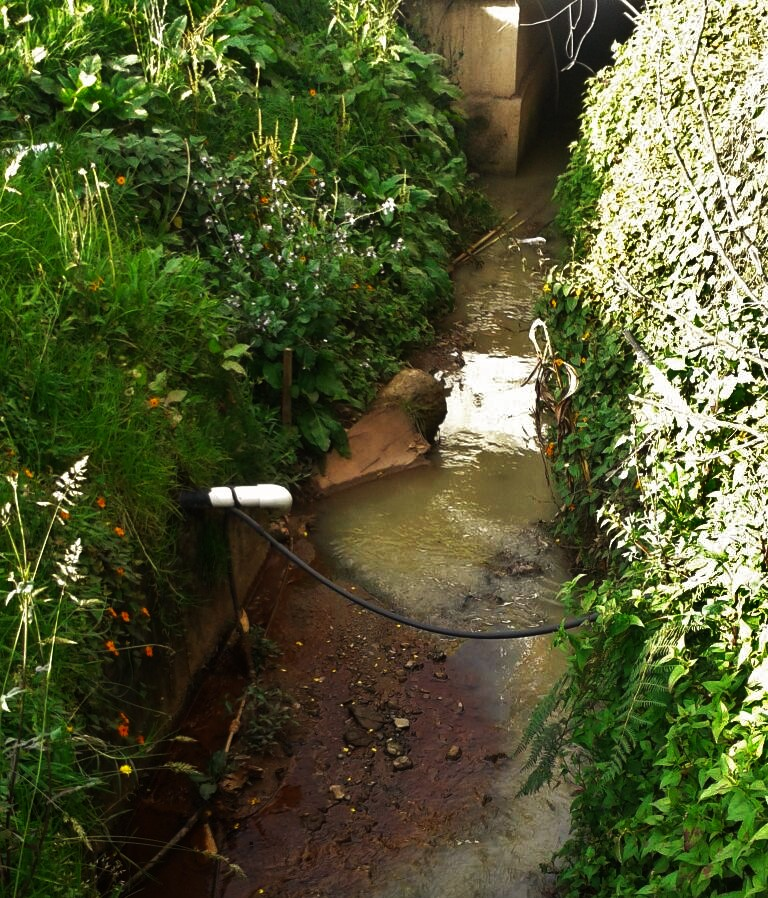
Canalización de la quebrada Quebraditas. En la cuenca del Guadalupe
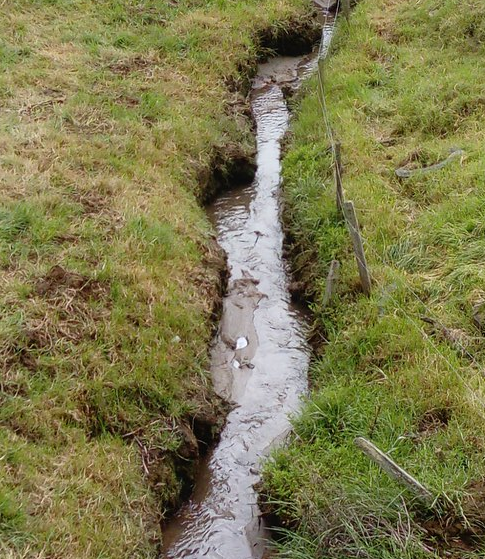
Quebrada Santo Tomás, primer afluente importante del río Guadalupe

### Orografía Urbana
1. Alto de Tuberías : Tiene su punto culminante en el desfiladero homónimo, está urbanizado en su mayoría por el barrio del mismo nombre, además de las urbanizaciones Quintas de San Carlos y Dios es Amor que se ubican en sus salientes. Gran parte de sus laderas se consideran zona rural. Está dividido de manera natural de la Meseta de Santa Rosa por las nacientes de las Quebradas Gimaní y Quebraditas, lo que impide la conectividad urbana entre los 2 cerros.
2. Alto del Cardenal: Tiene su punto culminante en la I.E.C.A.M.D en su cima se encuentra la institución especificada, el coliseo Antonio Roldán Betancur y la cancha municipal, en sus laderas El Parque El Portal, la Cárcel municipal y parte de los barrios Camellón y Valles del Portal. En sus laderas nace el Arroyo San Josecito, cuya cuenca lo separa del Alto de Banqueos.
3. Alto de Santa Rosa: También llamado Meseta de Santa Rosa, es la meseta sobre la que se asienta gran parte del área urbana municipal. Su punto culminante es en la Plaza Simón Bolívar, está rodeado de numerosos desfiladeros como el Talego continuo a La Terminal de transporte, y está atravesado de sur a norte por la Calle El Palo y de oriente a occidente por la Calle Real, por lo regular todas las calles que confluyen a esta meseta son empinadas lomas que se constituyen como las laderas del cerro, entre ellas se encuentra El Hoyo, Caldas, La Quesera, La Quinta, Los Chorros, Las Escalas, entre otras. Se denomina popularmente como la parte de "arriba" del municipio. En la época de la conquista, el cerro fue altamente erosionado por la actividad minera, al punto de que se tuvo que construir  el denominado puente de Piedra contiguo a la Basílica para darle continuidad a su cima y por ende a la parte plana del municipio, es por mucho la colina más grande y posee los accesos más empinados.
4. Alto de la Mina: Se puede considerar uno de los "cerros tutelares" del municipio, es el sitio de acceso y asentamiento del barrio Sagrado Corazón de Jesús, posee 2 puntos culminantes, el primero, El Sagrado Corazón, posee una antigua estatua de Jesús bajo esta advocación y el segundo punto culminante, más alto, es donde se ubica la Planta de Agua Potable Municipal.
5. Cerro Gus: Pequeña formación montañosa ubicada en el sector de la variante justo detrás del cementerio Sagrado Corazón, que sirvió de mina de oro en la época de antaño, lo cual le dejó visiblemente afectado, siendo ahora denominado localmente como un "Peladero", pues carece de vegetación en gran parte; en la actualidad se ha intentado establecer cultivos de tomate de árbol y sirve como lugar de establecimiento de postes de energía. En el diseño original del cementerio Sagrado Corazón se contemplaba la construcción en su cima de una enorme Cruz luminosa, proyecto que no fue llevado a cabo. Su nombre se debe a la antigua denominación minera que se usaba para referirse a los gallinazos.
6. Altos del Portal: Cerro también afectado por la minería; en cuya cima se encuentra una parte del barrio El Portal, el bosque de las mimosas y una torre de telecomunicaciones, en su base se asientan los barrios Valles del Portal y Nuevo Amanecer. Es el cerro con las pendientes más pronunciadas de todas, al punto que en algunos lugares es un desfiladero de casi 90 grados de inclinación. Esta pared le da la cara al sector del nuevo amanecer.
7. Cerro El Tigre: Ubicado entre los barrios Los Chorros y Miguel Ángel Builes, en su cima se halla una torre de telecomunicaciones, separado del barrio Miguel Ángel Builes por los humedales de la quebrada Santo Tomás. Es una zona ruralizada inmersa en la cabecera urbana.
8. Alto de Banqueos: Ubicado en el barrio homónimo, separa las cuencas Agüitas Claras y San José, tiene 2  puntos culminantes, el primero se denomina cerro de los Ahorcados y está al frente del sector de la Quinta al otro lado de la quebrada Agüitas Claras, de uso agropecuario privado, el otro, más alto está en la vía principal y en su cima se alza una antigua estatua de la Virgen de las Misericordias. Este accidente geográfico de difícil urbanización separa al sector de San Antonio del resto del municipio, lo que convierte técnicamente al barrio en un "pueblo aparte" de Santa Rosa.  En su base se asienta el Cementerio La Misericordia.
9. Cerro El Mirador: Al norte, se encuentra completamente urbanizado, es el más pequeño de todos los cerros urbanos, pero a su vez posee la loma intraurbana de acceso vehicular más inclinada del municipio. En su cima se asienta el barrio homónimo, en su base la quebrada Agüitas Claras, el desarrollo urbanístico La Joaquina, el barrio Boston y el arroyo Guanteros.

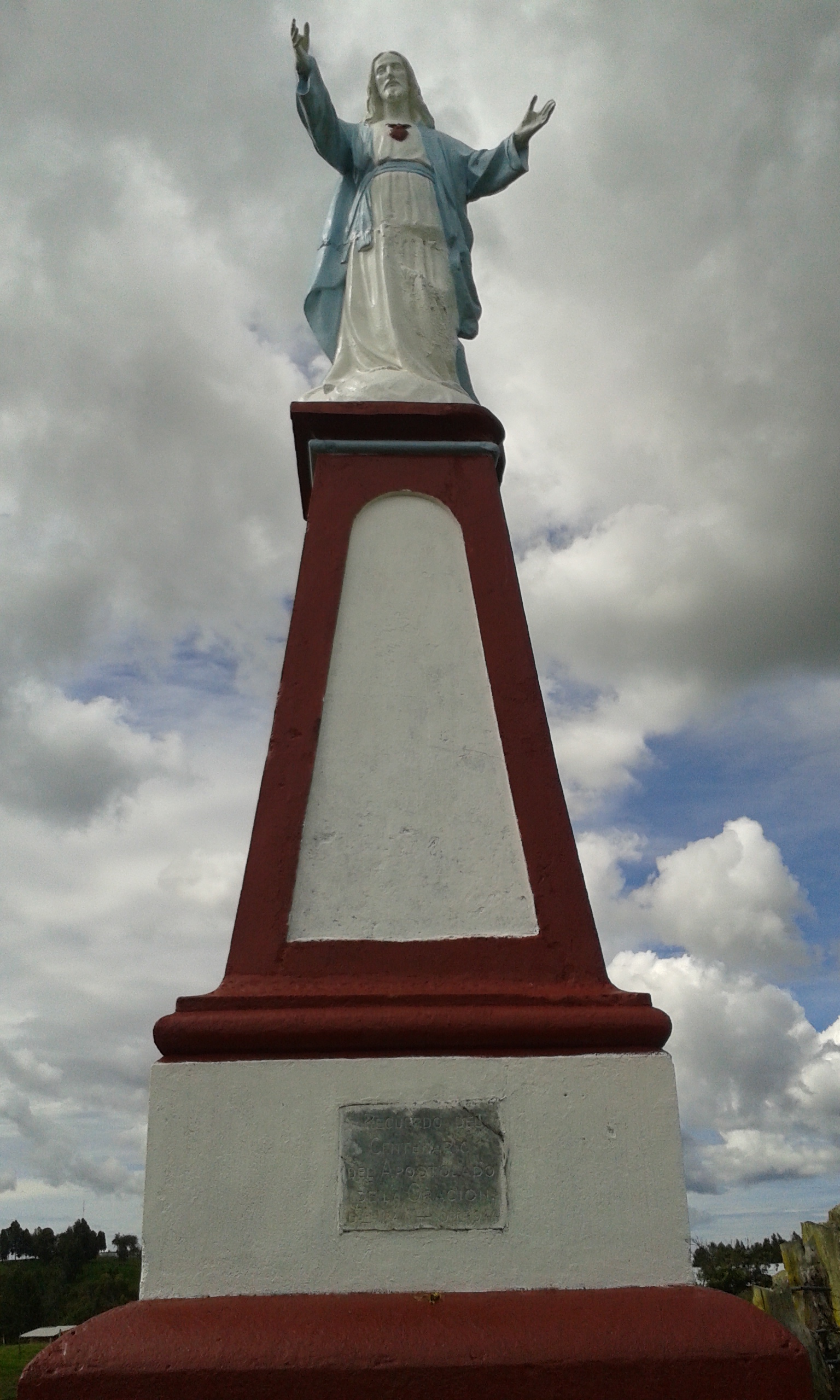
Estatua del Sagrado Corazón de Jesús en el Alto de la Mina
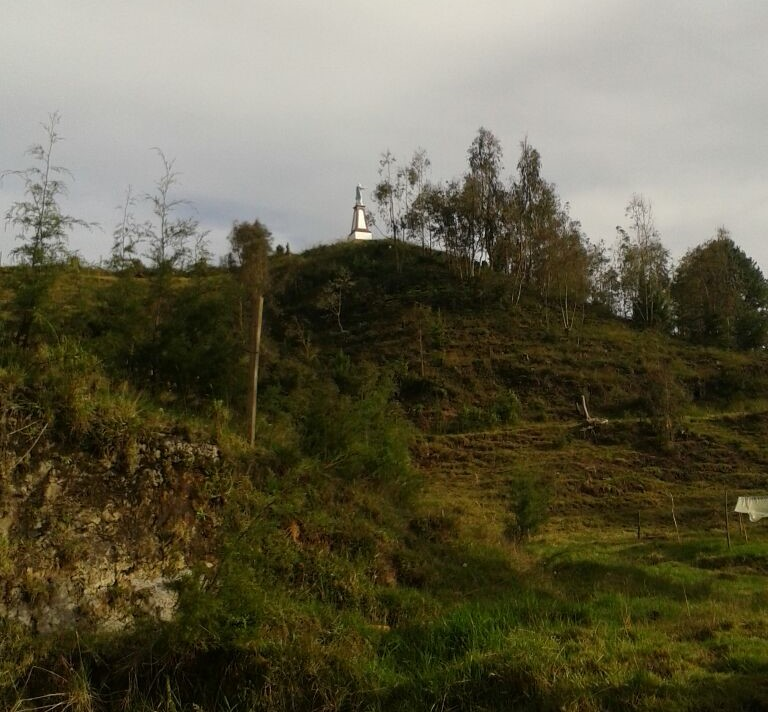
Alto de la Mina
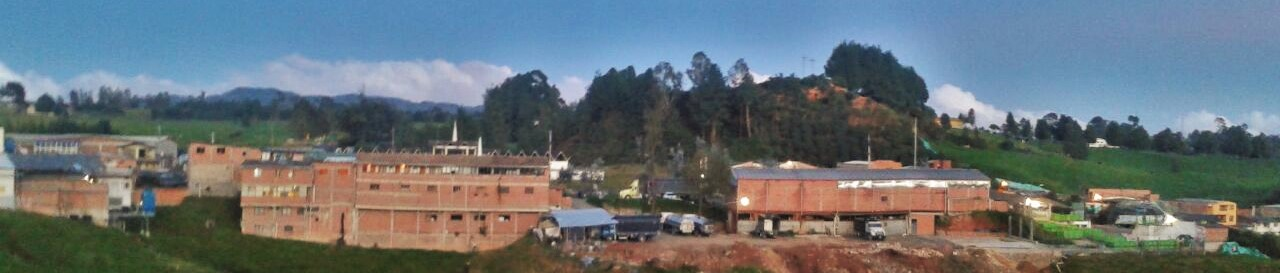
Cerro Gus dominando la panorámica del sector de La Variante, en su parte baja se observan los pináculos del cementerio Sagrado Corazón.

### Desertificación

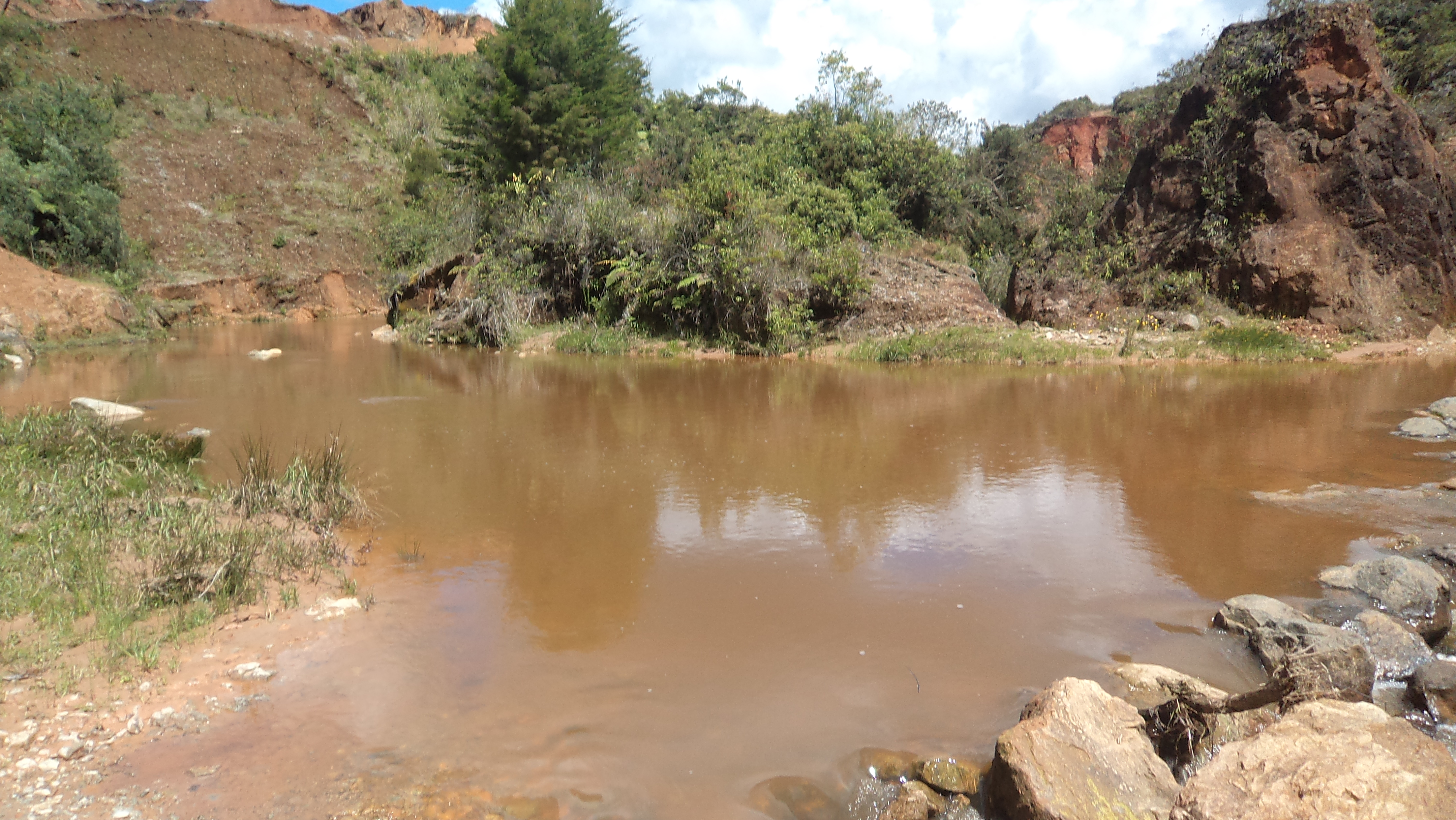
Río Guadalupe a su paso por la balastrera de Malambo

Otras zonas afectadas fuertemente por la degradación del suelo producida a causa de la minería son los terrenos de: Los Guapos y La Balastrera De Malambo, entre otros, que son prácticamente un desierto, sin vegetación y altísima erosión.
La "Balastrera de Malambo" (en la imagen) es un "pequeño desierto" en medio de verdes praderas y bosques, producto de la minería.
En este caso específico, la enorme erosión ha causado una extrema infertilidad de los suelos, donde se ha despojado de la capa orgánica y todos sus horizontes, generando que el viento y la lluvia arrastren capas de polvo y roca hacia la corriente del Guadalupe y su afluente, la quebrada Brand; las grandes pendientes y los periodos prolongados de sequía y lluvia han generado cárcavas que impiden el asentamiento de especies vegetales y animales, donde solo se pueden observar en ciertos puntos algunas plantas herbáceas, lupino, tunas y uno que otro pino.
La característica predominante en este sector es la de un lecho franco-arcilloso donde se ha venido dando un proceso erosivo del tipo badlands, donde sobresalen mesetas rocosas y de arcillas "petrificadas", rodeadas por cárcavas y desfiladeros por los que discurre el río Guadalupe y su afluente, la quebrada Playas-Brand, la cual antes de encontrarse con el río, pasa casi que en medio de esta zona altamente degradada, formando un cañón estrecho y profundo.

## Fiestas
- Fiestas de Nuestra Señora de las Misericordias, de agosto 30 al 8 de septiembre
- Fiestas del Atardecer, segundo puente de agosto, fiestas emblema del municipio
- Desfile de Mitos y Leyendas, 31 de octubre
- Semana Santa, sin fecha fija en el mes de marzo o principios del mes de abril.

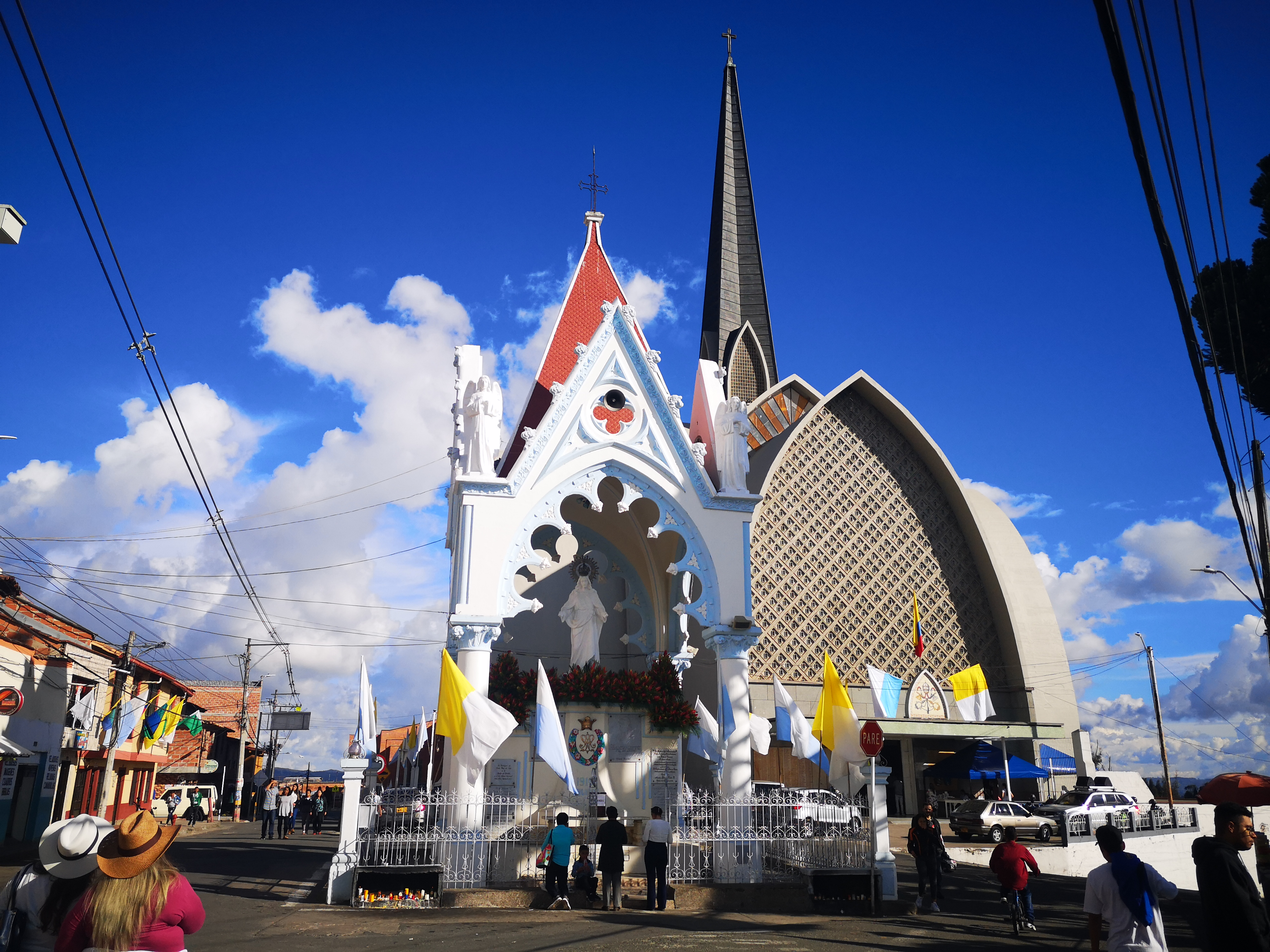
Basílica de las Misericordias en fiestas patronales, Santa Rosa de Osos.

## Gastronomía
Especiales en el distrito son los Pandequesos con Agua de Panela caliente y Quesitos; también Productos Lácteos y Chorizos, entre otros.

## Personajes

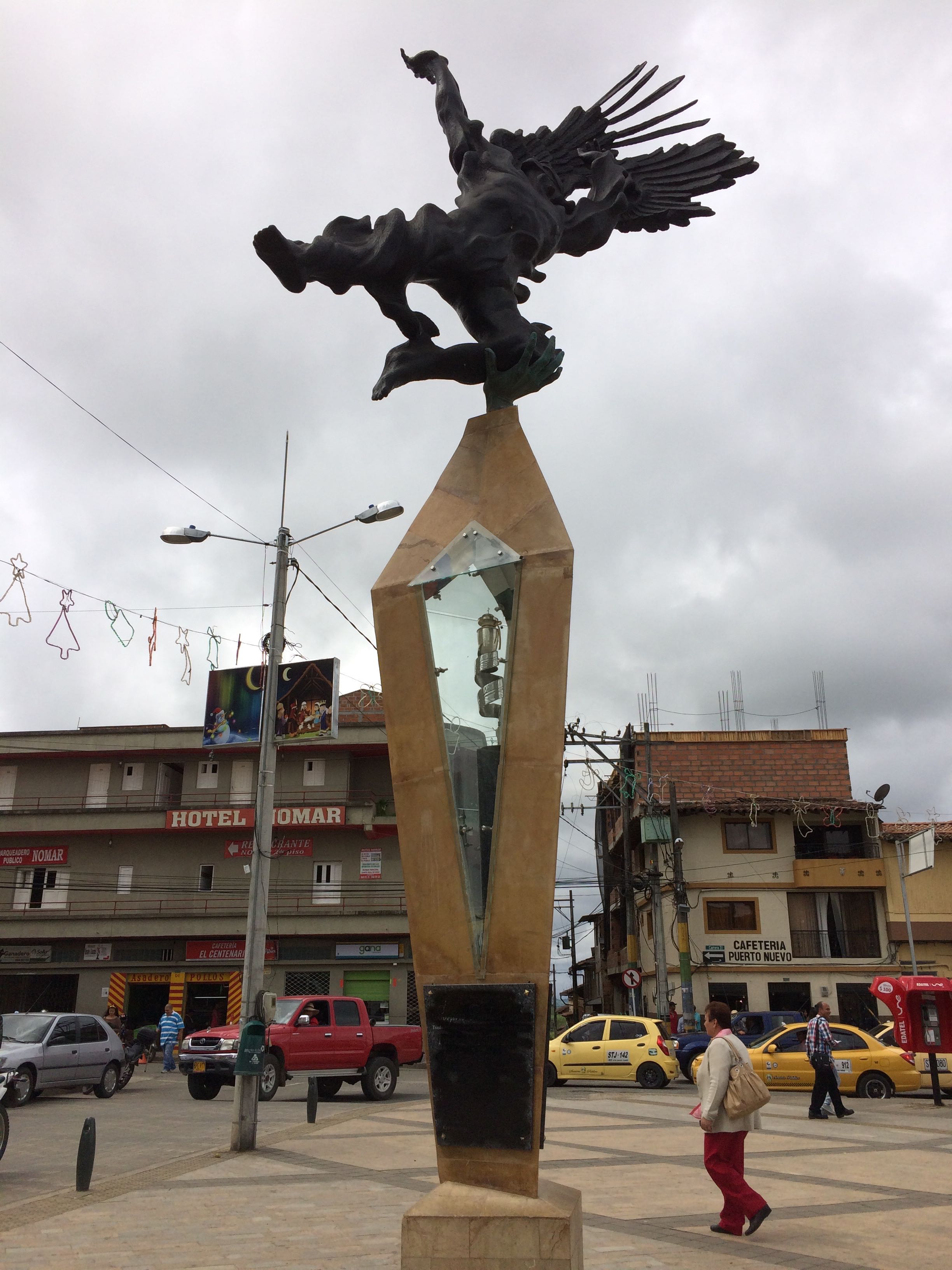
Monumento a Porfirio Barba Jacob donde reposan las cenizas del poeta.

Entre los personajes destacados en el escenario histórico colombiano están Pedro Justo Berrío, Porfirio Barba Jacob, Marco Tobón Mejía, Francisco Rodríguez Moya, Aníbal Muñoz Duque, entre otros muchos. Sus habitantes son orgullosos respecto de los legados que sus hijos han aportado a Antioquia y Colombia.

## Patrimonio

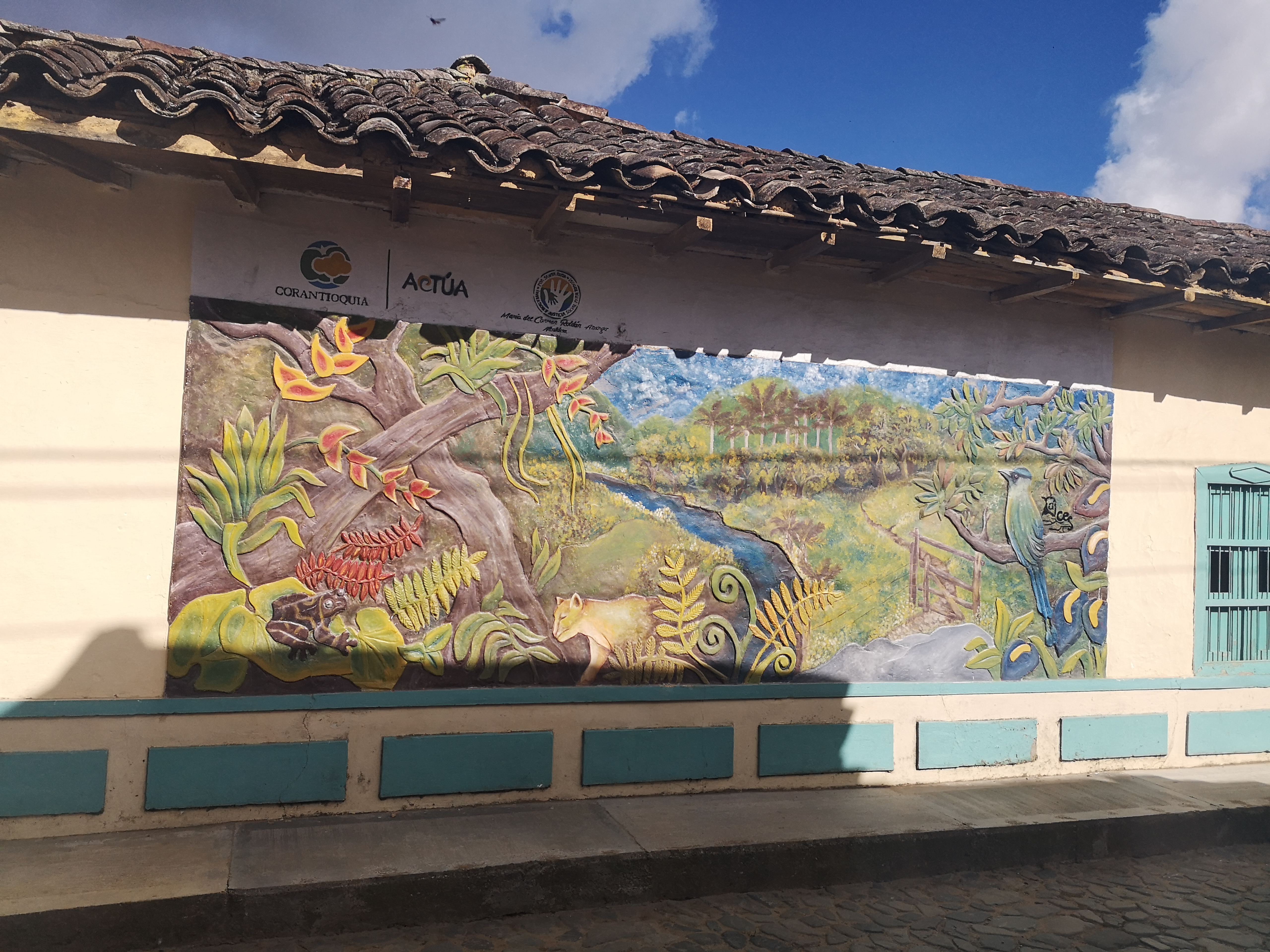
Mural en alto relieve que representa la biodiversidad del municipio, en Hoyorrico (Santa Rosa de Osos)

Santa Rosa ha sido un municipio productor de agua durante toda su existencia y dentro del turismo ecológico encontramos grandes reservas forestales que son hogar de variadas especies de flora y fauna, además de imponentes charcos, cascadas y quebradas a lo largo y ancho del territorio. En el municipio nacen importantes fuentes de agua como los ríos Grande y Guadalupe.

### Patrimonio histórico y artístico-cultural

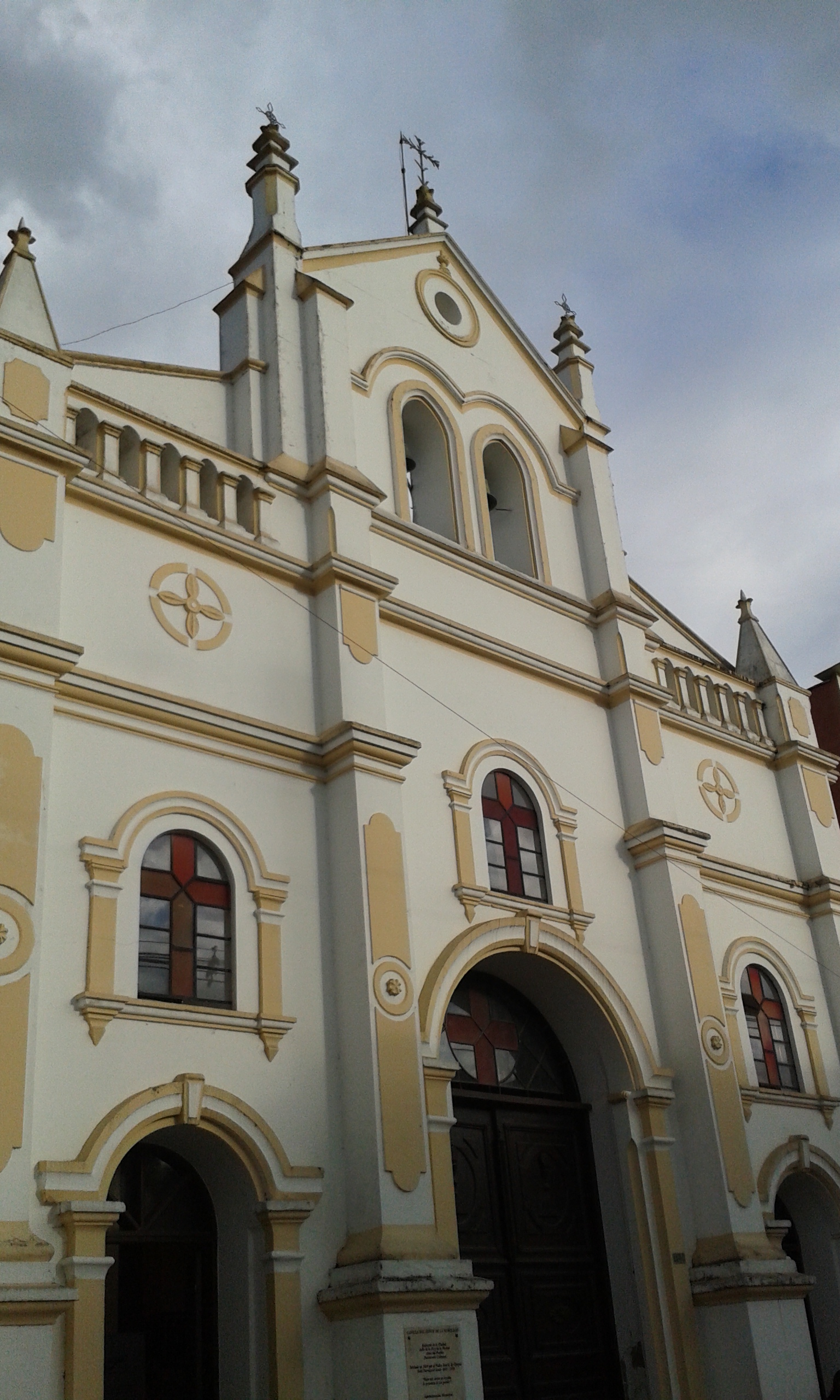
Capilla De La Humildad
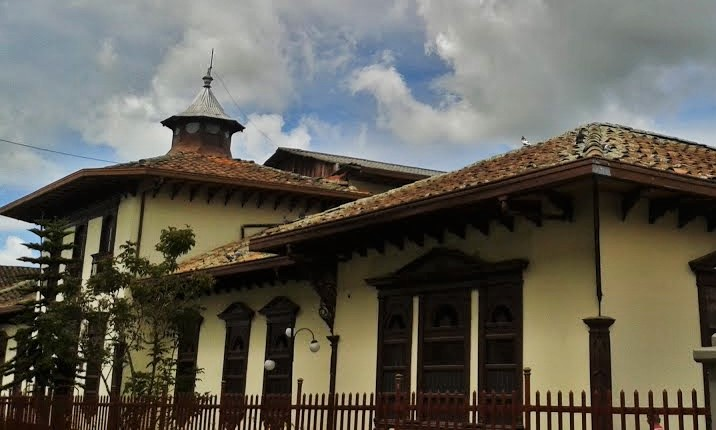
I.E Escuela Normal Superior Pedro Justo Berrío
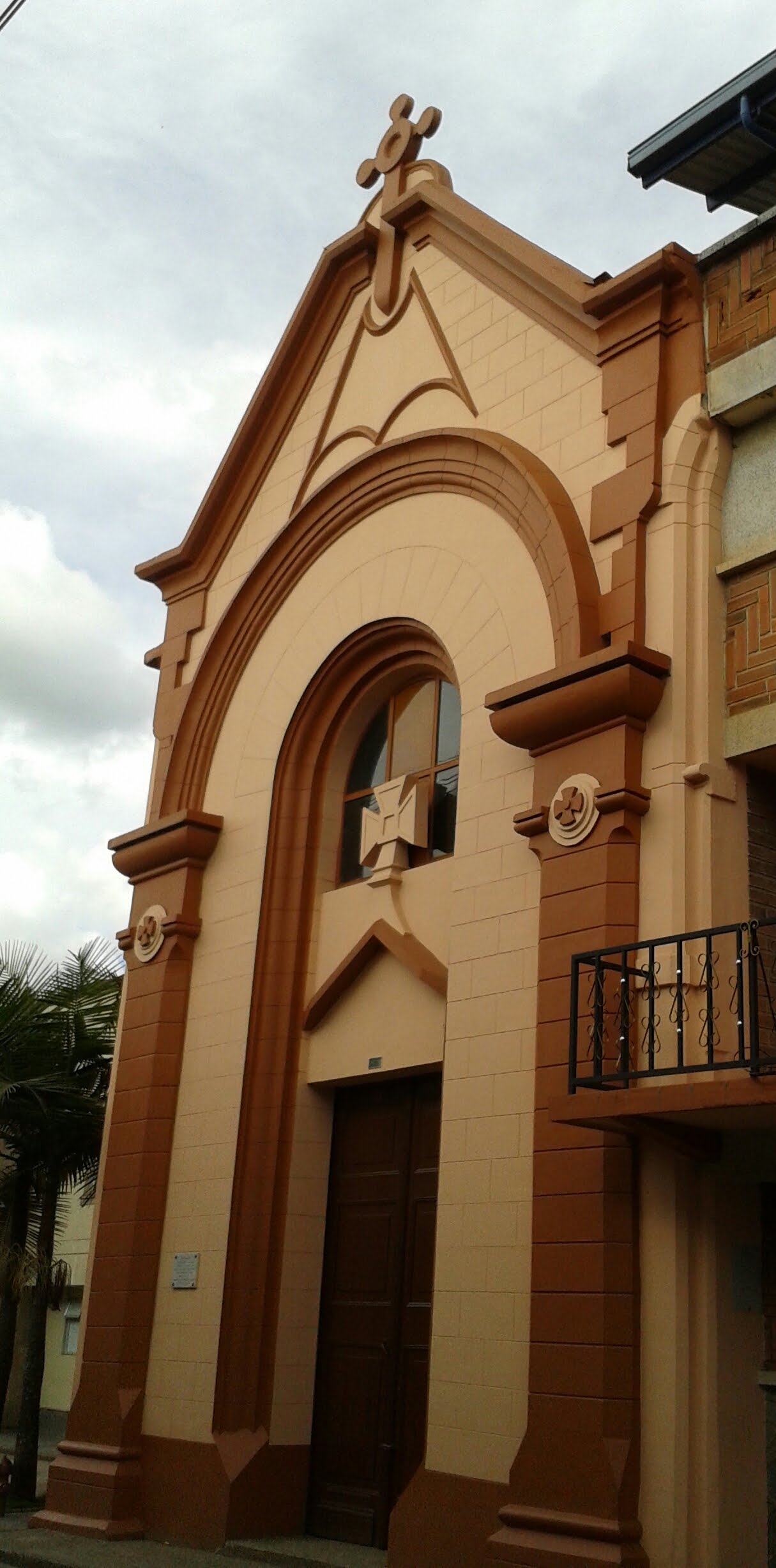
Capilla de la Sagrada Familia.
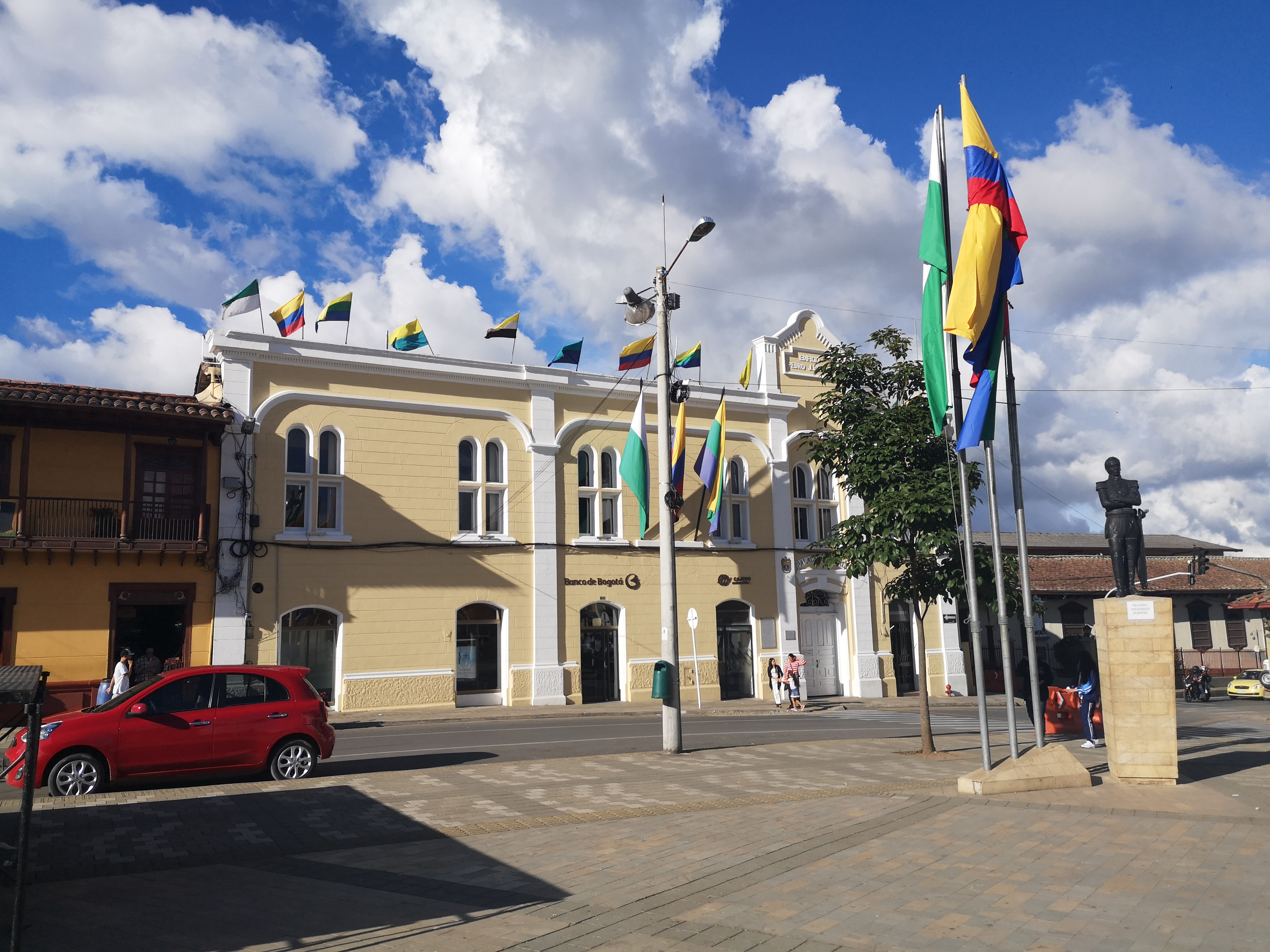
Edificio Pedro Justo Berrío, alcaldía municipal
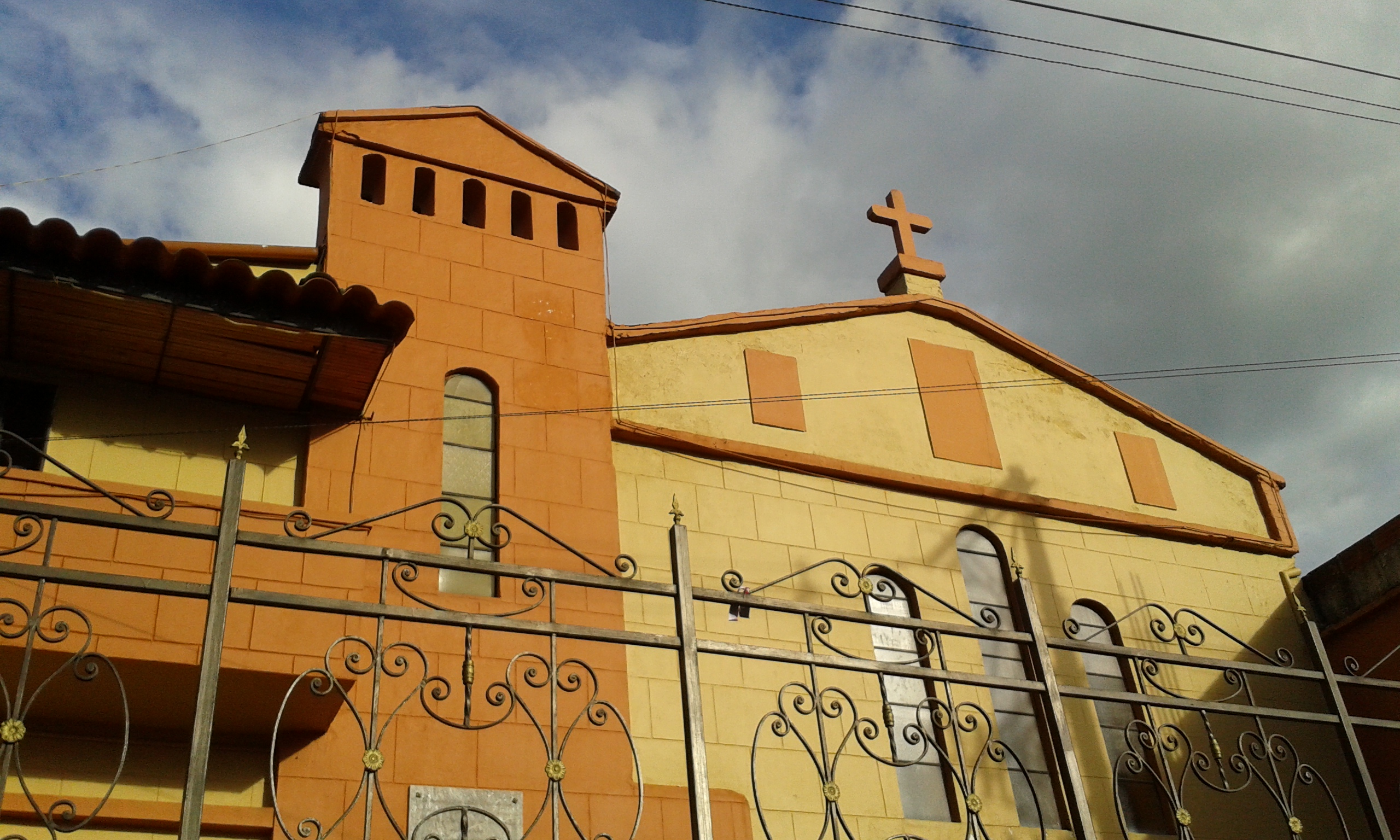
Capilla San Vicente De Paúl, contigua al Asilo

### Patrimonio natural

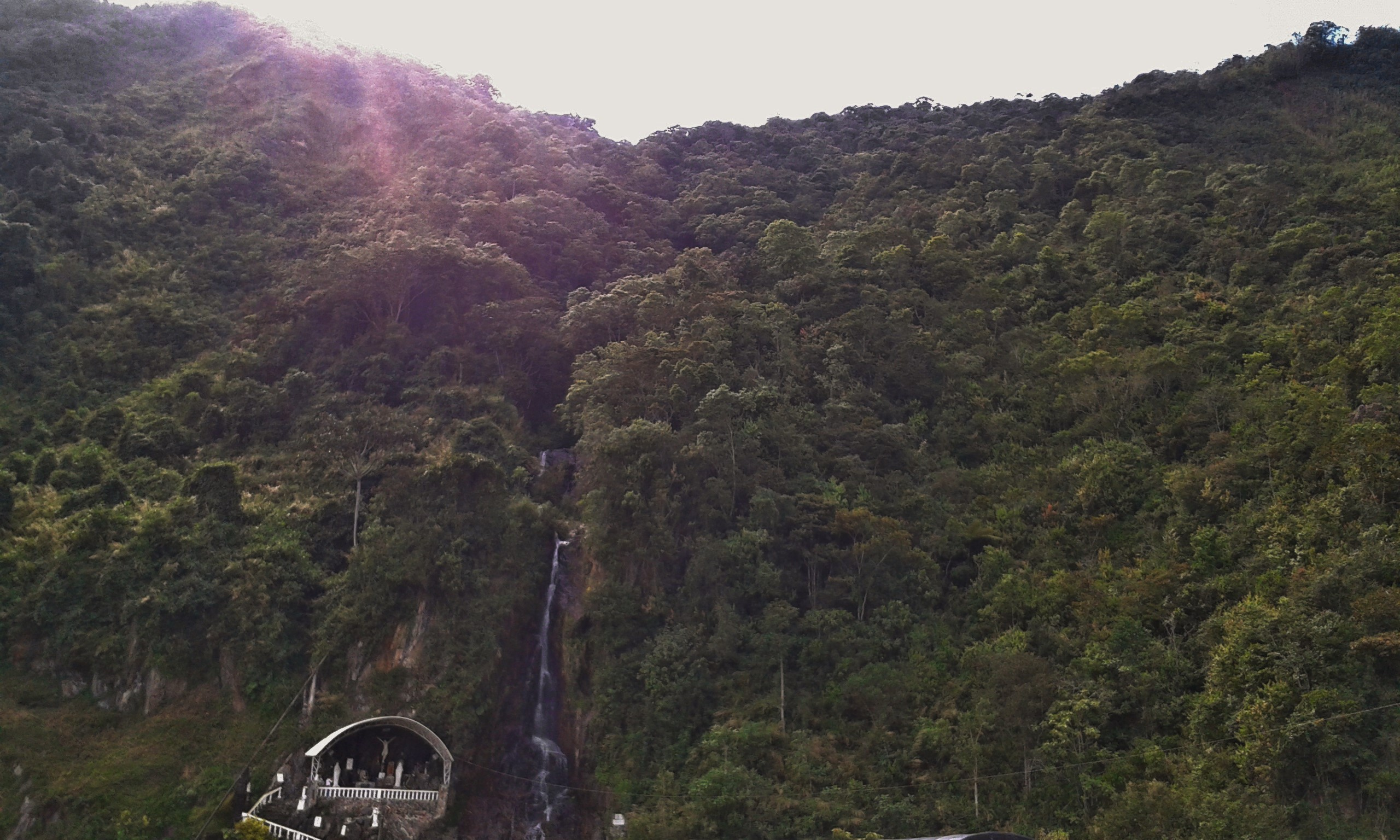
Calvario y una de las cascadas de Palenque
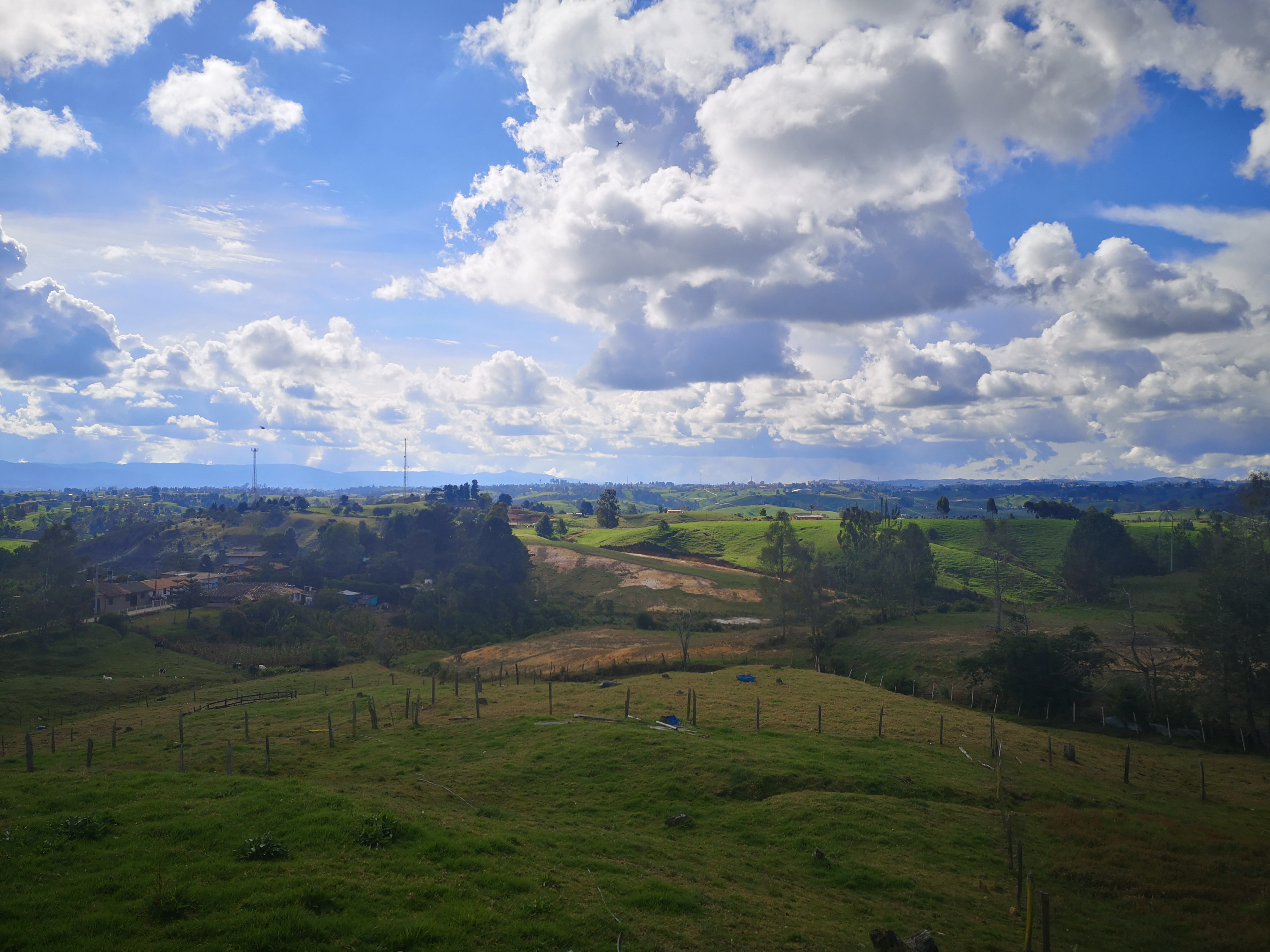
Panorámica desde Hoyorrico
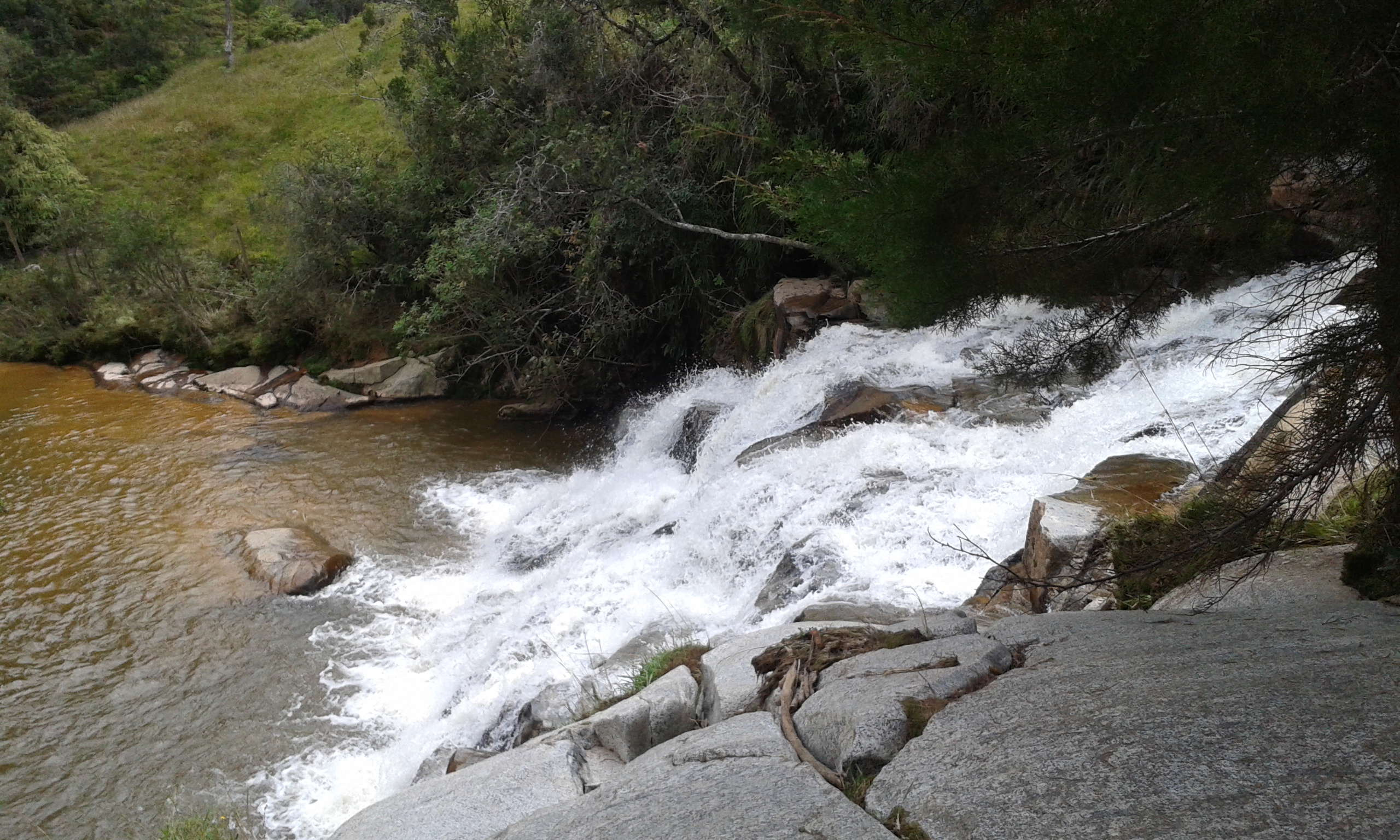
Parte Alta De La Cascada Principal De La Quebrada Orobajo, Santa Rosa de Osos

- Embalse de Riogrande II.
- Cascada de Orobajo
- Cerro de San José. Páramo que además conserva bosques de niebla y robledales.
- Microcuenca El Vergel
- Lagos de Porce. En la vereda La Clara, San Pablo.
- Reserva Natural La Sierra, entre las veredas Pontezuela y La Cabaña de Hoyorrico y las veredas Verbenal, zona rural del corregimiento Riogrande y Palenque; donde las cascadas de las quebradas Los Cristos y Palenque adornan el escenario de La Sierra junto con el monumento El Calvario.
- Reserva Natural Cerro De San Isidro.
- Quebradas La Ahitona y La Chorrera.
- Quebrada La Clara en límites con Gómez Plata.
- Reserva Natural Guanacas.
- Isla Tahití en El Caney.
- Río Grande en Aragón.
- Fincas Cafeteras en San Isidro y San Pablo.
- Quebrada La San Pablo.
- Quebrada Las Cruces.
- Trucheras en las veredas La Chorrera y El Vergel.
- Ríos Grande, Guadalupe, Concepción, Tenche, Porce, San Andrés y Chocó.

#### Fauna
La fauna santarrosana es sumamente rica, la gran mayoría de las especies encontradas pertenecen a la zona de vida de bosque húmedo montano bajo, bosques de niebla en los que se puede encontrar gran cantidad de especies de aves, como el carriquí, tijereta, sinsonte, turpial, barranquero, sirirí, tucán de tierra fría, silga y pinche.
En las zonas templadas las aves más comunes son el bichofué, toche, garrapatero, loro, pechirrojo, pava de monte, soledad, guacharaca, pájaro carpintero, azulejo, perico, perdiz y pericoligero.
Las aves rapaces más comunes con distribución en todo el municipio son gavilán, águila parda (que puede verse suspendida en el aire en las zonas rurales), búho, lechuza y halcón cernícalo; los 4 últimos incluso viven en las torres de las Iglesias; donde los halcones se observan ampliamente en el día, mientras que búhos y lechuzas en las noches.
Las aves de distribución amplia son mirla, tórtola cutuza, colibrí, torcaza, caravana, garza y paloma, hallándose en todo el territorio.
Las aves son los animales silvestres más comunes del municipio; habiendo muchísimas especies más, aunque la gran mayoría confinadas en las reservas naturales existentes y los bosques de galerías.
Los mamíferos han venido en una reducción alarmante por la fragmentación ecosistémica, sin embargo los más comunes siguen siendo las zarigüeyas, ardillas, perros de monte, conejos, zorros, tigrillos, guaguas, gurres, nutrias, comadrejas y erizos.
Los anfibios y reptiles quizás son los más escasos´en número de especies de todos, pudiéndose encontrar una buena cantidad de ejemplares de ranas en los humedales de la tierra fría, sapos en las zonas templadas, además de víboras y culebras en lo largo y ancho del territorio, siendo la más común, la inofensiva, cublebra huertera.
A pesar de que Colombia es el país con mayor número de especies de lepidópteros, estos están representados en su gran mayoría al interior del municipio por variadas familias de polillas nocturnas o crepusculares, esfinges y pavones, dadas las condiciones frías del territorio; y aunque las mariposas (Papilionoidea) son el animal más famoso de este orden, dentro del municipio solo hay gran diversidad de estas en las áreas cálidas y templadas.
| Fauna representativa de Santa Rosa de Osos |                    |                   |                  |                |
|                                            |                    |                   |                  |                |
| Carriquí                                   | Tijereta           | Sinsonte          | Turpial          | Barranquero    |
|                                            |                    |                   |                  |                |
| Guagua                                     | Gurre              | Nutria            | Culebra huertera | Puma concolor  |
|                                            |                    |                   |                  |                |
| Polilla Urania                             | Polilla cianopepla | Barbarindio negro | Polilla Leopardo | Mariposa negra |

#### Flora

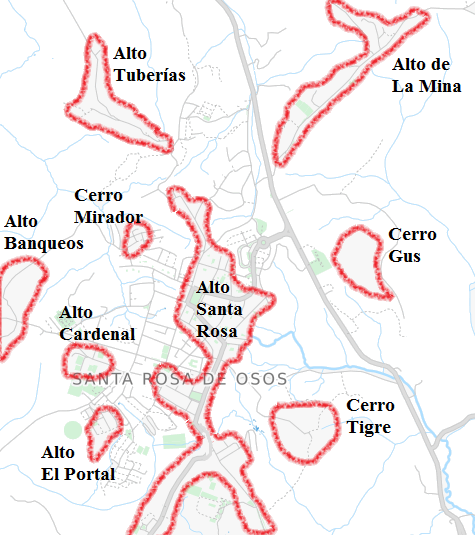
Colinas que componen el área urbana de Santa Rosa de Osos

Santa Rosa de Osos posee 3 zonas de vida bien delimitadas, un 10% de ellas corresponde a bosque húmedo premontano, laderas de alta pendiente caracterizadas por una gran biodiversidad de frutales y árboles propios de las tierras templadas. Aproximadamente un 98% del territorio corresponde a la zona de vida de Bosque muy húmedo montano bajo, hacia el Valle de los Osos. Un 2% corresponde a sub-páramo en el Cerro San José, el Alto de San Bernardo y las veredas cercanas a los Llanos de Cuivá.
| Flora representativa de Santa Rosa de Osos |                    |          |              |           |
|                                            |                    |          |              |           |
| Sietecueros montañero                      | Sietecueros gloria | Pelopelo | Amarrabollo  | Magnolia  |
|                                            |                    |          |              |           |
| Roble                                      | Yarumo             | Motemote | Uva de monte | Feijoa    |
|                                            |                    |          |              |           |
| Laurel de cera                             | Palma de cera      | Arrayán  | Borrachero   | Navajuelo |

## Símbolos
Símbolos naturales ancestrales no oficiales:
Flor: Las flores símbolo del municipio de manera tradicional y ancestral han sido las de género Tibouchina, llamados sietecueros, de manera particular y especial existen 4 emblemáticas; sietecueros montañero, Amarrabollo, Pelopelo y Sietecueros gloria. Estas son endémicas de la cordillera andina y se encuentran en amplias zonas del municipio, siendo utilizadas como plantas ornamentales desde tiempos inmemoriales en el territorio, convirtiéndose en el símbolo más identificable de Santa Rosa.
Árbol: El Quercus humboldtii, roble colombiano, ha sido de manera ancestral el árbol emblemático de Santa Rosa de Osos, estando en todas las reservas naturales municipales.
Ave: El carriquí es el ave más representativa del municipio, presente en casi todo el territorio, muy admirado por la ornitología. Que además de ser nativo, en su colorido plumaje destacan entre el blanco y el negro, los colores de la bandera santarrosana.